# الصوم في الإسلام
الصَّوْمُ في الإسلام نوع من العبادات المهمة، وأصل الصَّوْمُ (ص و مـ)، يقال: صام صَوْمًا وصِيامًا أيضًا، في اللغة: مطلق الإمساك، أو الكف عن الشيء، ومنه قول الله تعالى حكاية عن مريم: ﴿فَقُولِي إِنِّي نَذَرْتُ لِلرَّحْمَنِ صَوْمًا﴾ [مريم:26] أي: إمساكاً عن الكلام. والصوم في الشرع الإسلامي عبادة بمعنى: «الإمساك عن المفطرات على وجه مخصوص، وشروط مخصوصة من طلوع الفجر الثاني، إلى غروب الشمس، بنية». ولا يقتصر على صوم شهر رمضان، بل يشمل جميع أنواع الصوم، وهو إما فرض عين وهو صوم شهر رمضان من كل عام، وما عداه إما واجب مثل: صوم القضاء أو النذر أو الكفارة. وإما تطوع ويشمل: المسنون المؤكد، والمندوب (المستحب) والنفل المطلق، ومن الصوم أيضا ما يشرع تركه وهو الصوم المنهي عنه كصيام يوم الشك، ويحرم صوم يوم عيدي الفطر والأضحى.
والصوم في الإسلام هو عبادة يتفق المسلمون على اتباع نهج النبي في تحديد ماهيتها وأساسياتها، فهو بمعنى: «الإمساك عن المفطرات من طلوع الفجر الثاني إلى غروب الشمس بنية»، كما أن صوم شهر رمضان من كل عام: فرض بإجماع المسلمين، وهو أحد أركان الإسلام الخمسة، وفضائله متعددة، ويشرع قيام لياليه، وخصوصاً العشر الأواخر منه، وفيه ليلة القدر، وتتعلق به زكاة الفطر، وهو عند المسلمين موعد للفرحة، والبر والصلة، وعوائد الخير. وفرض الصوم على المسلمين في السنة الثانية للهجرة، بأدلة منها قول الله تعالى: ﴿كُتِبَ عَلَيْكُمُ الصِّيَامُ﴾ [البقرة:183]، وقوله تعالى: ﴿فَمَنْ شَهِدَ مِنْكُمُ الشَّهْرَ فَلْيَصُمْهُ﴾ [البقرة:185]، وحديث: «بني الإسلام على خمس..» وذكر منها: صوم رمضان، وحديث الأعرابي السائل عن شرائع الدين، قال: هل علي غيره؟ أي: صوم رمضان، قال في الحديث: «لا، إلا أن تطوع  شيئا». وصوم شهر رمضان من كل عام فرضٌ على كل مسلم مكلف مطيق للصوم غير مترخص بسبب المرض أو السفر، ولا يصح الصوم إلا من مسلم عاقل مع خلو المرأة من الحيض والنفاس. وللصوم أحكام مفصلة في علم فروع الفقه، ومنها فرائض الصوم، وأركانه، وشروطه، ومبطلاته، ومستحباته، ومكروهاته، وأحكام الفطر، والأعذار الشرعية المبيحة للفطر، ومواقيت الصوم، لدخول الشهر وخروجه، ووقت الإمساك، والتسحر، والإفطار، والقضاء والأداء وغير ذلك.

## تعريف الصوم

### في اللغة
الصَّوْمُ في اللغة مصدر بمعنى: الإمساك مطلقا، سواء كان إمساكا عن المشي أو عن الفعل والحركة أو إمساكا عن الكلام أو عن الأكل والشرب أو غير ذلك، قال أبو عبيدة: كل ممسك عن طعام أو كلام أو سير فهو صائم. ومادته: (ص و مـ)، والفعل صام مثل قال، والصوم أو الصيام بمعنى واحد، قال في القاموس المحيط: صام صوما وصياما واصطام: أمسك عن الطعام والشراب والكلام والنكاح والسير، قال ابن فارس: (صوم) الصاد والواو والميم أصل يدل على إمساك وركود في مكان، من ذلك صوم الصائم هو إمساكه عن مطعمه ومشربه وسائر ما منعه، ويكون الإمساك عن الكلام صوما. ومنه قول الله تعالى: ﴿فَكُلِي وَاشْرَبِي وَقَرِّي عَيْنًا فَإِمَّا تَرَيِنَّ مِنَ الْبَشَرِ أَحَدًا فَقُولِي إِنِّي نَذَرْتُ لِلرَّحْمَنِ صَوْمًا فَلَنْ أُكَلِّمَ الْيَوْمَ إِنْسِيًّا ۝٢٦﴾ [مريم:26] قال ابن عباس: صمتا، أي: إمساكا عن الكلام، ويقويه قوله تعالى: ﴿فَلَنْ أُكَلِّمَ الْيَوْمَ إِنْسِيًّا ۝٢٦﴾ [مريم:26] والامتناع عن الكلام بهذه الصفة المذكورة في قصة مريم إنما هو إخبار عن حكم في شرع سابق، أما في شريعة الإسلام؛ فالامتناع عن الكلام مع الناس لا يعد عبادة، بل هو من التنطع المنهي عنه، فيأخذ الحكم في الشرع الإسلامي منحى وسطا بين الإفراط والتفريط، ويدل على هذا حديث: «من كان يؤمن بالله واليوم الآخر فليقل خيرا أو ليصمت»، وحديث: «لا يحل لمسلم أن يهجر أخاه فوق ثلاث».
قال ابن منظور: «الصوم: ترك الطعام والشراب والنكاح والكلام، صام يصوم صوما وصياما واصطام، ورجل صائم وصوم من قوم صوام وصيام وصوم بالتشديد». فالصَّوْمُ: إمساك عن أيِّ فعلٍ أو قَوْل كان. فالسكوت عن الكلام يسمى في اللغة صوما. قال الخليل: الصوم قيام بلا عمل، والصوم أيضا الإمساك عن الطعم وقد صام الرجل من باب قال، وصياما أيضا، وصام الفرس قام على غير اعتلاف، وصام النهار قام قائم الظهيرة واعتدل، والصوم أيضا ركود الرياح، وقال ابن فارس: والصوم: استواء الشمس انتصاف النهار، كأنها ركدت عند تدويمها، وكذا يقال: صام النهار، قال امرؤ القيس: إذا صام النهار وهجرا، ومصام الفرس: موقفه، وكذلك مصامته، قال الشماخ: إذا ما استاف منها مصامة. وفي القاموس المحيط: وصام منيته: ذاقها، والنعام: رمى بذرقه وهو صومه، والرجل: تظلل بالصوم لشجرة كريهة المنظر، والنهار: قام قائم الظهيرة، والصوم: الصمت وركود الريح ورمضان والبيعة، والصائم: للواحد والجميع، وأرض صوام كسحاب: يابسة لا ماء بها، ومصام الفرس ومصامته: موقفه. ويقال: صام الفرس صوما أي: قام على غير اعتلاف، وقال في المحكم: وصام الفرس على آريه صوما وصياما إذا لم يعتلف، وقيل: الصائم من الخيل القائم الساكن الذي لا يطعم شيئا؛ قال النابغة الذبياني:
قال أبو منصور الأزهري في ترجمة صون: الصائن من الخيل القائم على طرف حافره من الحفاء، وأما الصائم، فهو القائم على قوائمه الأربع من غير حفاء. وفي التهذيب: الصوم في اللغة الإمساك عن الشيء والترك له، وقيل للصائم صائم؛ لإمساكه عن المطعم والمشرب والمنكح، وقيل للصامت صائم لإمساكه عن الكلام، وقيل للفرس صائم لإمساكه عن العلف مع قيامه. قال سفيان بن عيينة: «الصوم هو الصبر، يصبر الإنسان على الطعام والشراب والنكاح، ثم قرأ: ﴿إنما يوفى الصابرون أجرهم بغير حساب﴾».
قال ابن منظور: «وفي الحديث: «قال النبي ﷺ: قال الله تعالى: كل عمل ابن آدم له إلا الصوم، فإنه لي». قال أبو عبيد: إنما خص الله تبارك وتعالى الصوم بأنه له وهو يجزي به، وإن كانت أعمال البر كلها له وهو يجزي بها؛ لأن الصوم ليس يظهر من ابن آدم بلسان، ولا فعل فتكتبه الحفظة، إنما هو نية في القلب وإمساك عن حركة المطعم والمشرب يقول الله تعالى: فأنا أتولى جزاءه على ما أحب من التضعيف وليس على كتاب كتب له؛ ولهذا «قال النبي ﷺ: ليس في الصوم رياء»». والصوم: ترك الأكل. قال الخليل: والصوم قيام بلا عمل. قال أبو عبيدة: كل ممسك عن طعام أو كلام أو سير، فهو صائم. والصوم: البيعة. وصامت الريح: ركدت. والصوم: ركود الريح. وصام النهار صوما إذا اعتدل وقام قائم الظهيرة؛ قال امرؤ القيس:
وصامت الشمس: استوت. التهذيب: وصامت الشمس عند انتصاف النهار إذا قامت ولم تبرح مكانها. وصام النعام إذا رمى بذرقه، وهو صومه. قال في المحكم: صام النعام صوما ألقى ما في بطنه. والصوم: عرة النعام، وهو ما يرمي به من دبره. وصام الرجل إذا تظلل بالصوم، وهو شجر كما نقل عن ابن الأعرابي. قال أبو زيد: أقمت بالبصرة صومين أي رمضانين. وقال الجوهري: رجل صومان أي صائم. وقال الجوهري: الصوم شجر في لغة هذيل. قال ابن بري: وصوام جبل؛ قال الشاعر:

### بالمعنى الشرعي
الصَّوْمُ في شريعة الإسلام عبادة مخصوصة بمعنى: «الإمساك عن المفطرات، على وجه مخصوص بنية»، والصوم والصيام كلاهما بمعنى واحد في اللغة والشرع، قال ابن جرير: والصيام مصدر، من قول القائل: «صُمت عن كذا وكذا» يعني: كففت عنه، أصوم عَنه صوْما ًوصياماً، ومعنى الصيام: الكف عما أمر الله بالكف عنه، ومن ذلك قيل: «صَامت الخيل»، إذا كفت عن السير، ومنه قول نابغة بني ذبيان:
ومنه قول الله تعالى ذكره: ﴿فَقُولِيٓ إِنِّي نَذَرْتُ لِلرَّحْمَنِ صَوْمًا ...الآية﴾، يعني: صمتًا عن الكلام. والصَّوْم بالمعنى الشرعي هو: «الإمساك عن المفطرات، على وجه مخصوص، في زمن مخصوص بنية»، أو: «الإمساكٌ عن المُفْطِرَاتِ من طلوع الفَجْرِ إلى غروب الشمس مع النِّيَّة». والنية في الصوم لا زمة عند جمهور الفقهاء، بصرف النظر عن كونها ركنا من أركان الصوم أو شرطا من شروطه. قال ابن حجر في فتح الباري: «والصوم والصيام في اللغة: الإمساك، وفي الشرع: إمساك مخصوص في زمن مخصوص عن شيء مخصوص بشرائط مخصوصة». وقال صاحب المحكم: «الصوم ترك الطعام والشراب والنكاح والكلام»، قال الراغب: الصوم في الأصل الإمساك عن الفعل، ولذلك قيل: للفرس الممسك عن السير صائم، وفي الشرع: «إمساك المكلف بالنية عن تناول المطعم والمشرب والاستمناء والاستقاء من الفجر إلى المغرب». وقال السرخسي في المبسوط: «وفي الشريعة: عبارة عن إمساك مخصوص، وهو الكف عن قضاء الشهوتين شهوة البطن وشهوة الفرج، من شخص مخصوص، وهو أن يكون مسلما طاهرا من الحيض والنفاس وفي وقت مخصوص، وهو ما بعد طلوع الفجر إلى وقت غروب الشمس بصفة مخصوصة، وهو أن يكون على قصد التقرب، فالاسم شرعي فيه معنى اللغة». قال ابن قدامة: «والصوم في الشرع: عبارة عن الإمساك عن أشياء مخصوصة، في وقت مخصوص». وقال في الذخيرة الصوم في الشرع: «الإمساك عن شهوتي الفم والفرج وما يقوم مقامهما مخالفة للهوى في طاعة المولى في جميع أجزاء النهار وبنية قبل الفجر أو معه إن أمكن فيما عدا زمن الحيض والنفاس وأيام الأعياد». وقال ابن عرفة: «الصوم رسمه عبادة عدمية وقت طلوع الفجر حتى الغروب»، وقال ابن رشد: «إمساك عن الطعام والشراب والجماع من طلوع الفجر إلى غروب الشمس بنية». أو هو: إمساك مخصوص عن المفطرات يوما كاملاً، من شخص مخصوص بنية، وفق شروط مخصوصة عند الفقهاء؛ لأن الصوم عمل، والنية لازمة شرعاً لصحة الأعمال، ونية الصوم لازمة باتفاق أئمة المذاهب الفقهية فلا يصح الصوم إلا بالنية، وهذا لا خلاف عليه؛ لقول النبي ﷺ: «لا صيام لمن لم بيت النية ليلا». وهو محمول على صوم الفرض عند الجمهور، ووقت النية من بعد غروب الشمس إلى طلوع الفجر، أما في صوم النفل؛ فتمتد النية إلى ما قبل الزوال بشرط عدم تعاطي أي مفطر بعد الفجر.

## مشروعية الصوم في الإسلام

### فرض الصوم
الصوم من العبادات المشروعة في الإسلام، وفرض في السنة الثانية للهجرة، ونزلت فيه آيات من القرآن الكريم، دلت على فرضيته على المسلمين، وأنه كان مفروضا على من كان قبلهم في الشرائع السابقة، وشرعت أحكامه ومواقيته، في آيات الصيام، وبينت تفاصيل أحكامه ومواقيته، بالأحاديث النبوية؛ لأن الحديث النبوي مفسر للقرآن، وشارح له، قال الله تعالى: ﴿وَأَنْزَلْنَا إِلَيْكَ الذِّكْرَ لِتُبَيِّنَ لِلنَّاسِ﴾ [النحل:44]، وقال تعالى: ﴿فَلَا وَرَبِّكَ لَا يُؤْمِنُونَ حَتَّى يُحَكِّمُوكَ فِيمَا شَجَرَ بَيْنَهُمْ ثُمَّ لَا يَجِدُوا فِي أَنْفُسِهِمْ حَرَجًا مِمَّا قَضَيْتَ وَيُسَلِّمُوا تَسْلِيمًا ۝٦٥﴾ [النساء:65]، وفي الحديث: «ألا إني أوتيت الكتاب ومثله معه». والأصل في مشروعية الصيام قبل الإجماع: أدلة من الكتاب والسنة، فمن القرآن قول الله تعالى: ﴿يَا أَيُّهَا الَّذِينَ آمَنُوا كُتِبَ عَلَيْكُمُ الصِّيَامُ كَمَا كُتِبَ عَلَى الَّذِينَ مِنْ قَبْلِكُمْ لَعَلَّكُمْ تَتَّقُونَ ۝١٨٣﴾ [البقرة:183]. وهو دليل فرض الصيام على المسلمين، وكان هذا في بداية فرضه، ثم نزل بعد ذلك من القرآن الكريم تحديد مقدار الصوم المفروض وبيان زمنه ومواقيته المتعلقة به في قول الله تعالى: ﴿شَهْرُ رَمَضَانَ الَّذِي أُنْزِلَ فِيهِ الْقُرْآنُ هُدًى لِلنَّاسِ وَبَيِّنَاتٍ مِنَ الْهُدَى وَالْفُرْقَانِ فَمَنْ شَهِدَ مِنْكُمُ الشَّهْرَ فَلْيَصُمْهُ﴾ [البقرة:185] ... الآية، إلى قوله تعالى: ﴿وَلَعَلَّكُمْ تَشْكُرُونَ﴾ [البقرة:185]. وفي هذه الآية الأمر الصريح بوجوب صوم شهر رمضان على المسلمين المكلفين. ومعنى قوله تعالى: ﴿يَا أَيُّهَا الَّذِينَ ءآمَنُوا﴾: يا أيها الذين ءامنوا بالله ورسوله وصدقوا بهما وأقرُّوا، ﴿كُتِبَ عَلَيْكُمُ الصِّيَامُ﴾ أي: فُرض عليكم الصيام، ﴿كَمَا كُتِبَ عَلَى الَّذِينَ مِن قَبْلِكُمْ﴾، أي: كما فُرض على الذين من قبلكم، من الأمم السابقة، فهو من الشرائع القديمة، وكان فرضه على الأنبياء وأممهم، قال أبو جعفر الطبري في تفسير الآية: فرض عليكم مثل الذي فرض على الذين منْ قبلكم، وذكر أقوالا في الذين فرض عليهم الصوم من قبل فرضه على المسلمين، وفي المعنى الذي وقع فيه التشبيه بين فرض صومنا وصوم الذين من قبلنا، الأول: أن صوم شهر رمضان فرض على النصارى، وتشبيه صيامهم بصيام المسلمين هو اتفاقهما في الوقت والمقدار، الذي هو لازم للمسلمين اليوم فرضُه، عن الشعبي أنه قال: «لو صُمت السنة كلها لأفطرت اليوم الذي يشك فيه فيقال: من شعبان، ويقال: من رمضان، وذلك أن النصارى فُرض عليهم شهر رَمضان كما فرض علينا فحوَّلوه إلى الفصل، وذلك أنهم كانوا ربما صاموه في القيظ يعدون ثلاثين يوماً، ثم جاء بعدهم قرن فأخذوا بالثقة من أنفسهم، فصاموا قبل الثلاثين يوما وبعدها يوما، ثم لم يزل الآخر يُستن سنّة القرن الذي قبله حتى صارت إلى خمسين، فذلك قوله: ﴿كُتِبَ عَلَيْكُمُ الصِّيَامُ كَمَا كُتِبَ عَلَى الَّذِينَ مِنْ قَبْلِكُمْ﴾ [البقرة:183]». وقيل بل التشبيه إنما هو من أجل أن صومهم كان من العشاء الآخرة إلى العشاء الآخرة، وهو الذي فرض على المسلمين في بداية فرضه؛ روى ابن جرير الطبري عن أسباط، عن السدي: أما الذين من قبلنا: فالنصارى، كتب عليهم رمضان وكتب عليهم أن لا يأكلوا ولا يشربوا بعد النوم، ولا ينكحوا النساءَ شهر رمضان، فاشتد على النصارى صيامُ رمَضان، وجعل يُقَلَّبُ عليهم في الشتاء والصيف، فلما رأوا ذلك اجتمعوا فجعلوا صياما في الفصل بين الشتاء والصيف، وقالوا: نزيد عشرين يوما نكفّر بها ما صنعنا، فجعلوا صيامهم خمسين. وفي رواية: كتب عليهم الصوم من العتمة إلى العتمة، وعن قتادة: رمضانُ، كتبه الله على من كان قَبلهم، وعن مجاهد: ﴿كَمَا كُتِبَ عَلَى الَّذِينَ مِنْ قَبْلِكُمْ﴾ [البقرة:183] أي: أهل الكتاب، وفي قول: أنه كان مفروضا على الناس كلهم، قال أبو جعفر: «وأولى هذه الأقوال بالصواب قول من قال: معنى الآية: يا أيها الذين ءامنوا فُرض عليكم الصيام كما فرض على الذين من قبلكم من أهل الكتاب، ﴿أَيَّامًا مَعْدُودَاتٍ﴾ [البقرة:184]، وهي شهر رمضان كله؛ لأن مَن بعدَ إبراهيم ﷺ كان مأمورا باتباع إبراهيم، وذلك أن الله جل ثناؤه كان جعله للناس إماما، وقد أخبرنا الله عز وجل أن دينه كان الحنيفيةَ المسلمةَ، فأمر نبينا ﷺ بمثل الذي أمر به مَنْ قبله من الأنبياء، وأما التشبيه، فإنما وقع على الوقت، وذلك أن مَنْ كان قبلنا إنما كان فرِض عليهم شهر رمضان، مثل الذي فُرض علينا سواء».

### في الأمم السابقة
تدل النصوص الشرعية من الكتاب والسنة على أن الصيام الذي فرضه الله على المسلمين كان مفروضا على الأمم السابقة، حيث أن الله هو الذي شرع الأحكام لعباده، وأن العبادة لله وحده لا شريك له، وتؤكد شريعة الإسلام أن الدين كله لله، وهو الذي أرسل الرسل ليبلغوا الناس، ودين الأنبياء واحد، وما أمروا إلا ليعبدوا إله واحدا. وقد ذكر المفسرون: أن الصيام كان مفروضا على الأمم السابقة، وأنه كان مفروضا على أهل الكتاب، فأما اليهود فقد فرض الله عليهم الصيام ولكنهم حولوه فصاموا يوما من السنة، وأخرج البخاري في تاريخه والطبراني «عن دغفل بن حنظلة عن النبي ﷺ قال: كان على النصارى صوم شهر رمضان، فمرض ملكهم فقالوا: لئن شفاه الله لنزيدن عشرا، ثم كان آخر فأكل لحما فأوجع فوه، قال: لئن شفاه الله ليزيدن سبعة، ثم كان عليهم ملك آخر فقال: ما ندع من هذه الثلاثة الأيام شيئا أن نتمها ونجعل صومنا في الربيع، ففعل فصارت خمسين يوما».
وفي نص الآية الدالة على فرض الصيام جملة من الدلالات ومن أهمها: فرض الصيام على الناس، وأن الإيمان بالله والإسلام له وحده شرط في صحة العبادة، والخطاب في هذه الآية موجه لمن آمن بالله وبجميع رسله، ويؤكد نص الآية على أن الخلق كلهم عباد لله، وأن الخالق المعبود بحق هو الله وحده لا شريك له، وهو الذي أرسل جميع الرسل وله الدين الخالص، وفي النص القرآني من هذه الآية دلالة واضحة على أن الله هو الذي شرع الأحكام لعباده، فكما أنه فرض الصيام على الأمة المحمدية فكذلك فرض هذه العبادة على الأمم السابقة حيث يقول الله تعالى: ﴿كَمَا كُتِبَ عَلَى الَّذِينَ مِنْ قَبْلِكُمْ﴾ [البقرة:183]، وقد ذكر الفخر الرازي في تفسير الآية: «في هذا التشبيه قولان: أحدهما: أنه عائد إلى أصل إيجاب الصوم، يعني هذه العبادة كانت مكتوبة واجبة على الأنبياء والأمم من لدن آدم إلى عهدكم، ما أخلى الله أمة من إيجابها عليهم لا يفرضها عليكم وحدكم، وفائدة هذا الكلام أن الصوم عبادة شاقة، والشيء الشاق إذا عم سهل تحمله». ثم ذكر القول الثاني بقوله: «والقول الثاني: أن التشبيه يعود إلى وقت الصوم وإلى قدره، وهذا ضعيف؛ لأن تشبيه الشيء بالشيء يقتضي استواءهما في أمر من الأمور، فأما أن يقال: إنه يقتضي الاستواء في كل الأمور فلا».
فالذي فرضه الله على الأنبياء وأممهم هو أصل إيجاب الصوم، وأما حمل التشبيه على أنه من حيث الوقت والقدر؛ فقد ذكر القائلون بهذا القول وجوها منها: أن الله تعالى فرض صيام رمضان على أهل الكتاب: (اليهود والنصارى)، قال الرازي: «أما اليهود فإنها تركت هذا الشهر وصامت يوما من السنة، زعموا أنه يوم غرق فيه فرعون، وكذبوا في ذلك أيضا؛ لأن ذلك اليوم يوم عاشوراء على لسان رسول الله ﷺ، أما النصارى فإنهم صاموا رمضان فصادفوا فيه الحر الشديد فحولوه إلى وقت لا يتغير، ثم قالوا عند التحويل: نزيد فيه فزادوا عشرا، ثم بعد زمان اشتكى ملكهم فنذر سبعا فزادوه، ثم جاء بعد ذلك ملك آخر فقال: ما بال هذه الثلاثة فأتمه خمسين يوما، وهذا معنى قوله تعالى: ﴿اتَّخَذُوا أَحْبَارَهُمْ وَرُهْبَانَهُمْ أَرْبَابًا﴾ [التوبة:31] وهذا مروي عن الحسن». الوجه الثاني: مروي عن الشعبي وهو: أنهم أخذوا بالوثيقة زمانا فصاموا قبل الثلاثين يوما وبعدها يوما، ثم لم يزل الأخير يستسن بسنة القرن الذي قبله حتى صاروا إلى خمسين يوما؛ ولهذا كره صوم يوم الشك. والوجه الثالث: أن وجه التشبيه أنه يحرم الطعام والشراب والجماع بعد النوم كما كان ذلك حراما على سائر الأمم، واحتج القائلون بهذا القول بأن الأمة مجمعة على أن قوله تعالى: ﴿أُحِلَّ لَكُمْ لَيْلَةَ الصِّيَامِ الرَّفَثُ إِلَى نِسَائِكُمْ﴾ [البقرة:187] يفيد نسخ هذا الحكم، فهذا الحكم لا بد فيه من دليل يدل عليه، ولا دليل عليه إلا هذا التشبيه وهو قوله: ﴿كَمَا كُتِبَ عَلَى الَّذِينَ مِنْ قَبْلِكُمْ﴾ [البقرة:183] فوجب أن يكون هذا التشبيه دليلا على ثبوت هذا المعنى، قال أصحاب القول الأول: قد بينا أن تشبيه شيء بشيء لا يدل على مشابهتهما من كل الوجوه فلم يلزم من تشبيه صومنا بصومهم أن يكون صومهم مختصا برمضان، وأن يكون صومهم مقدرا بثلاثين يوما.

### الأصل في مشروعية الصوم
| ذكرت آيات أحكام الصيام ضمن سورة البقرة في قول الله تعالى: ﴿يَا أَيُّهَا الَّذِينَ ءامَنُواْ كُتِبَ عَلَيْكُمُ الصِّيَامُ كَمَا كُتِبَ عَلَىٰ الَّذِينَ مِن قَبْلِكُمْ لَعَلَّكُمْ تَتَّقُونَ ۝١٨٣ أَيَّامًا مَّعْدُودَ ٰتٍ ۚ فَمَن كَانَ مِنكُم مَّرِيضًا أَوْ عَلَىٰ سَفَرٍ فَعِدَّةٌ مِّنْ أَيَّامٍ أُخَرَ ۚ وَعَلَى الَّذِينَ يُطِيقُونَهُ فِدْيَةٌ طَعَامُ مِسْكِينٍ ۖ فَمَن تَطَوَّعَ خَيْرًا فَهُوَ خَيْرٌ لَّهُ ۚ وَأَن تَصُومُوا خَيْرٌ لَّكُمْ ۖ إِن كُنتُمْ تَعْلَمُونَ ۝١٨٤ شَهْرُ رَمَضَانَ الَّذِي أُنزِلَ فِيهِ الْقُرْآنُ هُدًى لِّلنَّاسِ وَبَيِّنََـٰتٍ مِّنَ الْهُدَىٰ وَالْفُرْقَانِ ۚ فَمَن شَهِدَ مِنكُمُ الشَّهْرَ فَلْيَصُمْهُ ۖ وَمَن كَانَ مَرِيضًا أَوْ عَلَىٰ سَفَرٍ فَعِدَّةٌ مِّنْ أَيَّامٍ أُخَرَ ۗ يُرِيدُ اللَّهُ بِكُمُ الْيُسْرَ وَلَا يُرِيدُ بِكُمُ الْعُسْرَ وَلِتُكْمِلُوا الْعِدَّةَ وَلِتُكَبِّرُوا اللَّهَ عَلَىٰ مَا هَدَ ٰكُمْ وَلَعَلَّكُمْ تَشْكُرُونَ ۝١٨٥ وَإِذَا سَأَلَكَ عِبَادِي عَنِّي فَإِنِّي قَرِيبٌۖ أُجِيبُ دَعۡوَةَ ٱلدَّاعِ إِذَا دَعَانِۖ فَلۡيَسۡتَجِيبُواْ لِي وَلۡيُؤۡمِنُواْ بِي لَعَلَّهُمۡ يَرۡشُدُونَ۝١٨٦ أُحِلَّ لَكُمْ لَيْلَةَ الصِّيَامِ الرَّفَثُ إِلَى نِسَائِكُمْ هُنَّ لِبَاسٌ لَكُمْ وَأَنْتُمْ لِبَاسٌ لَهُنَّ عَلِمَ اللَّهُ أَنَّكُمْ كُنْتُمْ تَخْتَانُونَ أَنْفُسَكُمْ فَتَابَ عَلَيْكُمْ وَعَفَا عَنْكُمْ فَالۡـَٰٔنَ بَـٰشِرُوهُنَّ وَابْتَغُوا مَا كَتَبَ اللَّهُ لَكُمْ وَكُلُوا وَاشْرَبُوا حَتَّى يَتَبَيَّنَ لَكُمُ الْخَيْطُ الْأَبْيَضُ مِنَ الْخَيْطِ الْأَسْوَدِ مِنَ الْفَجْرِ ثُمَّ أَتِمُّوا الصِّيَامَ إِلَى اللَّيْلِ وَلَا تُبَـٰشِرُوهُنَّ وَأَنْتُمْ عَـٰكِفُونَ فِي الْمَسَاجِدِ تِلْكَ حُدُودُ اللَّهِ فَلَا تَقْرَبُوهَا كَذَلِكَ يُبَيِّنُ اللَّهُ ءَايَاتِهِ لِلنَّاسِ لَعَلَّهُمْ يَتَّقُونَ ۝١٨٧﴾ |
| —سورة البقرة، آية: (183 و184 و185 و186 و187) |

ثبتت مشروعية الصوم في الإسلام بأدلة من الكتاب والسنة، فمن الكتاب آيات أحكام الصيام وهي: آيات من القرآن الكريم، في سورة البقرة تضمن الأحكام الشرعية، المتعلقة بالصوم، وأهم ما اشتملت عليه: فرض الصيام على المسلمين، وبيان مقدار مواقيت الصوم، والرخصة للمريض والمسافر، والفدية وإطاقة الصوم، ثم اختصاص شهر رمضان بالفرضية، وتعيين صيامه، ونزلت آيات تحديد وقت الصيام من طلوع الفجر الثاني إلى غروب الشمس، وأحكام الاعتكاف، وأدلة فرض الصيام من القرآن الكريم قول الله تعالى: ﴿يَا أَيُّهَا الَّذِينَ آمَنُوا كُتِبَ عَلَيْكُمُ الصِّيَامُ كَمَا كُتِبَ عَلَى الَّذِينَ مِنْ قَبْلِكُمْ لَعَلَّكُمْ تَتَّقُونَ ۝١٨٣ أَيَّامًا مَعْدُودَاتٍ فَمَنْ كَانَ مِنْكُمْ مَرِيضًا أَوْ عَلَى سَفَرٍ فَعِدَّةٌ مِنْ أَيَّامٍ أُخَرَ وَعَلَى الَّذِينَ يُطِيقُونَهُ فِدْيَةٌ طَعَامُ مِسْكِينٍ فَمَنْ تَطَوَّعَ خَيْرًا فَهُوَ خَيْرٌ لَهُ وَأَنْ تَصُومُوا خَيْرٌ لَكُمْ إِنْ كُنْتُمْ تَعْلَمُونَ ۝١٨٤ شَهْرُ رَمَضَانَ الَّذِي أُنْزِلَ فِيهِ الْقُرْآنُ هُدًى لِلنَّاسِ وَبَيِّنَاتٍ مِنَ الْهُدَى وَالْفُرْقَانِ فَمَنْ شَهِدَ مِنْكُمُ الشَّهْرَ فَلْيَصُمْهُ وَمَنْ كَانَ مَرِيضًا أَوْ عَلَى سَفَرٍ فَعِدَّةٌ مِنْ أَيَّامٍ أُخَرَ يُرِيدُ اللَّهُ بِكُمُ الْيُسْرَ وَلَا يُرِيدُ بِكُمُ الْعُسْرَ وَلِتُكْمِلُوا الْعِدَّةَ وَلِتُكَبِّرُوا اللَّهَ عَلَى مَا هَدَاكُمْ وَلَعَلَّكُمْ تَشْكُرُونَ ۝١٨٥﴾ [البقرة:183–185].
وأما أدلة مشروعية الصوم من السنة النبوية؛ فهي إيضاح لنصوص القرآن وبيان ما فيه من أحكام ذكرت فيه إجمالا، وتفصيلها، وبيان الأحكام الشرعية التي لم تذكر في القرآن، بل بنص السنة إذ أن القرآن منقول بطريق السنة، والوحي إما نص من القرآن أو من الحديث النبوي، مثل بيان المواقيت التي دل الحديث النبوي على بيانها، فالسنة هي بيان لمراد الله، فعدد الصلوات مثلا: لم يعلم بيانه إلا بطريق السنة، وقد جاء في الحديث: «ألا إني أوتيت الكتاب ومثله معه». ومعنى «أوتيت الكتاب»: أي القرآن «ومثله معه»: أي الوحي الباطن غير المتلو أو تأويل الوحي الظاهر وبيانه بتعميم وتخصيص وزيادة ونقص، أو أحكاما ومواعظ وأمثالا تماثل القرآن في وجوب العمل أو في المقدار. قال البيهقي: هذا الحديث يحتمل وجهين أحدهما: أنه أوتي من الوحي الباطن غير المتلو مثل ما أوتي من الظاهر المتلو، والثاني أن معناه أنه أوتي الكتاب وحيا يتلى، وأوتي مثله من البيان أي: أذن له أن يبين ما في الكتاب فيعم ويخص وأن يزيد عليه فيشرع ما ليس في الكتاب له ذكر فيكون ذلك في وجوب الحكم ولزوم العمل به كالظاهر المتلو من القرآن. قراه». وفي الحديث دليل على وجوب اتباع السنة والأخذ بها، كما دلت عليه نصوص القرآن.

### مراحل تشريع الصوم
للصوم في الإسلام مراحل تشريعية من قبل أن يفرض على المسلمين صوم شهر رمضان إلى أن استقرت الأحكام واكتمل الدين، فمن خصائص التشريع الإسلامي للأحكام أن الله هو الذي شرع الأحكام، فكان بيانها على لسان رسوله خلال فترة نزول الوحي، فلم تشرع الأحكام كلها جملة واحدة، بل كان بطريق التدرج في تشريعها، بطريق التعليم الرباني الذي يقصد به: تعليم الأحكام شيئا فشيئا، وتركزت مراحل التشريع الإسلامي في بدايتها على الإيمان بالله والبرهنة على وجود الله وأنه خالق كل شيء، والمستحق وحده للعبادة، ومن ثم فإن الكثير من الأحكام لم تشرع إلا بعد الهجرة إلى المدينة المنورة، بما فيها الصوم الذي هو في نفس الوقت لم يشرع جملة واحدة، بل شرع في مراحل، وكان المسلمون قبل أن يفرض عليهم صوم رمضان يصومون يوم عاشوراء، وثلاثة أيام من كل شهر، وكان الناس في الجاهلية يصومون يوم عاشوراء، فلما هاجر المسلمون إلى المدينة المنورة وجدوا اليهود يصومونه، فسئلوا عنه فقالوا: ذلك يوم نجى الله فيه موسى وأغرق فيه فرعون فنحن نصومه شكرا لله، وفي الحديث: «أن النبي صلى الله عليه وسلم قدم المدينة فوجد اليهود يصومون عاشوراء وقالوا: إن موسى صامه، وإنه اليوم الذي نجوا فيه من فرعون وغرق فرعون فصامه النبي صلى الله عليه وسلم وأمر بصيامه وقال: نحن أحق بموسى منهم». و«عن عائشة رضي الله عنها قالت كانت قريش تصوم عاشوراء في الجاهلية وكان رسول الله ﷺ يصومه فلما هاجر إلى المدينة صامه وأمر بصيامه، فلما فرض شهر رمضان قال: من شاء صامه ومن شاء تركه». قال النووي: اتفق العلماء على أن صوم يوم عاشوراء سنة ليس بواجب، واختلفوا في حكمه في أول الإسلام حين شرع صومه قبل صوم رمضان، فقال أبو حنيفة: كان واجبا، واختلف أصحاب الشافعي فيه على وجهين مشهورين: أشهرهما عندهم: أنه لم يزل سنة من حين شرع، ولم يكن واجبا قط في هذه الأمة، ولكنه كان متأكد الاستحباب، فلما نزل صوم رمضان صار مستحبا دون ذلك الاستحباب، والثاني: كان واجبا، كقول أبي حنيفة، واستدل القائلون بالوجوب بقوله: «وأمر بصيامه»، ودليل القائلين بعدم وجوبه حديث: «لم يكتب الله عليكم صيامه»، وحديث: «من شاء صامه ومن شاء تركه»، وهذا الخلاف إنما هو فيما كان في صدر الإسلام، أما بعد تعيين صوم رمضان؛ فهو سنة مستحبة بالإجماع.
كان فرض الصوم في أول فرضه على المسلمين في أيام معدودات، وأنه ليس في كل يوم؛ لئلا يشق على النفوس، فتضعف عن حمله وأدائه، بل جعل فرضه في أيام معدودات، أي: قلائل، كما يدل على هذا نص الآية: ﴿أَيَّامًا مَعْدُودَاتٍ﴾ [البقرة:184] أي: أن تصوموا أياما معدودات هي أيام شهر رمضان، قال الطبري: وأما المعدودات: فهي التي تعد مبالغها وساعات أوقاتها، وعنى بقوله: ﴿مَعْدُودَاتٍ﴾ [البقرة:184]: محصيات.
وكان الصوم على التخيير، في بداية فرضه؛ لقوله تعالى: ﴿وَعَلَى الَّذِينَ يُطِيقُونَهُ فِدْيَةٌ طَعَامُ مِسْكِينٍ فَمَنْ تَطَوَّعَ خَيْرًا فَهُوَ خَيْرٌ لَهُ وَأَنْ تَصُومُوا خَيْرٌ لَكُمْ إِنْ كُنْتُمْ تَعْلَمُونَ ۝١٨٤﴾ [البقرة:184]، فعن معاذ بن جبل قال: كان في ابتداء الأمر: من شاء صام ومن شاء أفطر وأطعم عن كل يوم مسكينا، ثم نسخ حكم التخيير بآية فرض صوم رمضان، وهكذا روى البخاري عن سلمة بن الأكوع أنه قال: لما نزلت: ﴿وَعَلَى الَّذِينَ يُطِيقُونَهُ فِدْيَةٌ طَعَامُ مِسْكِينٍ﴾ [البقرة:184]: كان من أراد أن يفطر يفتدي، حتى نزلت الآية التي بعدها فنسختها، وعن نافع عن ابن عمر، قال: «هي منسوخة». وذهب أكثر العلماء إلى أن الآية منسوخة وهو قول ابن عمر وسلمة بن الأكوع وغيرهما، وذلك أنهم كانوا في ابتداء الإسلام مخيرين بين أن يصوموا وبين أن يفطروا ويفدوا، خيرهم الله تعالى لئلا يشق عليهم لأنهم كانوا لم يتعودوا الصوم ثم نسخ التخيير ونزلت العزيمة بقوله تعالى: ﴿فَمَنْ شَهِدَ مِنْكُمُ الشَّهْرَ فَلْيَصُمْهُ﴾ [البقرة:185]، وقال قتادة: هي خاصة في حق الشيخ الكبير الذي يطيق الصوم ولكن يشق عليه رخص له في أن يفطر ويفدي ثم نسخ وقال الحسن: هذا في المريض الذي به ما يقع عليه اسم المرض وهو مستطيع للصوم خير بين أن يصوم وبين أن يفطر ويفدي، ثم نسخ بقوله تعالى: ﴿فَمَنْ شَهِدَ مِنْكُمُ الشَّهْرَ فَلْيَصُمْهُ﴾ [البقرة:185]، وثبتت الرخصة للذين لا يطيقون، وذهب جماعة إلى أن الآية محكمة غير منسوخة، ومعناه وعلى الذين كانوا يطيقونه في حال الشباب فعجزوا عنه بعد الكبر فعليهم الفدية بدل الصوم وقرأ ابن عباس: ﴿وَعَلَى الَّذِينَ يُطَوَّقُونَهُ﴾ بضم الياء وفتح الطاء وتخفيفها وفتح الواو وتشديدها، بلفظ: ﴿يُطَوَّقُونَهُ﴾ بفتح الطاء مخففة وتشديد الواو بمعنى: يكلفونه. أي: يكلفون الصوم، وتأويله على الشيخ الكبير والمرأة الكبيرة لا يستطيعان الصوم والمريض الذي لا يرجى زوال مرضه فهم يكلفون الصوم ولا يطيقونه فلهم أن يفطروا ويطعموا مكان كل يوم مسكينا وهو قول سعيد بن جبير وجعل الآية محكمة.
وقال السدي عن مرة عن عبد الله قال: لما نزلت هذه الآية: ﴿وَعَلَى الَّذِينَ يُطِيقُونَهُ فِدْيَةٌ طَعَامُ مِسْكِينٍ﴾ [البقرة:184] قال: يقول: ﴿وَعَلَى الَّذِينَ يُطِيقُونَهُ﴾ [البقرة:184] أي: يتجشمونه، قال عبد الله: فكان من شاء صام ومن شاء أفطر وأطعم مسكينا، ﴿فَمَنْ تَطَوَّعَ خَيْرًا﴾ [البقرة:184] أي: أطعم مسكينا آخر؛ ﴿فَهُوَ خَيْرٌ لَهُ وَأَنْ تَصُومُوا خَيْرٌ لَكُمْ﴾ [البقرة:184]: فكانوا كذلك حتى نسختها: ﴿فَمَنْ شَهِدَ مِنْكُمُ الشَّهْرَ فَلْيَصُمْهُ﴾ [البقرة:185].
روى البخاري بسنده عن عطاء سمع ابن عباس يقرأ: ﴿وَعَلَى الَّذِينَ يُطِيقُونَهُ فِدْيَةٌ طَعَامُ مِسْكِينٍ﴾ [البقرة:184]، قال ابن عباس: ليست منسوخة، هو للشيخ الكبير والمرأة الكبيرة لا يستطيعان أن يصوما، فيطعمان مكان كل يوم مسكينا. وهكذا روى غير واحد عن سعيد بن جبير، عن ابن عباس نحوه. وعن ابن عباس قال: نزلت هذه الآية: ﴿وَعَلَى الَّذِينَ يُطِيقُونَهُ فِدْيَةٌ طَعَامُ مِسْكِينٍ﴾ [البقرة:184]، في الشيخ الكبير الذي يطيق الصوم ثم ضعف، فرخص له أن يطعم مكان كل يوم مسكينا. عن ابن أبي ليلى قال: دخلت على عطاء في رمضان، وهو يأكل، فقال: قال ابن عباس: نزلت هذه الآية: ﴿وَعَلَى الَّذِينَ يُطِيقُونَهُ فِدْيَةٌ طَعَامُ مِسْكِينٍ﴾ [البقرة:184]، فكان من شاء صام ومن شاء أفطر وأطعم مسكينا، ثم نزلت هذه الآية فنسخت الأولى، إلا الكبير الفاني إن شاء أطعم عن كل يوم مسكينا وأفطر، فحاصل الأمر أن النسخ ثابت في حق الصحيح المقيم بإيجاب الصيام عليه، بقوله: ﴿فَمَنْ شَهِدَ مِنْكُمُ الشَّهْرَ فَلْيَصُمْهُ﴾ [البقرة:185]. وخلاصة هذا: أن التخيير كان في بداية الأمر بالصوم في صدر الإسلام، ثم نسخ حكم التخيير بتعيين صوم رمضان، وقوله تعالى: ﴿فَلْيَصُمْهُ﴾ [البقرة:185] دل على الفرض نصا من غير تخيير، كما أن الفدية باقية في حق من لا يطيق الصوم، وبهذا ثبت وجوب صوم رمضان، على المكلفين، وأجمع المسلمون على هذا، وقد كان وقت الصوم، يبدء من الليل، فمن نام أو صلى العشاء؛ صار بذلك صائما، وحرم عليه الأكل والشرب، وسائر المفطرات، فشق ذلك على المسلمين، فخفف الله عليهم، وجعل وقت الصوم من  طلوع الفجر، إلى غروب الشمس.

### رخصة المرض والسفر
الرخصة بالمعنى الشرعي عند علماء أصول الفقه: مقابل العزيمة. ففرض الصوم عزيمة، ورفع الحرج عن المكلف بالصوم، بالتخفيف حال المرض أو السفر: رخصة من الله؛ لقوله تعالى: ﴿فَمَنْ كَانَ مِنْكُمْ مَرِيضًا أَوْ عَلَى سَفَرٍ فَعِدَّةٌ مِنْ أَيَّامٍ أُخَرَ﴾ [البقرة:184]، والمعنى: أن من كان منكم مكلفا بالصوم، وأفطر بسبب المرض، أو بسبب السفر، فلا حرج عليه، حيث رخص الله للمريض بالإفطار حال المرض الذي يباح معه الفطر، وللمسافر حال السفر الذي يباح معه الفطر، وعلى من أفطر مترخصا بذلك؛ فعليه قضاء عدد الأيام التي أفطرها، في مرضه، أو في سفره، في أيام أخرى، أي: في وقت لاحق، وفي هذا التخفيف في الصيام، بالرخصة للمريض الذي يشق عليه المرض، والمسافر بعد حدوث السفر المبيح للفطر، فالمريض والمسافر لا يلزمهما الصوم في حال المرض وفي حال السفر؛ لما في ذلك من المشقة عليهما، بل رخص الشارع لهما بالفطر في نهار رمضان، وعليهما بعد ذلك قضاء الصوم في أيام أخر.

### التخفيف في وقت الصوم
وكان فرض الصوم على المسلمين في السنة الثانية الهجرية، وكانوا في أول ما فرض عليهم الصوم: يصومون من بعد صلاة العشاء، أو النوم قبلها، أي: أن وقت الإمساك كان من بعد العشاء، أو بعد النوم على من نام قبل العشاء، ثم يستمر إمساك الصائم إلى غروب الشمس، في موعد الإفطار في الليلة التالية، فكان الوقت الذي يباح فيه الأكل والشرب في ليلة الصيام: من أول وقت صلاة المغرب إلى العشاء، بشرط عدم النوم فمن نام قبل العشاء؛ وجب عليه الإمساك في ليلته، إلى الليلة القابلة، وقد كان بيان هذا بالسنة النبوية، ثم خفف الله تعالى ذلك على المسلمين، فجعل وقت إباحة الأكل والشرب إلى بداية طلوع الفجر الثاني، حيث نزلت الآية الدالة على ذلك، وكان نزولها بعد فرض الصيام، وتضمنت نسخ الحكم السابق بحكم أخف، وهو نسخ للسنة بالكتاب، في قوله تعالى: ﴿أُحِلَّ لَكُمْ لَيْلَةَ الصِّيَامِ الرَّفَثُ إِلَى نِسَائِكُمْ﴾ [البقرة:187]، أي: أباح الله لكم في ليلة الصيام: «الرفث» وهو كناية عن الجماع. قال ابن عباس: إن الله تعالى حيي كريم يكني، كل ما ذكر في القرآن من المباشرة والملامسة والإفضاء، والدخول والرفث فإنما عنى به الجماع. وقال الزجاج: الرفث كلمة جامعة لكل ما يريده الرجال من النساء.
قال البغوي: «قال أهل التفسير: كان في ابتداء الأمر إذا أفطر الرجل حل له الطعام والشراب والجماع إلى أن يصلي العشاء الآخرة أو يرقد قبلها فإذا صلى العشاء أو رقد قبلها حرم عليه الطعام والنساء إلى الليلة القابلة ثم إن عمر بن الخطاب رضي الله عنه واقع أهله بعدما صلى العشاء فلما اغتسل أخذ يبكي ويلوم نفسه فأتى النبي ﷺ فقال: يا رسول الله إني أعتذر إلى الله وإليك من نفسي هذه الخاطئة إني رجعت إلى أهلي بعدما صليت العشاء فوجدت رائحة طيبة فسولت لي نفسي فجامعت أهلي فهل تجد لي من رخصة فقال النبي ﷺ: «ما كنت جديرا بذلك يا عمر»، فقام رجال واعترفوا بمثله فنزل في عمر وأصحابه».

### أدلة فرض الصوم

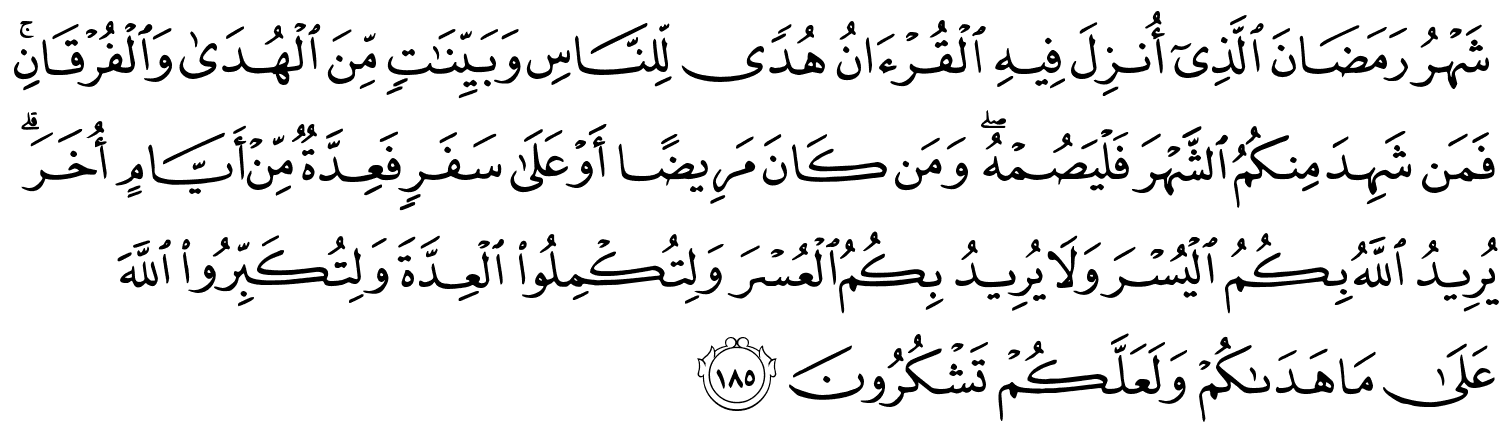
شهر رمضان

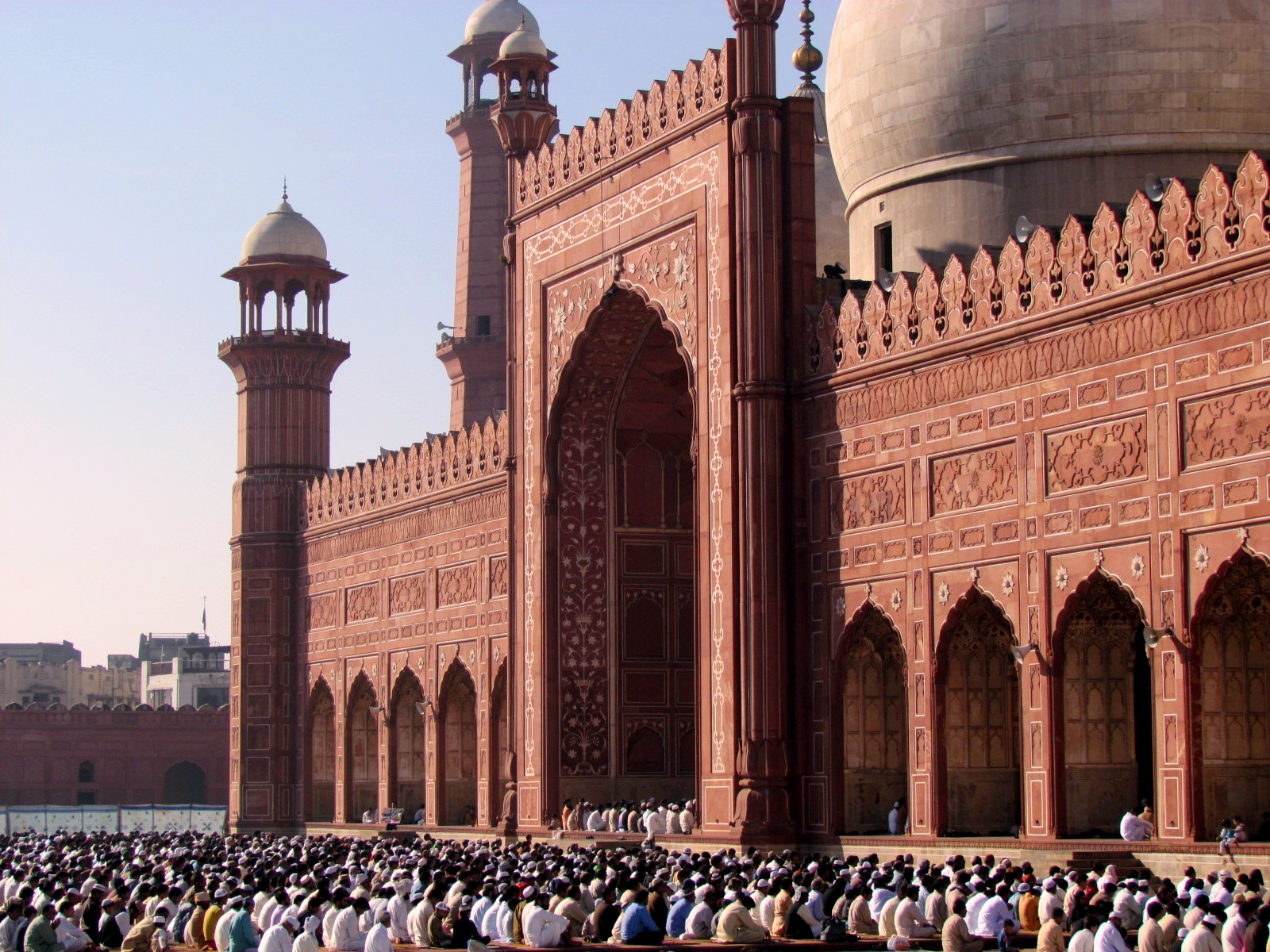
صلاة العيد في مسجد بادشاه (باكستان)

الأصل في مشروعية الصيام قبل الإجماع: أدلة من الكتاب والسنة، فمن القرآن قول الله تعالى: ﴿يَا أَيُّهَا الَّذِينَ آمَنُوا كُتِبَ عَلَيْكُمُ الصِّيَامُ كَمَا كُتِبَ عَلَى الَّذِينَ مِنْ قَبْلِكُمْ لَعَلَّكُمْ تَتَّقُونَ ۝١٨٣﴾ [البقرة:183]، وقول الله تعالى: ﴿فَمَنْ شَهِدَ مِنْكُمُ الشَّهْرَ فَلْيَصُمْهُ﴾ [البقرة:185] ... الآية، إلى قوله تعالى: ﴿وَلَعَلَّكُمْ تَشْكُرُونَ﴾ [البقرة:185]. وأدلة فرض الصوم من السنة ما ثبت في الصحيحين: «عن ابن عمر رضي الله عنهما أن رسول الله ﷺ قال: «بني الإسلام على خمس: شهادة أن لا إله إلا الله وأن محمدا رَسُول الله، وإقام الصلاة، وإيتاء الزكاة، وحج البيت، وصوم رمضان»، متفق عليه». وللبخاري بلفظ: «بني الإسلام على خمس شهادة أن لا إله إلا الله وأن محمدا رسول الله وإقام الصلاة وإيتاء الزكاة والحج وصوم رمضان». ولمسلم بلفظ: «بني الإسلام على خمسة على أن يوحد الله وإقام الصلاة وإيتاء الزكاة وصيام رمضان والحج، فقال رجل الحج وصيام رمضان قال لا صيام رمضان والحج هكذا سمعته من رسول الله ﷺ». وفي رواية لمسلم بلفظ: «بني الإسلام على خمس على أن يعبد الله ويكفر بما دونه وإقام الصلاة وإيتاء الزكاة وحج البيت وصوم رمضان». ولمسلم: «بني الإسلام على خمس شهادة أن لا إله إلا الله وأن محمدا عبده ورسوله وإقام الصلاة وإيتاء الزكاة وحج البيت وصوم رمضان». ولمسلم بلفظ: "إني سمعت رسول الله ﷺ يقول: «إن الإسلام بني على خمس شهادة أن لا إله إلا الله وإقام الصلاة وإيتاء الزكاة وصيام رمضان وحج البيت»"
وفي هذا الحديث دليل صريح على فرض صوم شهر رمضان بلفظ: «وصوم رمضان»، الذي هو أهم أنواع الصيام في الإسلام، وهو أحد أركان الإسلام الخمسة، ويدل أيضا على هذا حديث: "عن طلحة بن عبيد الله أن أعرابيا جاء إلى رسول الله ﷺ -ثائر الرأس- فقال يا رسول الله أخبرني ماذا فرض الله علي من الصلاة؟ فقال: «الصلوات الخمس إلا أن تطوع شيئا»، فقال: أخبرني ما فرض الله علي من الصيام؟ فقال: «شهر رمضان إلا أن تطوع شيئا»، فقال: أخبرني بما فرض الله علي من الزكاة؟ فقال: فأخبره رسول الله ﷺ شرائع الإسلام، قال: "والذي أكرمك لا أتطوع شيئا ولا أنقص مما فرض الله علي شيئا" فقال رسول الله ﷺ: «أفلح إن صدق» أو: «دخل الجنة إن صدق»". وهذا الحديث يدل بوضوح على قاعدة مهمة من قواعد الإسلام وهي تحديد الفرائض التي فرضها الله، وأن الصيام المفروض على المسلمين هو: صوم شهر رمضان، وما عداه من أنواع الصيام المشروع هو صوم تطوع دلت السنة النبوية على بيان أحكامه ومقاديره ومواقيته، ليكون صوم النفل تكميلا للفرض وجبرا لما قد يعرض له من خلل أو نقص في الأجر.

### صوم شهر رمضان

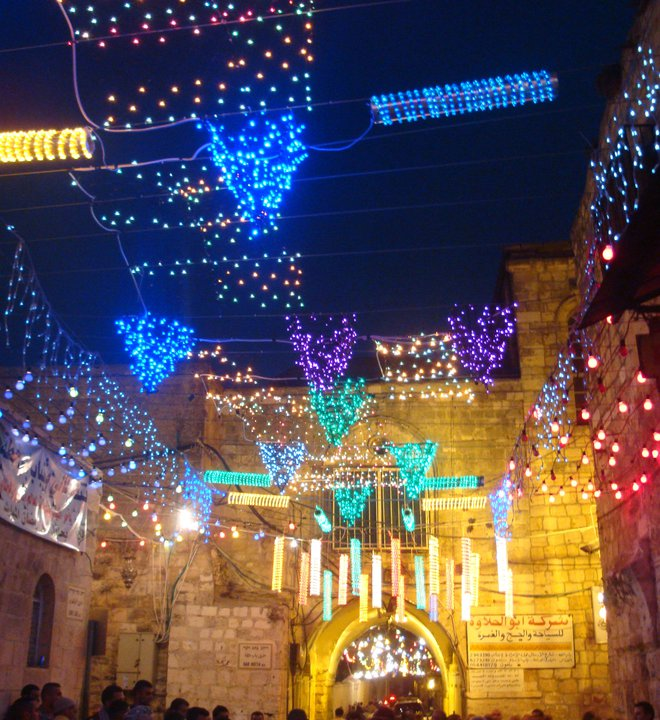
رمضان في القدس

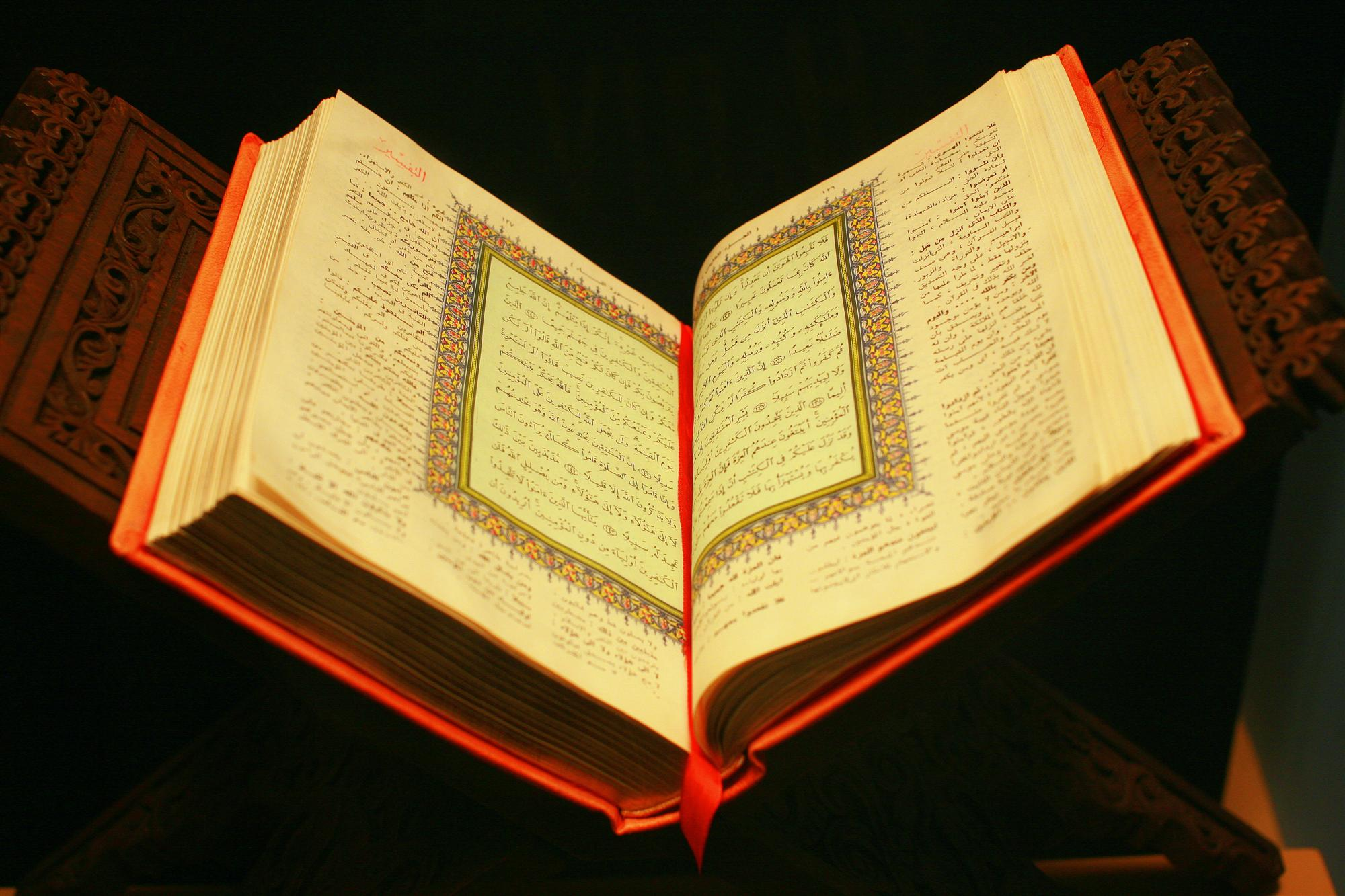
تلاوة القرآن في رمضان

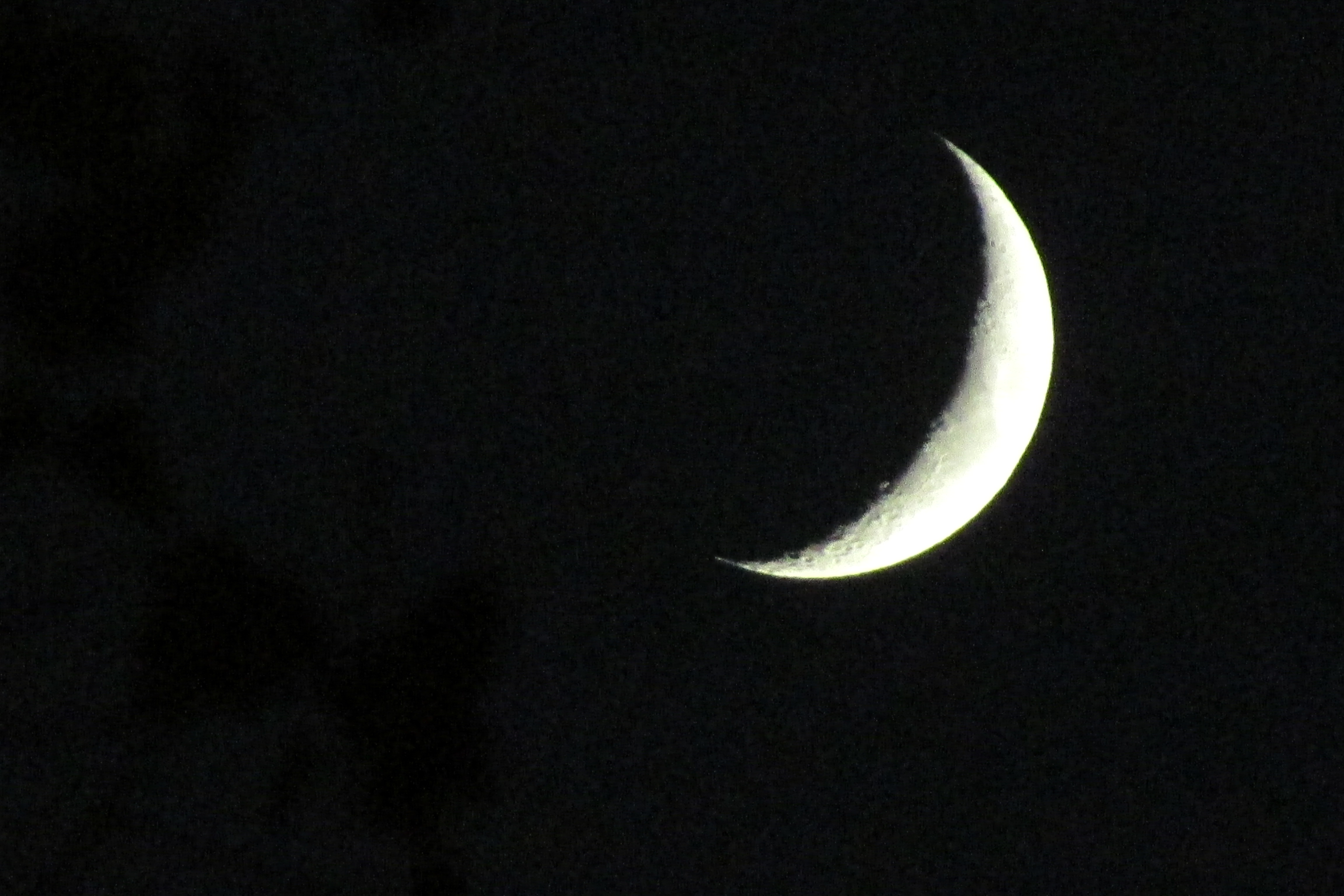
هلال

صوم شهر رمضان من كل عام هو الصوم المفروض على المسلمين، بالإجماع، وهو أحد أركان الإسلام الخمسة، وأفضل أنواع الصيام؛ للحديث القدسي بلفظ: «وما تقرب إلي عبدي بشيء أحب إلي مما فرضت عليه»، حيث أن أداء الفرائض أحب الأعمال إلى الله. وفرض في السنة الثانية من الهجرة النبوية، قال البهوتي: «فرض في السنة الثانية من الهجرة، إجماعا، فصام النبي ﷺ: تسع رمضانات إجماعا». والأصل في وجوب صومه قول الله تعالى: ﴿يَا أَيُّهَا الَّذِينَ ءآمَنُوا كُتِبَ عَلَيْكُمُ الصِّيَامُ..﴾ [البقرة:183] الآية ثم تعين صوم شهر رمضان بقوله تعالى: ﴿فَمَن شَهِدَ مِنكُمُ الشَّهْرَ فَلْيَصُمْهُ﴾ وحديث: «بني الإسلام على خمس» وذكر منها: «صوم رمضان». ويجب صوم شهر رمضان إما برؤية الهلال، أو باستكمال شهر شعبان ثلاثين يوما عند تعذر رؤية هلال رمضان. ويجب على كل مسلم، مكلف بالغ عاقل، مطيق للصوم، صحيح، مقيم، غير معذور. ولا يصح إلا من مسلم، كما يشترط لصحته شروط منها: نقاء المرأة من الحيض والنفاس. ويختص صوم رمضان بخصوصية فضيلة الوقت من طلوع الفجر الثاني، إلى غروب الشمس. وصوم رمضان يكفر الذنوب لمن صامه إيمانا واحتسابا.
وكان فرض الصيام أول ما فرض على المسلمين، بقول الله تعالى: ﴿يَا أَيُّهَا الَّذِينَ آمَنُوا كُتِبَ عَلَيْكُمُ الصِّيَامُ﴾ [البقرة:183] وكان في ابتداء فرضه: مقدرا في أيام معدودات، هي: «شهر رمضان»، ثم بين الله ذلك بقوله تعالى: ﴿فَمَنْ شَهِدَ مِنْكُمُ الشَّهْرَ فَلْيَصُمْهُ﴾ [البقرة:185]. وقوله تعالى: ﴿كُتِبَ عَلَيْكُمُ الصِّيَامُ﴾ [البقرة:183] دل على الفرصية، بلفظ: ﴿كُتِبَ﴾ [البقرة:183] بمعنى: فرض الله عليكم الصيام، وخطاب التكليف للمكلفين الذين ءآمنوا أي: صدقوا بالله ورسوله وأقروا. وقول الله تعالى: ﴿كَمَا كُتِبَ عَلَى الَّذِينَ مِنْ قَبْلِكُمْ﴾ [البقرة:183] بمعنى: الإخبار أن الصوم كان مفروضا في الشرائع السابقة، وقد كان المسلمون قبل فرض صوم رمضان: يصومون يوم عاشوراء، وفي الحديث: «عن عائشة رضي الله عنها قالت: كانت قريش تصوم عاشوراء في الجاهلية، وكان رسول الله ﷺ يصومه، فلما هاجر إلى المدينة صامه وأمر بصيامه فلما فرض شهر رمضان قال: "من شاء صامه ومن شاء تركه"».

## مواقيت الصوم

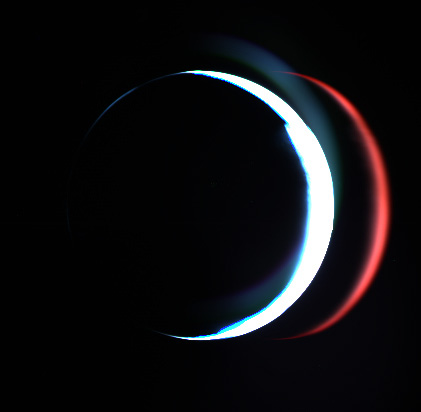
رؤية الهلال

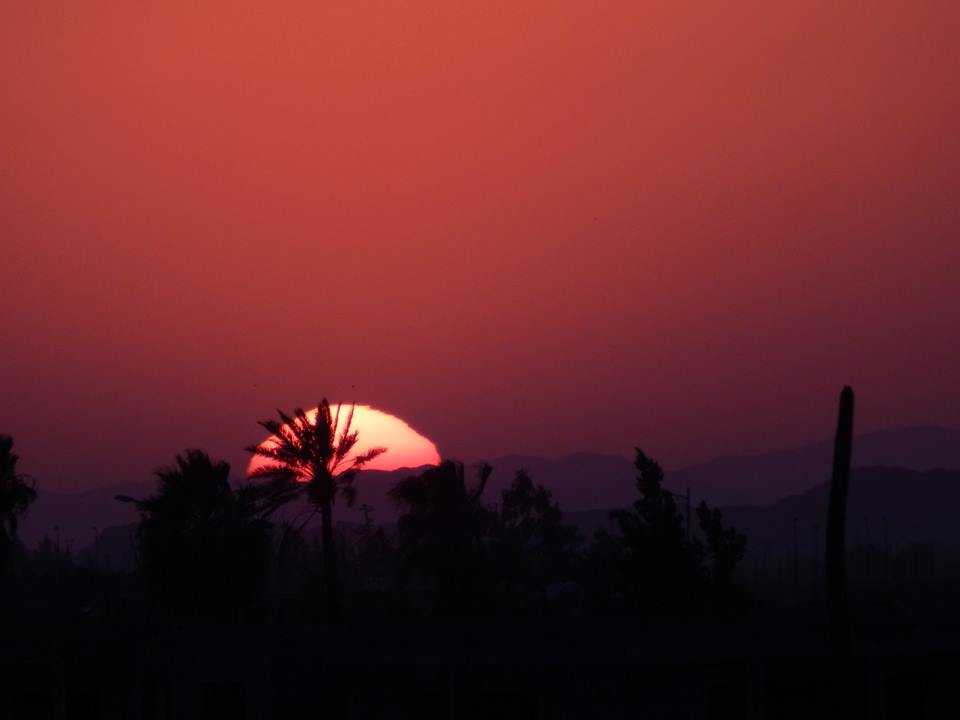
رؤية غروب الشمس

مواقيت الصوم هي ظروف معلومة، محددة بوضع الشرع لها، متعلقة بعبادة الصوم، وتشمل: وقت دخول الشهر وخروجه، ووقت دخول يوم الصوم وخروجه، ووقت التسحر، ووقت الإمساك، ووقت الإفطار، وبداية شهر رمضان، وآخره، وأوقات الأداء والقضاء للصوم واجبا كان أو نفلا، والأوقات المنهي عن الصوم فيها، واليوم هو الوقت الشرعي لفعل الصوم فيه، وأوله طلوع الفجر الثاني، وآخره غروب الشمس. ويتعلق صوم شهر رمضان بدخول الشهر القمري، وهو الشهر الشرعي، ودخول أي شهر من أشهر السنة القمرية: يستلزم انقضاء الشهر الذي قبله، ويمكن معرفة دخول الشهر برؤية الهلال في أول منزلة من منازل القمر، كما أن هناك علم الفلك، وحساب المواقيت الفلكية، لكن دخول الشهر وخروجه في الشرع الإسلامي لا يعتمد على علم الحساب الفلكي، حيث لم يطلب في نصوص الشرع الرجوع لذلك، بل باتباع ضوابط الشرع، إما برؤية الهلال، أو بإكمال عدة الشهر ثلاثين يوماً عند عدم رؤية هلال الشهر؛ لأن الحسابات الفلكية، لا يعرفها إلا الخواص، ويدل على هذا حديث: «عن عبد الله بن عمر رضي الله عنهما، أن رسول الله ﷺ ذكر رمضان فقال: "لا تصوموا حتى تروا الهلال ولا تفطروا حتى تروه، فإن غم عليكم فاقدروا له"». وقوله: «لا تصوموا حتى تروا الهلال» يفيد النهي عن ابتداء صوم رمضان قبل رؤية الهلال، وجاء حديث ابن عمر من وجهين، أحدهما بلفظ: «فإن غم عليكم فاقدروا له»، والآخر بلفظ: «فأكملوا العدة ثلاثين»، وقصد بذلك بيان المراد من قوله: «فاقدروا له»، وفي صحيح مسلم: «عن نافع عن ابن عمر رضي الله عنهما عن النبي صلى الله عليه وسلم أنه ذكر رمضان فقال لا تصوموا حتى تروا الهلال ولا تفطروا حتى تروه فإن أغمي عليكم فاقدروا له». وفي رواية: «فاقدروا له ثلاثين»، وفي رواية: «إذا رأيتم الهلال فصوموا، وإذا رأيتموه فأفطروا، فإن غم عليكم فاقدروا له»، وفي رواية «فإن غم عليكم فصوموا ثلاثين يوما»، وفي رواية: «فإن غمي عليكم فأكملوا العدد»، وفي رواية: «فإن عمي عليكم الشهر فعدوا ثلاثين»، وفي رواية: «فإن أغمي عليكم فعدوا ثلاثين». هذه الروايات كلها في صحيح مسلم، على هذا الترتيب، وفي رواية للبخاري: «فإن غبي عليكم فأكملوا عدة شعبان ثلاثين». والمعنى: أن وقت صوم رمضان: محدد برؤية هلال الشهر، عند غروب شمس ليلة الثلاثين من شهر شعبان، فإذا حصلت رؤية الهلال حينها؛ دخل شهر رمضان، وتلك الليلة هي بداية زمن شهر رمضان، فيلزم صيام نهار هذه الليلة، وإذا لم يشاهد الهلال حينها؛ لزم إتمام شهر شعبان ثلاثين يوماً، ويكون الشهر عندئذ تاماً، فالشهر الهلالي إما أن يتم عدده ثلاثون يوماً، أو ينقص يوما، فيكون عدده تسعة وعشرون يوماً، وفي الحديث: «عن ابن عمر رضي الله عنهما عن النبي ﷺ أنه قال: «إنا أمة أمية لا نكتب ولا نحسب الشهر هكذا وهكذا» يعني: مرة تسعة وعشرين ومرة ثلاثين».

### ليلة الصيام

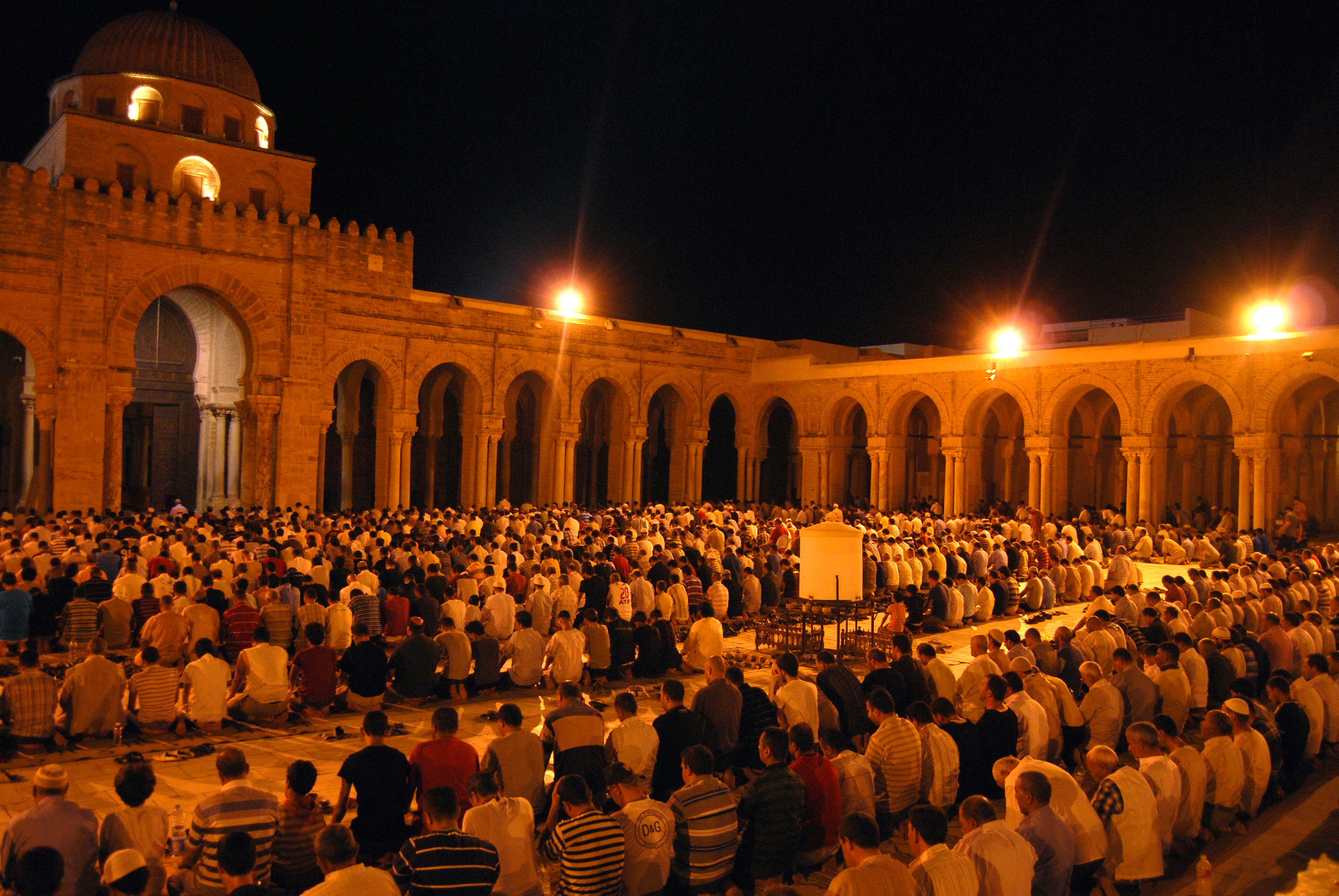
صلاة التراويح في الجامع الكبير في القيروان. رمضان 2012

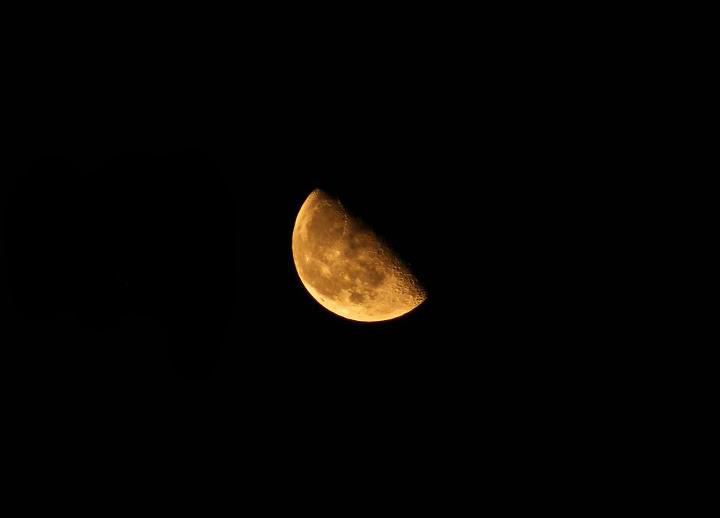
القمر في 20رمضان 2012 بمدينة البيضاء

ليلة الصيام هي: الفترة الزمنية المحدودة التي يباح فيها الطعام للصائم والشراب وسائر المفطرات من غروب الشمس إلى طلوع الفجر الثاني، وهي في مقابل النهار الذي هو وقت الصوم، كما أن الليل ليس محلا للصوم فيه، وقد فرض الصيام على المسلمين في السنة الثانية للهجرة، وكانوا يصومون من بعد العشاء، أو النوم قبلها، فخفف الله تعالى عليهم فأباح لهم المفطرات في جميع ليلة الصيام إلى الفجر الثاني، ونزل قول الله تعالى: ﴿أُحِلَّ لَكُمْ لَيْلَةَ الصِّيَامِ﴾ [البقرة:187] ...الآية إلى قوله تعالى: ﴿لَعَلَّهُمْ يَتَّقُونَ﴾ [البقرة:187]. ويدخل وقت ليلة الصيام بغروب الشمس، وحينها يدخل أول وقت صلاة المغرب، ووقت إفطار الصائم، ويستحب فيها التسحر قريب الفجر الثاني، ويكون فيها تبيييت النية، وصلاة التراويح في شهر رمضان. فالليل والنهار فترتان متعاقبتان من الزمن، يدخل أول وقت أحدهما بانتهاء الآخر، وقدرهما: أربعة وعشرون ساعة فلكية موزعة عليهما بنظام دقيق على مدار السنة القمرية، ويمتاز النهار بالضياء، والليل بالإظلام، وقد بين الشرع الإسلامي أحكام ليلة الصيام، وحدد فترتها الزمنية، وما يتعلق بها من أحكام الإفطار والسحور والإمساك، والتوقيت المخصوص بذلك.
وينتهي وقت ليلة الصيام بانتهاء الليل وذهاب ظلامه، عند بداية ظهور أول بياض النهار من الفجر الصادق، وقد ذكر الله تعالى هذا بقوله تعالى: ﴿وَكُلُوا وَاشْرَبُوا حَتَّى يَتَبَيَّنَ لَكُمُ الْخَيْطُ الْأَبْيَضُ مِنَ الْخَيْطِ الْأَسْوَدِ مِنَ الْفَجْرِ﴾ [البقرة:187]، والمعنى: أبيح لكم الأكل والشرب في جميع ليلة الصيام، إلى أن يظهر لكم بياض النهار وعبر عنه بـ«الخيط الأبيض»، وينشق هذا البياض وينفلق من سواد الليل، المعبر عنه بـ«الخيط الأسود»، والمقصود: بداية طلوع الفجر الصادق، عن سهل بن سعد قال: «نزلت هذه الآية: ﴿وَكُلُوا وَاشْرَبُوا حَتَّى يَتَبَيَّنَ لَكُمُ الْخَيْطُ الْأَبْيَضُ مِنَ الْخَيْطِ الْأَسْوَدِ﴾ [البقرة:187] فلم ينزل ﴿مِنَ الْفَجْرِ﴾ [البقرة:187] قال: فكان رجال إذا أرادوا الصوم ربط أحدهم في رجليه الخيط الأسود والخيط الأبيض، فلا يزال يأكل ويشرب حتى يتبين له، فأنزل الله بعد ذلك: ﴿مِنَ الْفَجْرِ﴾ [البقرة:187] فعلموا إنما يعني بذلك الليل والنهار». ويدل على هذا حديث: "عن عدي بن حاتم رضي الله عنه قال: لما نزلت: ﴿حَتَّى يَتَبَيَّنَ لَكُمُ الْخَيْطُ الْأَبْيَضُ مِنَ الْخَيْطِ الْأَسْوَدِ﴾ [البقرة:187] عمدت إلى عقال أسود وإلى عقال أبيض فجعلتهما تحت وسادتي، فجعلت انظر في الليل فلا يستبين لي فغدوت على رسول الله ﷺ فذكرت له ذلك فقال: «إنما ذلك سواد الليل وبياض النهار»". وفي هذا الحديث بيان المقصود، في رواية: قال له: «ألم أقل لك: ﴿مِنَ الْفَجْرِ﴾ [البقرة:187]»، فالخيطان كناية عن سواد الليل وبياض النهار، فالبياض اليسير ينفلق من سواد الليل، قال تعالى: ﴿فَالِقُ الْإِصْبَاحِ﴾ [الأنعام:96] أي شاق نوره من ظلمة الليل، وقال تعالى: ﴿يُولِجُ اللَّيْلَ فِي النَّهَارِ وَيُولِجُ النَّهَارَ فِي اللَّيْلِ﴾ [الحج:61] يدخل هذا في هذا ويخرج هذا من هذا، فالعرب يكنون بالخيط عما دق من الأشياء، قال الطبري: وهو المعروف في كلام العرب، قال أبو دواد الإيادي:
فعدي لا ينسب إليه التقصير؛ لأنه أخذ بحقيقة اللفظ والحقيقة أصل في الدلالة، كما أن المعنى المجازي للخيط قد لا يكون معروفا عند بعض العرب.
والمقصود: أن وقت الإمساك هو: طلوع الفجر الثاني، وهو نفس وقت صلاة الفجر، والأذان إنما هو إعلام بالوقت، ويستحب تأخير السحور إلى قريب انفجار الفجر الثاني، والأفضل أن يفصل بين آخر وقت السحور وبين أول وقت صلاة الفجر بقدر خمسين آية متوسطة  ويدل عليه ما رواه البخاري: «عن أنس عن زيد بن ثابت رضي الله عنه قال تسحرنا مع النبي ﷺ، ثم قام إلى الصلاة قلت: كم كان بين الأذان والسحور؟ قال: قدر خمسين آية». ويستمر وقت السحور إلى ما قبل طلوع الفجر الثاني، وينتهي وقته بطلوع الفجر الذي هو وقت الإمساك وأول وقت صلاة الصبح، وفي الحديث «عن عائشة رضي الله عنها أن بلالا كان يؤذن بليل فقال رسول الله ﷺ: «كلوا واشربوا حتى يؤذن ابن أم مكتوم فإنه لا يؤذن حتى يطلع الفجر»، قال القاسم: ولم يكن بين أذانهما إلا أن يرقى ذا وينزل ذا». "عن سمرة بن جندب قال: قال رسول الله ﷺ: «لا يمنعكم من سحوركم أذان بلال ولا الفجر المستطيل، ولكن الفجر المستطير في الأفق»"، وفي رواية: «لا يغرنكم نداء بلال ولا هذا البياض حتى يبدو الفجر وينفجر». وعن بلال قال: «أتيت النبي ﷺ أوذنه بالصلاة وهو يريد الصوم، فدعا بإناء فشرب، ثم ناولني فشربت، ثم خرج إلى الصلاة».

## فضائل الصوم

### فضل الصوم
للصوم في الإسلام فضائل كثيرة وفوائد متعددة دلت عليها نصوص الشرع الإسلامي من القرآن والسنة، وهي جملة من الخصائص التي تضمنت الدلالة على مكانته وأهميته، وهي إما عامة لجميع أنواع الصوم، أو خاصة في بعض أنواعه، فالتفضيل بالخصوصية هو مزيد من الخصائص لبعض أنواع الصوم ومنها: صوم شهر رمضان، فيختص بكونه فرضا بمعنى: أن العبادة المفروضة أفضل من النفل، والتقرب إلى الله بما فرض أفضل رتبة من التقرب بالنوافل، كما يختص شهر رمضان بفضيلة نزول القرآن فيه، وبقيام لياله وغير ذلك، وهناك فضائل خاصة لبعض أنواع الصوم مثل: فضل صوم يوم عاشوراء والمحرم وغير ذلك.
أخرج البخاري: "عن أبي هريرة رضي الله عنه أن رسول الله صلى الله عليه وسلم قال: «الصيام جنة، فلا يرفث ولا يجهل وإن امرؤ قاتله أو شاتمه فليقل: إني صائم مرتين والذي نفسي بيده لخلوف فم الصائم أطيب عند الله تعالى من ريح المسك يترك طعامه وشرابه وشهوته من أجلي الصيام لي وأنا أجزي به والحسنة بعشر أمثالها»".
وفي الموطأ: «والحسنة بعشر أمثالها، إلى سبعمائة ضعف، إلا الصيام فهو لي وأنا أجزي به». قال ابن حجر العسقلاني: والجنة بضم الجيم الوقاية والستر، فهو وقاية من عذاب النار كما أخرج النسائي بلفظ: «الصيام جنة من النار»، وفي رواية له بلفظ: «الصيام جنة كجنة أحدكم من القتال»، ولأحمد من طريق أبي يونس عن أبي هريرة: «جنة وحصن حصين من النار»، وله من حديث أبي عبيدة بن الجراح: «الصيام جنة ما لم يخرقها»، زاد الدارمي: «ما لم يخرقها بالغيبة».
وقال صاحب النهاية معنى كونه جنة أي: يقي صاحبه ما يؤذيه من الشهوات، وقال القرطبي: جنة أي: سترة يعني: بحسب مشروعيته، فينبغي للصائم أن يصونه مما يفسده وينقص ثوابه، ويصح أن يراد أنه سترة بحسب فائدته وهو إضعاف شهوات النفس؛ لأن الصائم يدع شهوته، ويصح أن يراد أنه سترة بحسب ما يحصل من الثواب وتضعيف الحسنات، وقال عياض في الإكمال: معناه سترة من الآثام أو من النار أو من جميع ذلك، وبالأخير جزم النووي، وقال ابن العربي: إنما كان الصوم جنة من النار؛ لأنه إمساك عن الشهوات، والنار محفوفة بالشهوات. فالحاصل أنه إذا كف نفسه عن الشهوات في الدنيا كان ذلك ساترا له من النار في الآخرة. انتهى كلام ابن حجر باختصار.
ومن فضائل الصوم أنه من أسباب تكفير الذنوب، كما في صحيح مسلم: "عن أبي هريرة رضي الله عنه أن رسول الله صلى الله عليه وسلم قال: «الصلاة الخمس والجمعة إلى الجمعة كفارة لما بينهن ما لم تغش الكبائر»". وفي رواية لمسلم: "عن أبي هريرة أن رسول الله صلى الله عليه وسلم كان يقول: «الصلوات الخمس والجمعة إلى الجمعة ورمضان إلى رمضان مكفرات ما بينهن إذا اجتنب الكبائر»".
وقد جاء في أكثر الأصول بلفظ: «إذا اجتنب الكبائر» آخره باء موحدة ولفظ: الكبائر منصوب على المفعولية، أي: إذا اجتنب فاعلها الكبائر، وجاء في بعض الأصول بلفظ: اجتنبت بزيادة تاء مثناة في آخره على ما لم يسم فاعله ورفع الكبائر، كذا ضبطه النووي وقال: وكلاهما صحيح ظاهر. وفي صحيح مسلم: «صيام يوم عرفة أحتسب على الله أن يكفر السنة التي قبله والسنة التي بعده وصيام يوم عاشوراء أحتسب على الله أن يكفر السنة التي قبله». وفي رواية لمسلم: «قال وسئل عن صوم يوم عرفة فقال يكفر السنة الماضية والباقية قال وسئل عن صوم يوم عاشوراء فقال يكفر السنة الماضية». و«عن حذيفة قال: قال عمر رضى الله تعالى عنه من يحفظ حديثا عن النبي ﷺ في الفتنة؟ قال حذيفة: أنا سمعته يقول: فتنة الرجل في أهله وماله وجاره تكفرها الصلاة والصيام والصدقة قال ليس أسأل عن هذه إنما أسأل عن التي تموج كما يموج البحر قال وإن دون ذلك بابا مغلقا قال: فيفتح أو يكسر قال يكسر قال ذاك أجدر أن لا يغلق إلى يوم القيامة فقلنا لمسروق سله أكان عمر يعلم من الباب فسأله فقال: نعم كما يعلم أن دون غد الليلة».
ومن فضائل الصوم أنه سبب لاستجابة الدعاء وفي الحديث: «وعن أبي هريرة عن النبي ﷺ قال: «ثلاث حق على الله أن لا يرد لهم دعوة: الصائم حتى يفطر، والمظلوم حتى ينتصر، والمسافر حتى يرجع». رواه الترمذي باختصار المسافر وبغير هذا السياق رواه البزار».
ومن فضائل الصوم أنه يشفع لصاحبه يوم القيامة، لما روى الإمام أحمد وغيره: "عن عبد الله بن عمرو أن رسول الله ﷺ قال: «الصيام والقرآن يشفعان للعبد، يقول الصيام: أي رب إني منعته الطعام والشهوات بالنهار فشفعني فيه، ويقول القرآن: منعته النوم بالليل فشفعني فيه، فيشفعان»".

### ثواب الصوم
الصوم عبادة يثاب الصائم عليها ويكتب الله له بها الجزاء الوفير يوم القيامة، وقد كتب الله الحسنات والسيئات وبينها، وضاعف الحسنات وجعل السيئة بمثلها، وفي الحديث القدسي: «كل عمل ابن آدم يضاعف: الحسنة بعشر أمثالها إلى سبعمائة ضعف، قال الله تعالى: إلا الصوم، فإنه لي وأنا أجزي به، يدع شهوته وطعامه وشرابه من أجلي». فالصلاة مثلا: أقوال وأفعال، وإيتاء الزكاة: عمل، أما الصوم؛ فإنه عمل لكنه ليس بقول ولا فعل، بل هو بمعنى ترك المفطرات، والترك لا يعد قولا ولا فعلا، أي: أن الصوم عمل غير ظاهر، فلا يطلع على حقيقته إلا الله، ومن ثم فقد استثنى الله الصوم بقوله في الحديث القدسي: «إلا الصوم فإنه لي وأنا أجزي به» أي: أن الصوم يختلف عن جميع الأعمال التي تحصيها الملائكة على الإنسان، حيث اختصه الله بالإثابة علية؛ لأن الصوم عبادة لا تظهر، فيجازي عليها لعلمه بمن أخلص له فيها. وقد جاء في الحديث: «عن أبي هريرة قال قال رسول الله ﷺ: كل عمل ابن آدم يضاعف الحسنة بعشر أمثالها إلى سبع مائة ضعف ما شاء الله يقول الله إلا الصوم فإنه لي وأنا أجزي به يدع شهوته وطعامه من أجلي، للصائم فرحتان فرحة عند فطره وفرحة عند لقاء ربه ولخلوف فم الصائم أطيب عند الله من ريح المسك». وفي سنن الترمذي: «عن أبي هريرة قال قال رسول الله ﷺ: إن ربكم يقول: كل حسنة بعشر أمثالها إلى سبع مائة ضعف والصوم لي وأنا أجزي به الصوم جنة من النار ولخلوف فم الصائم أطيب عند الله من ريح المسك وإن جهل على أحدكم جاهل وهو صائم فليقل إني صائم». وفي رواية للبخاري بلفظ: «والذي نفسي بيده لخلوف فم الصائم أطيب عند الله تعالى من ريح المسك يترك طعامه وشرابه وشهوته من أجلي الصيام لي وأنا أجزي به والحسنة بعشر أمثالها».
وحيث اختص الله الصوم بأنه هو الذي يجزي به فجزاء الله عظيم، وقد جعل الله الجنة جزاء للصائمين، وفي الحديث:
«عن سهل رضى الله تعالى عنه عن النبي ﷺ قال: إن في الجنة بابا يقال له الريان يدخل منه الصائمون يوم القيامة لا يدخل منه أحد غيرهم يقال أين الصائمون فيقومون لا يدخل منه أحد غيرهم، فإذا دخلوا أغلق فلم يدخل منه أحد».
«عن أبي هريرة رضى الله تعالى عنه أن رسول الله ﷺ قال: من أنفق زوجين في سبيل الله نودي من أبواب الجنة يا عبد الله هذا خير فمن كان من أهل الصلاة؛ دعي من باب الصلاة، ومن كان من أهل الجهاد؛ دعي من باب الجهاد، ومن كان من أهل الصيام؛ دعي من باب الريان، ومن كان من أهل الصدقة دعي من باب الصدقة ، فقال أبو بكر رضى الله تعالى عنه: بأبي وأمي يا رسول الله ما على من دعي من تلك الأبواب، من ضرورة فهل يدعى أحد من تلك الأبواب كلها؟ قال: نعم، وأرجو أن تكون منهم».
روى البخاري بسنده: «عن أبي صالح الزَّيَّات أنه سمع أبا هريرة رضى الله تعالى عنه يقول: قال رسول الله ﷺ: قال الله: كل عمل ابن آدم له إلا الصيام فإنه لي وأنا أجزي به، وَالصِّيَامُ جُنَّةٌ، وإذا كان يوم صوم أحدكم فلا يرفث ولا يَصْخَبْ فإن سَابَّهُ أحد أو قاتله فليقل إني امرؤ صائم، والذي نفس محمد بيده: لخلوف فم الصائم أطيب عند الله من ريح المسك، للصائم فرحتان يفرحهما إذا أفطر فرح وإذا لقي ربه فرح بصومه». وفي الحديث: «للصائم فرحتان: فرحة عند فطره، وفرحة عند لقاء ربه» أي: يفرح في الدنيا وقت الإفطار، ويوم الجزاء في الآخرة حين يلقى ثواب الصوم إن أخلصه لله. «ولخلوف فم الصائم أطيب عند الله من ريح المسك»، والخلوف: رائحة تغير الفم، «والصيام جنة» أي: وقاية من عذاب النار، «وإذا كان يوم صوم أحدكم فلا يرفث ولا يصخب، فإن سابه أحد أو قاتله، فليقل: إني امرؤ صائم».

### فضل صوم رمضان
يختص  شهر رمضان بكونه شهر الصوم عند المسلمين، ويختص بكونه أفضل أنواع الصوم، فيختص بكونه فرضا بمعنى: أن العبادة المفروضة أفضل من النفل، والتقرب إلى الله بما فرض أفضل رتبة من التقرب بالنوافل، كما يختص شهر رمضان بفضيلة نزول القرآن فيه، وبقيام لياله وغير ذلك، وشهر رمضان يقال له شهر الصبر، والصبر ثوابه الجنة، وصوم رمضان كفارة للذنوب وفي الحديث: "عن أبي هريرة رضى الله تعالى عنه عن النبي ﷺ قال: «من قام ليلة القدر إيمانا واحتسابا غفر له ما تقدم من ذنبه ومن صام رمضان إيمانا واحتسابا غفر له ما تقدم من ذنبه»".
ويكون صوم شهر رمضان كفارة للذنوب لمن صامه إيمانا بالله وتصديقا بثوابه وإخلاصا له فيه، قد روى البخاري: "عن أبي هريرة رضي الله عنه قال: قال رسول الله ﷺ: «من صام رمضان إيمانا واحتسابا، غفر له ما تقدم من ذنبه»". ومعناه: من صام رمضان إيماناً: تصديقا بالله وبثوابه، واحتساباً: بنية التقرب إلى الله، غُفر له ما تقدم من ذنبه، ومن قام ليلة القدر إيماناً واحتساباً غُفر له ما تقدم من ذنبه؛ لأن الصوم إنما يكون بنية التقرب إلى الله، والنية شرط في وقوعه. "عن أبي هريرة رضى الله تعالى عنه أن رسول الله ﷺ قال: «إذا جاء رمضان فتحت أبواب الجنة»".
"عن أبي هريرة رضى الله تعالى عنه يقول: قال رسول الله ﷺ: «إذا دخل شهر رمضان فتحت أبواب السماء وغلقت أبواب جهنم وسلسلت الشياطين»".
"عن أبي هريرة قال: قال رسول الله ﷺ: «أتاكم شهر رمضان، شهر مبارك فرض الله عليكم صيامه، تفتح فيه أبواب السماء وتغلق فيه أبواب الجحيم، وتغل فيه مردة الشياطين، لله فيه ليلة خير من ألف شهر من حرم خيرها فقد حرم»".

### مما ورد في فضل الصوم
وفي المصنف روى ابن أبي شيبة: عن مطرف بن عبد الله بن الشخير قال: "أتيت عثمان بن أبي العاص فدعا لي بلبن لقحة فقلت: إني صائم فقال: أما إني سمعت رسول الله ﷺ يقول : «الصيام جنة من النار كجنة أحدكم من القتال وصيام حسن صيام ثلاثة أيام من كل شهر»". وعن هبيرة قال: قال عبد الله: «الصوم جنة من النار كجنة الرجل إذا حمل من السلاح ما أطاق».
عن أبي هريرة وأبي سعيد قالا: "قال رسول الله ﷺ: «إن الله يقول: إن الصوم لي وأنا أجزي به، وإن للصائم فرحتين: إذا أفطر فرح، وإذا لقي الله فرح، والذي نفس محمد بيده لخلوف فم الصائم أطيب عند الله من ريح المسك»". وعن أبي هريرة قال: "قال رسول الله ﷺ: «كل عمل ابن آدم يضاعف الحسنة عشر أمثالها إلى سبعمائة ضعف قال الله تعالى: إلا الصوم فإنه لي وأنا أجزي به يدع طعامه وشرابه وشهوته من أجلي، للصائم فرحتان فرحة عند فطره وفرحة عند لقاء ربه ولخلوف فم الصائم أطيب عند الله من ريح المسك، الصوم جنة الصوم جنة»".
عن عياض بن غطيف قال دخلنا على أبي عبيدة فقال: «الصوم جنة ما لم يخرقها». وعن عياض بن غطيف قال دخلنا على أبي عبيدة بن الجراح في مرضه فقال: "سمعت رسول الله ﷺ يقول: «الصوم جنة ما لم يخرقها»".
عن أبي بردة عن أبي موسى قال كنا في البحر فبينما نحن نسير وقد رفعنا الشراع ولا نرى جزيرة ولا شيئا إذ سمعنا مناديا ينادي يا أهل السفينة قفوا أخبركم فقمنا ننظر فلم نر شيئا فنادى سبعا فلما كانت السابعة قمت فقلت يا هذا أخبرنا ما تريد أن تخبرنا به فإنك ترى حالنا ولا نستطيع أن نقف عليها قال ألا أخبركم بقضاء قضاه الله على نفسه أيما عبد أظمأ نفسه في الله في يوم حار أرواه الله يوم القيامة زاد أبو أسامة فكنت لا تشاء أن ترى أبا موسى صائما في يوم بعيد ما بين الطرفين إلا رأيته.
"عن أبي هريرة عن النبي ﷺ قال: «الصائم لا ترد دعوته»".
"عن أبي هريرة عن النبي صلى الله عليه وسلم: «لكل أهل عمل باب من أبواب الجنة يدعون منه بذلك العمل ولأهل الصيام باب يقال له الريان»".

### أدب الصيام وسلوك الصائم
للصوم آداب منها: حفظ اللسان وإطعام الطعام والجود بالخير وفي الحديث: «أن ابن عباس رضى الله تعالى عنهما قال: كان النبي ﷺ أجود الناس بالخير وكان أجود ما يكون في رمضان حين يلقاه جبريل وكان جبريل عليه السلام يلقاه كل ليلة في رمضان حتى ينسلخ يعرض عليه النبي صلى الله عليه وسلم القرآن فإذا لقيه جبريل عليه السلام كان أجود بالخير من الريح المرسلة».
ومن الآداب التي للصائم مراعاتها: صون الجوارح والابتعاد عن اللغو والرفث والمجادلة والمخاصمة، والتحلي بالسكينة والوقار؛ لأنه متلبس بعبادة، وفي الحديث: "عن أبي هريرة رضى الله تعالى عنه أن رسول الله ﷺ قال: «الصيام جنة فلا يرفث ولا يجهل وإن امرؤ قاتله أو شاتمه فليقل إني صائم (مرتين)، والذي نفسي بيده لخلوف فم الصائم أطيب عند الله تعالى من ريح المسك، يترك طعامه وشرابه وشهوته من أجلي، الصيام لي وأنا أجزي به، والحسنة بعشر أمثالها»".
ولما كان الثواب على الصوم عند الله بمكان؛ كان حريا بالصائم أن يحافظ على هذه الفضيلة، وأن يجانب كل ما يفوتها، فاللغو والرفث حال الصوم لا يعني بطلان الصوم، وإنما يفوت بسببه فضل الصوم وينقص به الثواب، فهو كمثل من يتكلم أثناء خطبة الجمعة أو يحدث الضجيج أو الأذى في المسجد، وفي الحديث: «وإذا كان يوم صوم أحدكم فلا يرفث ولا يصخب، فإن سابه أحد أو قاتله، فليقل: إني امرؤ صائم».

### فوائد الصوم
للصوم فوائد حسية ومعنوية إذ أن فية تهذيب السلوك النفسي وتقويم اعوجاج النفس، وتغيير النمط الذي اعتاد الشخص عليه في حياته اليومية، وفي هذا تعليم لمعنى الطاعة والامتثال في عبادة الله، وتخليص النفس من قيود الهوى وتزكيتها وتهذيبها، وتعليم النفس معنى الصبر بالامتناع عن المفطرات، حتى يشعر الإنسان بحال الجائع والبائس الفقير، لتحصيل العطف والمودة والتراحم بين المجتمع. وفي الحديث: «وَالصِّيَامُ جُنَّةٌ». بمعنى: أنه وقاية من النار، كما أن من فوائد الصوم في الإسلام أنه يعين على تهذيب النفس وكسر الشهوة لمن خاف على نفسه العزوبة، ويدل على هذا حديث: "عن إبراهيم عن علقمة قال بينا أنا أمشي مع عبد الله رضى الله تعالى عنه، فقال: كنا مع النبي ﷺ فقال: «من استطاع الباءة فليتزوج فإنه أغض للبصر وأحصن للفرج ومن لم يستطع فعليه بالصوم فإنه له وجاء»". فالزواج مستحب لمن يقدر عليه، ومن لم يقدر عليه فعليه بالصوم فإنه يكون له كالوجاء في كسر الشهوة، ولا وسيلة لذلك غير الصوم.
قال أبو جعفر الطبري: وأما تأويل قوله: ﴿لَعَلَّكُمْ تَتَّقُونَ﴾ [البقرة:183] فإنه يعني به: لتتقوا أكل الطعام وشرب الشراب وجماع النساء فيه، يقول: فرضت عليكم الصوم والكف عما تكونون بترك الكف عنه مفطرين، لتتقوا ما يفطركم في وقت صومكم. وبمثل الذي قلنا في ذلك قال جماعة من أهل التأويل.
قال فخر الدين الرازي: في تفسير قوله تعالى: ﴿لَعَلَّكُمْ تَتَّقُونَ﴾ [البقرة:183]: أنه سبحانه بين بهذا الكلام أن الصوم يورث التقوى لما فيه من انكسار الشهوة وانقماع الهوى، فإنه يردع عن الأشر والبطر والفواحش، ويهون لذات الدنيا ورياستها، وذلك؛ لأن الصوم يكسر شهوة البطن والفرج، وإنما يسعى الناس لهذين، كما قيل في المثل السائر: المرء يسعى لغاريه بطنه وفرجه، فمن أكثر الصوم هان عليه أمر هذين وخفت عليه مؤنتهما، فكان ذلك رادعا له عن ارتكاب المحارم والفواحش، ومهونا عليه أمر الرياسة في الدنيا، وذلك جامع لأسباب التقوى فيكون معنى الآية فرضت عليكم الصيام لتكونوا به من المتقين الذين أثنيت عليهم في كتابي، وأعلمت أن هذا الكتاب هدى لهم، ولما اختص الصوم بهذه الخاصية حسن منه تعالى أن يقول عند إيجابها: ﴿لَعَلَّكُمْ تَتَّقُونَ﴾ [البقرة:183] منها بذلك على وجه وجوبه؛ لأن ما يمنع النفس عن المعاصي لا بد وأن يكون واجبا.
وذكر في معنى «لعل»: المعنى ينبغي لكم بالصوم أن يقوى وجاؤكم في التقوى وهذا معنى «لعل» في سياق الآية، والمعنى: ﴿لَعَلَّكُمْ تَتَّقُونَ﴾ [البقرة:183] الله بصومكم وترككم للشهوات، فإن الشيء كلما كانت الرغبة فيه أكثر كان الاتقاء عنه أشق، والرغبة في المطعوم والمنكوح أشد من الرغبة في سائر الأشياء، فإذا سهل عليكم اتقاء الله بترك المطعوم والمنكوح؛ كان اتقاء الله بترك سائر الأشياء أسهل وأخف. ورابعها: المراد ﴿كُتِبَ عَلَيْكُمُ الصِّيَامُ كَمَا كُتِبَ عَلَى الَّذِينَ مِنْ قَبْلِكُمْ لَعَلَّكُمْ تَتَّقُونَ ۝١٨٣﴾ [البقرة:183] إهمالها وترك المحافظة عليها بسبب عظم درجاتها وأصالتها. وخامسها: لعلكم تنتظمون بسبب هذه العبادة في زمرة المتقين؛ لأن الصوم شعارهم.
قال ابن كثير في تفسيره: «لما فيه من زكاة النفس وطهارتها وتنقيتها من الأخلاط الرديئة والأخلاق الرذيلة. وفيه تزكية للبدن وتضييق لمسالك الشيطان؛ ولهذا ثبت في الصحيحين: «يا معشر الشباب، من استطاع منكم الباءة فليتزوج، ومن لم يستطع فعليه بالصوم فإنه له وجاء»».

## الأحكام الفقهية للصوم
أحكام الصوم في علم فروع الفقه الإسلامي هي دراسة شرعية لأحكام الصوم مستفادة من أدلة الشرع الإسلامي، وقد اهتم علماء الفقه بموضوع الصيام، وجعلوه قسما من أقسام فقه العبادات يعرف بـ«كتاب الصوم»، ويشمل أبوابا وفصولا ومسائل وغيرها من التفريعات، ويتضمن: تعريف الصوم، وحكمه، والأصل في مشروعيته، وأركان الصوم وشروطه ومبطلاته ومستحبات الصوم ومكروهاته، وصوم شهر رمضان وأنواع الصوم وأقسامه والصوم المنهي عنه وأحكام نية الصوم وتبييت النية، وأحكام الإفطار في رمضان والقضاء والفدية والصوم في السفر وصوم المريض وصوم الحائض وما يذكر ضمن ذلك من آيات أحكام الصيام، وأحكام مواقيت الصوم وأحكام ليلة الصيام ورؤية هلال رمضان ويوم الشك ويوم الغيم ومطلع الفجر وليلة القدر في ليالي شهر رمضان وقيام ليالي رمضان بالعمل الصالح فيها، وصلاة قيام رمضان، واستكمال عدة شهر رمضان ثلاثين يوما  عند عدم رؤية هلال شوال، واستكمال شهر شعبان ثلاثين يوما عند عدم رؤية هلال رمضان، وصوم التطوع مثل: صوم عاشوراء، وصوم المحرم. ومن الأبواب الملحقة بالصيام: الاعتكاف والأحكام المتعلقة به.

### أنواع الصوم
أنواع الصوم من حيث الحكم الشرعي المتعلق به يشمل أنواعا متعددة، وقد ذكر الفقهاء تقسيمات متعددة، ومهما اختلفت هذه النقسيمات فهي لا تخرج عن قسمين بحسب تقسيم الحكم الشرعي أي: باعتبار أن الصيام من حيث هو عبادة مشروعة يطلب في الشرع فعلها على وجه الإلزام أو بغير إلزام، وقد يقتضي الشرع تركها على وجه الإلزام أو بغير إلزام، فالصوم إما أن يكون مما يطلب فعله أو تركه، فهذان قسمان وكل منهما إما على جهة الإلزام أو بغير إلزام، فهذه أربعة أقسام بحسب الحكم الشرعي، أما القسم الخامس وهو المباح فلا يدخل في الصوم؛ لأنه عبادة والعبادة لا توصف بالإباحة. وعلى هذا التقسيم فالصوم إما أن يكون مما يطلب في الشرع فعله على وجه الإلزام وهو أنواع أولها: الصيام المفروض وهو صوم شهر رمضان أداءً وقضاءً، وصيام الكفارات، والصيام المنذور. ولا فرق بين الفرض والواجب واللازم والحتمي عند جمهور الفقهاء، فهي كلها ألفاظ مترادفة بمعنى واحد، خلافا للحنفية حيث أنهم فرقوا بين الفرض والواجب، وعلى كل الأحوال فهذه الأنواع من الصيام الذي يطلب فعله على وجه الإلزام. وإن كان الصيام مما يطلب في الشرع فعله لا على وجه الإلزام؛ فهذا قسم ثان من أقسام الصيام، وهو الصيام المسنون ويشمل جميع أنواع صوم التطوع وأنواعه كثيرة، مثل: صوم يوم عاشوراء وهو العاشر من شهر المحرم، ويتأكد معه صيام يوم قبله أو بعده، وصيام المحرم وصوم ست من شوال، وثلاثة أيام من كل شهر وغير ذلك من أنواع صوم التطوع، ويتضمن أيضا صيام النفل المطلق. والقسم الثاني من أقسام الصيام هو: ما اقتضى الشرع تركه وهو الصوم المنهي عنه إما على وجه الإلزام وهو: الصوم المحرم بمعنى: المنهي عنه في الشرع لذاته، نهيا يقتضي إثم فاعله. وهو صوم يومي عيد الفطر وعيد الأضحى، وأيام التشريق الثلاثة. ويدخل في هذا القسم كل ما يترتب عليه إثم فاعله مثل صوم الحائض عمدا بقصد الصوم، ويشمل أيضا الصوم المكروه كراهة تحريم مثل صوم يوم الشك. وإما أن يكون مما اقتضى الشرع تركه لا على جهة الإلزام مثل: صوم يوم عرفة للحاج، وإفراد يوم الجمعة.

### أركان الصوم
أركان الصوم أي: أجزاء ماهية الصوم التي لا يصح إلا بها». هي: الإمساك فالصوم في حقيقته هو: «الإمساك عن المفطرات من طلوع الفجر إلى غروب الشمس» ونية الصوم ركن من أركان الصيام عند المالكية والشافعية ورجح بعض الفقهاء أن النية شرط من شروط الصوم وفي الحالين: فإن نية الصوم لازمة شرعاً باتفاق جمهور الفقهاء، سواء على القول بأنها ركن أو شرط، والمعنى: أن الصوم لا يصح إلا بالنية. وأضاف بعض الفقهاء ركنا ثالثا من أركان الصوم وهو: الصائم أي: الشخص باعتبار أنه لا يعقل الصوم الشرعي إلا بفاعل وهو الصائم.

### شروط الصوم
شروط الصوم هي: شروط وجوب الصوم، وشروط صحته، ومنها: شروط للوجوب والصحة معا، وشروط صحة الأداء. وشروط الصيام عموما هي: البلوغ، والعقل، والإسلام، والقدرة أي: (إطاقة الصوم)، والصحة، والإقامة. فلا يجب صوم المريض ولا الصوم في السفر، بل يجوز للمسافر الإفطار في رمضان، ولا يجب الصوم على من لا يقدر عليه. ولا يصح الصوم إلا من مسلم عاقل مميز، ويشترط النقاء من الحيض والنفاس، والعلم بالوقت القابل للصوم فيه، كما أن النية لازمة للصوم فلا يصح إلا بها. وهناك تفاصيل أوفى في كتب علم فروع الفقه.
| الشافعية قالوا: تنقسم شروط الصيام إلى قسمين: 1. شروط وجوبه وهي: 1. البلوغ 2. الإسلام 3. العقل 4. الإطاقة حسا وشرعا 5. الصحة 6. الإقامة 2. شروط صحته وهي: 1. الإسلام حال الصيام. 2. التمييز. 3. خلو الصائم من الحيض والنفاس والولادة وقت الصوم وإن لم تر الوالدة دماً. 4. أن يكون الوقت قابلاً للصوم. الحنفية قالوا: شروط الصيام ثلاثة أنواع: 1. شروط وجوبه وهي: 1. الإسلام. 2. العقل. 3. البلوغ. 2. شروط وجوب الأداء وهي: 1. الصحة. 2. الإقامة. 3. شروط صحة الأداء وهي: 1. الطهارة من الحيض والنفاس. 2. النية؛ فلا يصح أداء الصوم إلا بالنية تمييزاً للعبادات عن العادات. | المالكية قالوا: شروط الصيام ثلاثة أنواع: 1. شروط وجوبه وهي: 1. البلوغ. 2. القدرة على الصوم. 2. شروط صحته وهي: 1. الإسلام. 2. الزمان القابل للصوم. 3. النية على الراجح من الآراء. 3. شروط وجوبه وصحته معا وهي: 1. العقل 2. النقاء من دم الحيض والنفاس. 3. دخول شهر رمضان فلا يجب صوم رمضان قبل ثبوت الشهر. الحنابلة قالوا: شروط الصيام ثلاثة أنواع: 1. شروط وجوبه وهي: 1. الإسلام. 2. البلوغ. 3. القدرة على الصوم. 2. شروط صحته وهي: 1. النية. 2. انقطاع دم الحيض. 3. انقطاع دم النفاس. 3. شروط وجوبه وصحته معا وهي: 1. الإسلام. 2. العقل 3. التمييز عند الإمامية 1. البلوغ 2. العقل 3. عدم الإغماء 4. الطهارة من الحيض والنفاس 5. عدم الضرر |

### مبطلات الصوم
مبطلات الصوم أو: مفسدات الصوم، والفاسد والباطل في العبادات بمعنى واحد، ضد الصحيح. والذي يبطل به الصوم بمعنى: ما يكون به الصوم غير صحيح، وإذا بطل الصوم في يوم من صوم شهر رمضان خاصة لمن لا رخصة في الإفطار؛ لزمه بعد بطلان صومه؛ الإمساك بقية اليوم لحرمة الوقت، والقضاء بعد ذلك. وأما المعذور الذي يباح له الفطر كالمريض؛ فلا يلزمه الإمساك. ويحرم تعمد الاستمرار في الإمساك بنية الصيام على من يحرم عليه الصيام كما في صوم الحائض. ومبطلات الصوم أي: المفطرات هي:
- ما وصل عمدا إلى الجوف مثل: الأكل والشرب، وما هو بمعنى الأكل والشرب، حال العمد والعلم والاختيار، فيبطل الصوم بما وصل عمدا إلى مسمى جوف، كالحلق والبطن والدماغ، فيفطر بكل ما أدخله الصائم باختياره عمدا إلى جوفه، أو مجوف في جسده كدماغه وحلقه، ونحو ذلك مما ينفذ إلى معدته، إذا وصل باختياره، وكان مما يمكن التحرز منه، سواء وصل من الفم على العادة، أو غير العادة كالوجور واللدود، أو من الأنف كالسعوط وهو إدخال الدواء عن طريق الأنف، أو ما يدخل من الأذن إلى الدماغ، أو ما يدخل إلى الجوف من طريق القبل أو الدبر كالحقنة، أو ما يصل من مداواة الجائفة إلى جوفه، أو من دواء المأمومة إلى دماغه، فهذا كله يفطره؛ لأنه واصل إلى جوفه باختياره، فأشبه الأكل، وكذلك لو جرح نفسه، أو جرحه غيره باختياره فوصل إلى جوفه، سواء استقر في جوفه، أو عاد فخرج منه، وبهذا كله قال الشافعي. وقال مالك: لا يفطر بالسعوط، إلا أن ينزل إلى حلقه، ولا يفطر إذا داوى المأمومة والجائفة. واختلف عنه في الحقنة، واحتج له بأنه لم يصل إلى الحلق منه شيء، أشبه ما لم يصل إلى الدماغ ولا الجوف. وذكر ابن قدامة أنه واصل إلى جوف الصائم باختياره، فيفطره كالواصل إلى الحلق، والدماغ جوف، والواصل إليه يغذيه، فيفطره كجوف البدن.[88] ويشترط فيما يصل إلى الجوف أن يكون عمدا، أما لو أدخله ناسيا فلا يبطل صومه؛ لحديث: من أكل أو شرب ناسيا فليتم صومه..

وبلع الريق غير مبطل للصوم وإن تجمع في الفم، ولا يلزم لأجل الصوم إخراج الريق كما قد يتوهم البعض، وأما بلع النخامة عمدا مبطل للصوم، وهي تختلف عن الريق، ويجب على الصائم قطعها ومجها، فهي مستقذر ويبطل الصوم ببلعها عمدا، أما وصلت بغير تعمد ولا تقصير فلا يبطل بها الصوم.
- الاستقاءة فيبطل الصوم بالاستقاءة بمعنى: أن يتعمد الصائم إخراج القيئ من جوفه، فلو تعمد إخراج القيئ؛ بطل صومه، ومثل ذلك فيما إذا غلبه القيئ وخرج كرها وأعاده عمدا إلى جوفه بطل صومه؛ لأنه في حال إعادته يعد إيصال عين إلى الجوف وهو مبطل للصوم. فإن ذرعه القيئ أي: غلبه وخرج بغير تعمد إخراجه؛ فلا يبطل صومه وهو حينئذ غير مكلف بما هو خارج عن إرادته، إلا إذا أعاده إلى جوفه عمدا. ولو استقاء ناسيا  للصوم فلا يبطل صومه، وأما استخراج النخامة من الجوف عمدا؛ فلا يبطل بها صومه. ويدل على هذا حديث: «من ذرعه القيئ، فليس عليه قضاء، ومن استقاء عمدا فليقض».[89]
- الجماع بالتقاء الختانين وتغيب الحشفة في أحد السبيلين، سواء أنزل أم لم ينزل، حال العلم والعمد والاختيار، فإذا جامع الصائم في نهار رمضان عامدا مختارا؛ بطل صومه مع الإثم لأجل الصوم، ووجب عليه قضاء صوم ذلك اليوم الذي أفسده، ويجب عليه مع القضاء للصوم الكفارة وهي عتق رقبة، فإن لم يجد فصيام شهرين متتابعين، فإن لم يستطع صيام شهرين متتاليين؛ أطعم ستين مسكينا. هذا إن أفسد صومه في نهار رمضان، فيجب عليه مع القضاء الكفارة والإمساك بقية اليوم مراعاة لحرمة الوقت في نهار رمضان.
- إنزال المني عمدا بمباشرة، بمعنى: خروج المني بطريق المباشرة بشهوة، وذلك أن الصوم من حيث ترك المفطرات التي تتضمن معنى الإمساك عن شهوتي البطن والفرج. أما خروج المني بطريق الاحتلام أي: حال النوم؛ فلا يبطل به الصوم.
- خروج دم الحيض والنفاس، فيبطل صوم المرأة بخروج دم الحيض أو النفاس في نهار الصوم ولو بلحظة قبل غروب الشمس وهذا بإجماع أهل العلم. يدل على هذا حديث أبي سعيد الخدري أن النبي ﷺ قال: أليس إذا حاضت المرأة لم تصل ولم تصم؟ أخرجه البخاري ومسلم، وحديث معاذة لما سألت عائشة عن قضاء الحائض الصوم دون الصلاة فقالت: «كان يصيبنا على عهد رسول الله ﷺ فنؤمر بقضاء الصوم ولا نؤمر بقضاء الصلاة».[90]

وقد ذكر النووي في صوم الحائض أنه: أجمع أهل العلم على أن الصوم لا يصح من الحائض، ومثلها النفساء.
- الولادة وهو خروج الولد ولو جافا؛ لأنه منعقد مما يوجب الغسل، وخروج الولد غالبا يعقبه خروج دم النفاس، لكن لو خرج الولد جافا ولم يخرج بعده دم النفاس؛ فيبطل صوم المرأة بسبب الولادة.
- الجنون إذا طرأ على الصائم ولو لحظة.
- الإغماء إن عم جميع النهار، من طلوع الفجر إلى غروب الشمس، ويلزم قضاء الصوم. وإذا أفاق في أي جزء من النهار صح صومه.
- السكر عمدا إن عم جميع النهار، أما النوم فلا يبطل به الصوم.
- الردة وهي الرجوع عن الإسلام إلى الكفر باختيار بكفر صريح. وهناك تفاصيل أوفى، في كتب: فروع الفقه.

### سنن الصوم

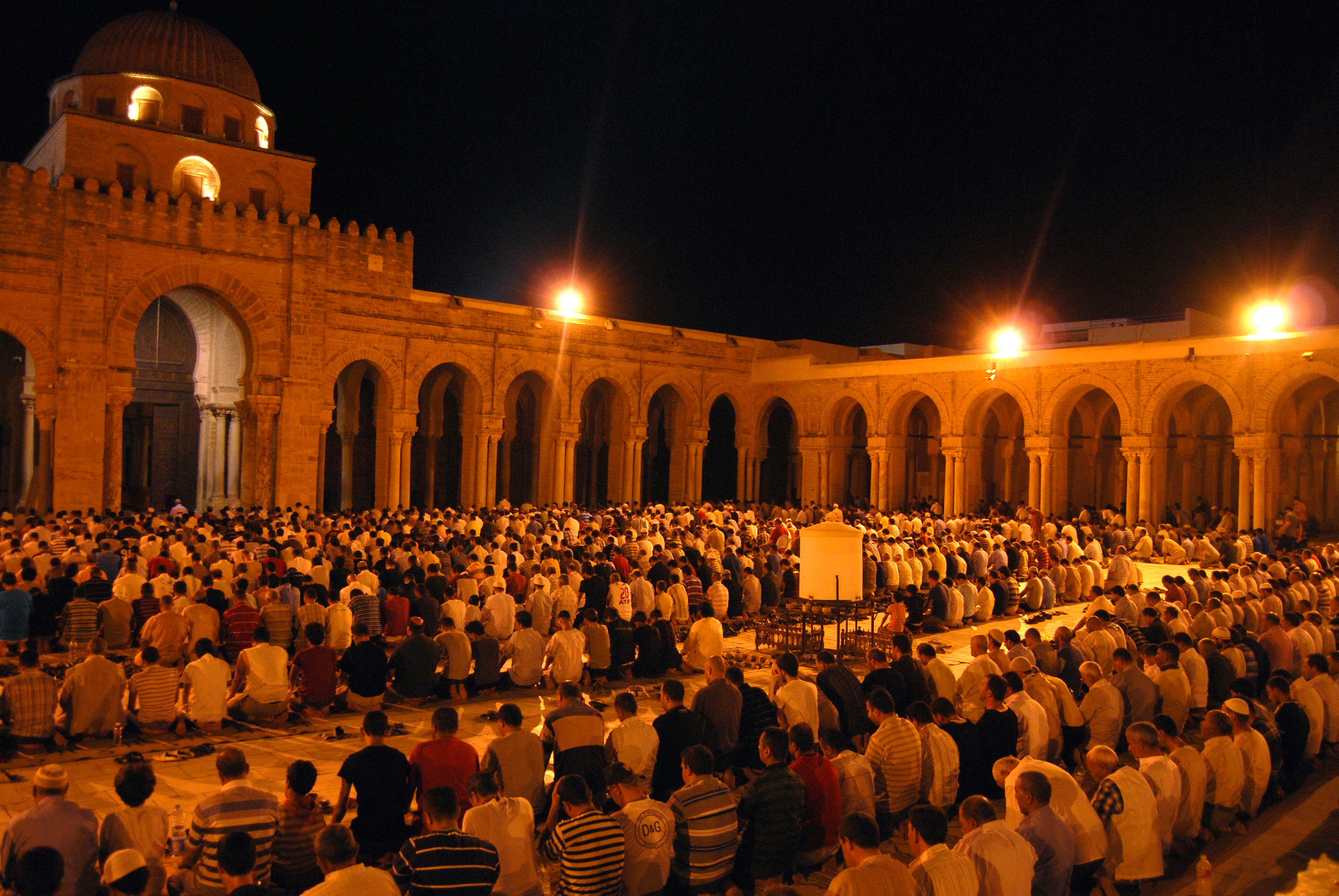
صلاة التراويح في الجامع الكبير في القيروان. رمضان 2012

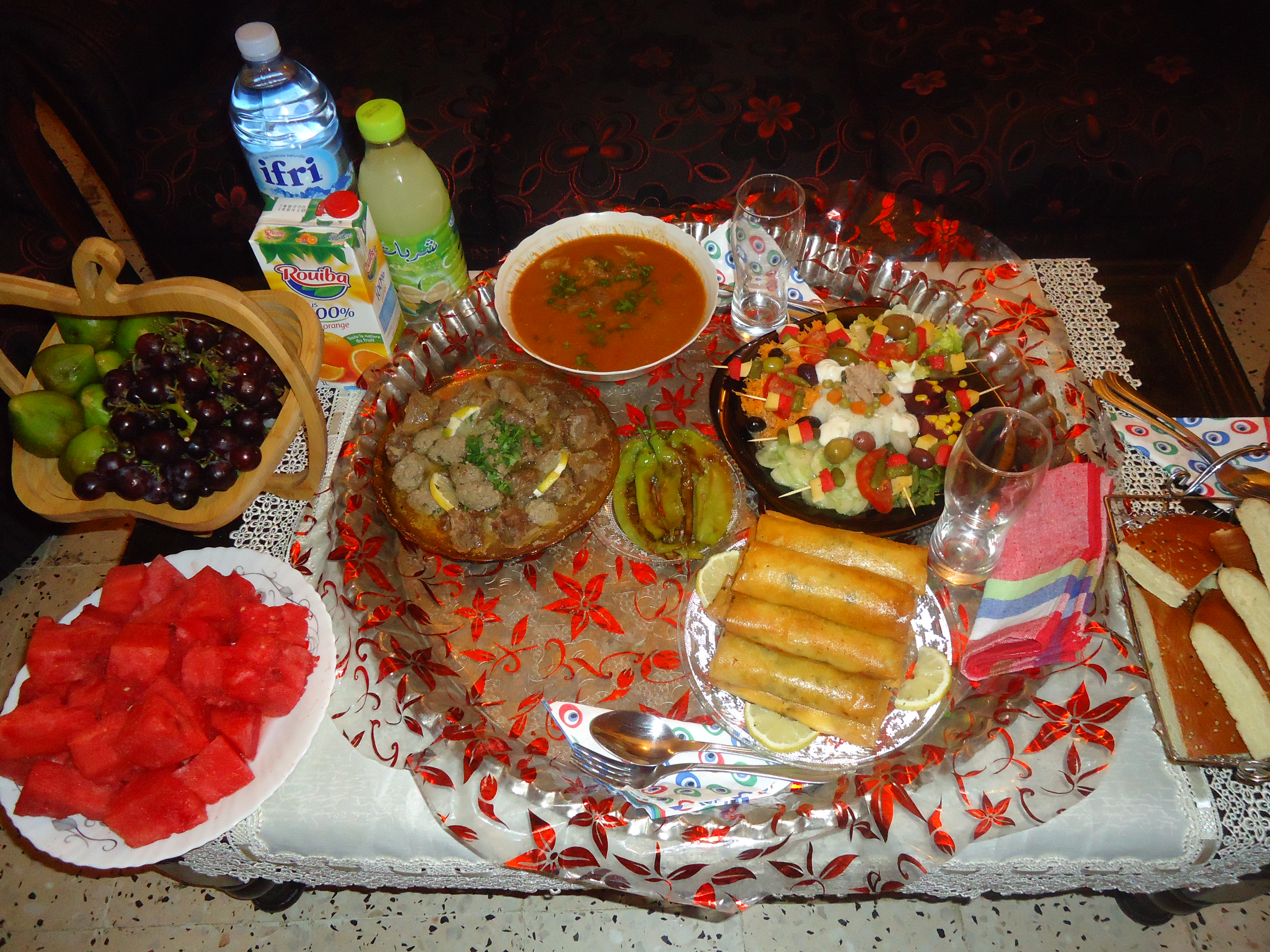
إفطار رمضان في الجزائر

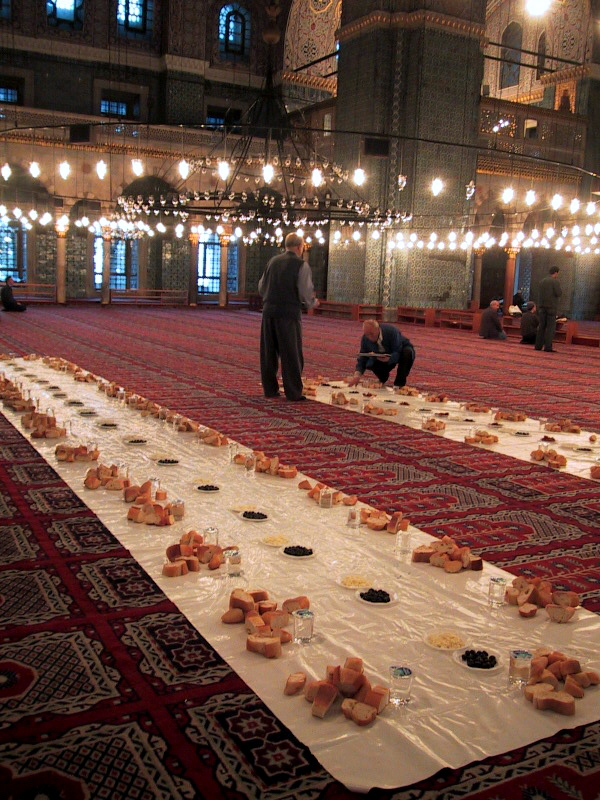
إفطار رمضان في إسطنبول تركيا

مستحبات الصوم أو: مسنونات الصوم هي المندوبات التي يستحب للصائم أن يأتي بها، ومشروعيتها إما؛ بنص يدل على استحبابها، أو: من مفهوم النص ومقتضاه، وتشمل: المستحبات المتعلقة بـصوم شهر رمضان، وغيره من أنواع الصوم، ومنها: تعجيل الإفطار أول الوقت، وأن يفطر على رطب وإن لم يجد أفطر على تمر وإلا فبشربة ماء، وتأخير السحور إلى قريب مطلع الفجر الثاني، وحفظ اللسان من اللغو والرفث، والدعاء عند الإفطار، وغير ذلك. ومن مستحبات الصوم التسحر وقد وردت أحاديث كثيرة تدل على استحبابه والترغيب فيه، وأن يتسحر مريد الصوم حتى ولو بجرعة من ماء، تشبها بالآكلين، وفي الصحيحين: «عن أنس قال: قال رسول الله ﷺ: "تسحروا فإن في السحور بركة"». والسحور -بفتح السين- بمعنى: المأكول كالخبز وغيره، أو بمعنى: الوجبة التي يتناولها الصائم فيما قبل طلوع الفجر الثاني، أو -بضم السين- هو الفعل والمصدر، وهو من مستحبات الصوم، وسبب البركة فيه تقويته الصائم على الصوم وتنشيطه له وفرحه به وتهوينه عليه، وذلك سبب لكثرة الصوم. وفي صحيح مسلم: «عن عمرو بن العاص رضي الله عنه، قال: قال رسول الله ﷺ:"إن فصل ما بين صيامنا وصيام أهل الكتاب أكلة السحر"». و«عن أبي سعيد قال: قال رسول الله ﷺ: "السحور أكله بركة، فلا تدعوه، ولو أن أحدكم يجرع جرعة من ماء، فإن الله وملائكته يصلون على المتسحرين"».

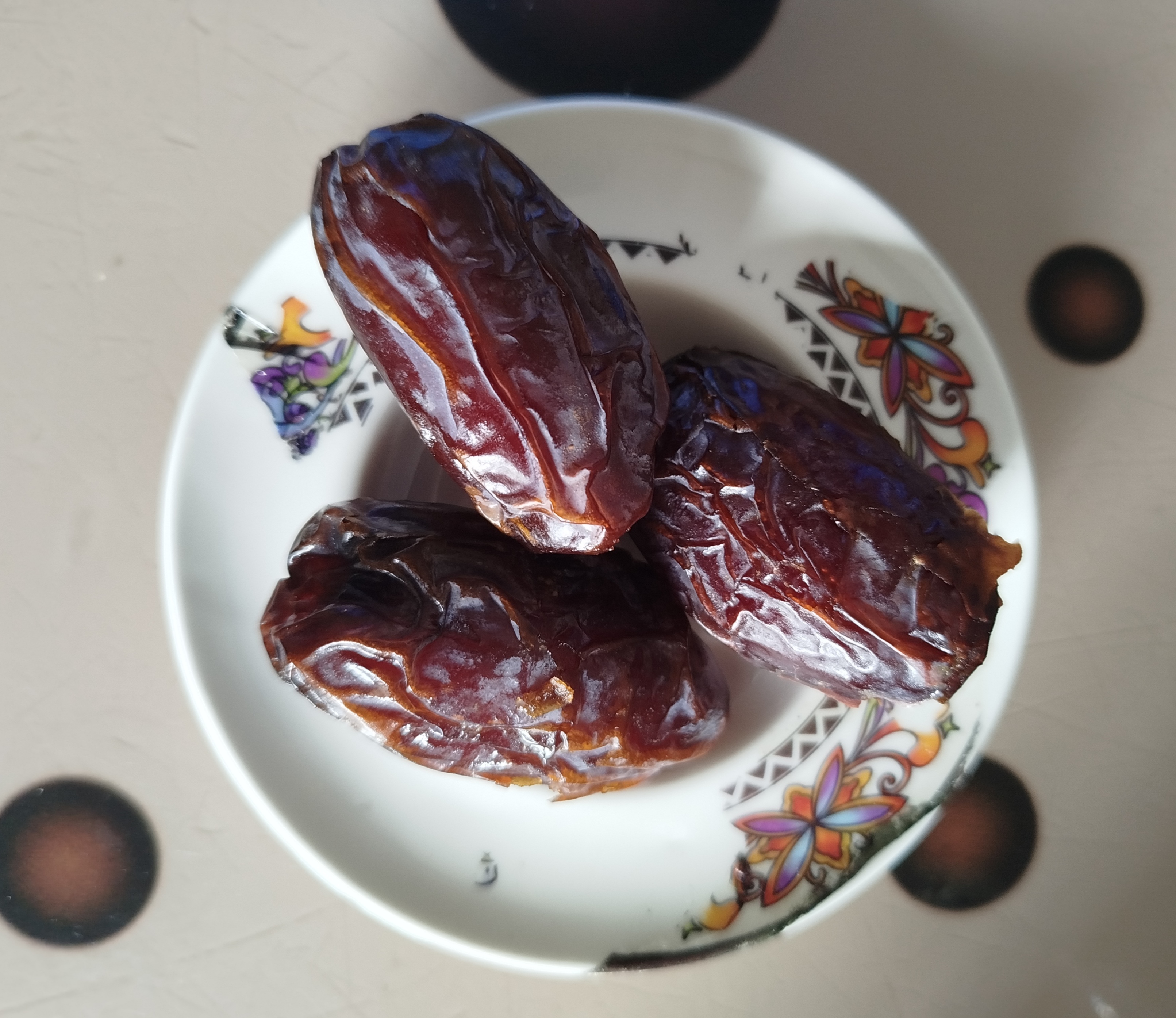
حبات تمر، من السنة النبوية السحور والإفطار في شهر رمضان المبارك على التمر والماء

قال النووي: فاتفق أصحابنا وغيرهم من العلماء على أن السحور سنة، وأن تأخيره أفضل، وعلى أن تعجيل الفطر سنة بعد تحقق غروب الشمس، ودليل ذلك كله الأحاديث الصحيحة؛ ولأن فيهما إعانة على الصوم، ولأن فيهما مخالفة للكفار، ففي صحيح مسلم: عن عمرو بن العاص: أن رسول الله ﷺ قال: «فصل ما بين صيامنا وصيام أهل الكتاب أكلة السحر» رواه مسلم. أكلة السحر بفتح الهمزة هي السحور؛ ولأن محل الصوم هو النهار فلا معنى لتأخير الفطر والامتناع من السحور في آخر الليل؛ ولأن بغروب الشمس صار مفطرا فلا فائدة في تأخير الفطر. ووقت السحور بين نصف الليل وطلوع الفجر، ويحصل السحور بكثير المأكول وقليله، ويحصل بالماء أيضا، ففي مسند أحمد: «عن أبي سعيد قال: قال رسول الله ﷺ: "السحور أكله بركة، فلا تدعوه، ولو أن أحدكم يجرع جرعة من ماء، فإن الله وملائكته يصلون على المتسحرين"». ويستحب تأخير السحور إلى قريب طلوع الفجر الثاني، ويستحب للصائم أن يفطر على تمر، والأفضل منه الرطب، فإن لم يجد فعلى الماء، وذلك لما روى سلمان بن عامر قال: «قال رسول الله ﷺ: «إذا أفطر أحدكم فليفطر على تمر، فإن لم يجد فليفطر على ماء فإنه طهور»». «عن أنس قال: «كان رسول الله ﷺ يفطر قبل أن يصلي على رطبات فإن لم يكن رطبات فتميرات، فإن لم يكن تميرات حسا حسوات من ماء». ويستحب للصائم الدعاء عند الإفطار، ويقول عند إفطاره: «اللهم لك صمت وعلى رزقك أفطرت»؛ لما روى أبو هريرة قال: «كان رسول الله ﷺ إذا صام ثم أفطر قال:  "اللهم لك صمت وعلى رزقك أفطرت"». و«عن ابن عمر: كان النبي ﷺ إذا أفطر قال: ذهب الظمأ وابتلت العروق وثبت الأجر إن شاء الله تعالى.» وعن مروان يعني ابن سالم المقفع قال: رأيت ابن عمر يقبض على لحيته فيقطع ما زاد على الكف وقال: «كان رسول الله ﷺ إذا أفطر قال: "ذهب الظمأ وابتلت العروق، وثبت الأجر إن شاء الله"». ويستحب أن يدعو الصائم عند فطره، قال النووي: وهذا لا خلاف في استحبابه للحديث، وفي كتاب ابن ماجه: «عن ابن عمرو بن العاص أن النبي ﷺ قال: «إن للصائم عند فطره دعوة ما ترد»، وكان ابن عمرو إذا أفطر يقول: "اللهم برحمتك التي وسعت كل شيء اغفر لي"». ويستحب أن يفطر الصائم في وقت الإفطار؛ لما روى زيد بن خالد الجهني: «أن النبي ﷺ قال: "من فطر صائما فله مثل أجره، ولا ينقص من أجر الصائم شيء"». ويحصل بما يفطر به الصائم ولو على تمرة أو شربة ماء أو لبن إن لم يقدر على عشاءه. قال الماوردي: "إن بعض الصحابة قال: يا رسول الله، ليس كلنا يجد ما يفطر الصائم، فقال رسول الله صلى الله عليه وسلم: يعطي الله تعالى هذا الثواب من فطر صائما على تمرة أو شربة ماء أو مذقة لبن.

### تأخير السحور

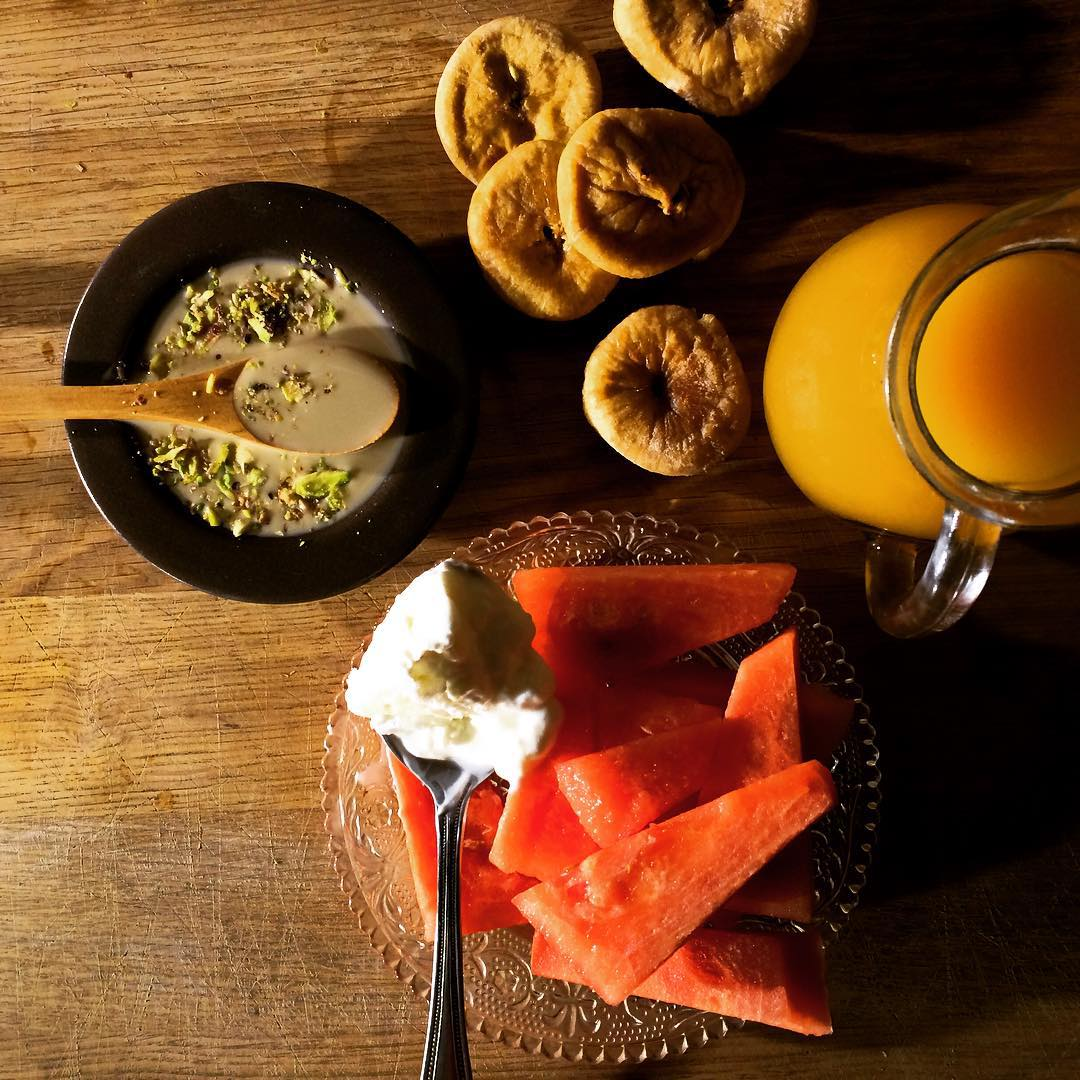
مثال لسحور أردني.

يستحب تأخير السحور إلى قريب انفجار الفجر الثاني، وذلك هو الأفضل، وفي الحديث: «عن أبي ذر قال: قال رسول الله ﷺ: "لا تزال أمتي بخير ما عجلوا الإفطار وأخروا السحور"». يدل الحديث على أنه يستحب للصائم التسحر، أي: أن يتناول أكلة السحر، وتسمى: الغداء المبارك، وينتهي وقته بدخول وقت صلاة الفجر، ويستحب تأخير السحور إلى ما قبل وقت صلاة الفجر؛ لأن ذلك هو الأبلغ في حصول المقصود منه، وفي الصحيحين: «عن أنس عن زيد بن ثابت رضي الله عنه قال: تسحرنا مع النبي ﷺ ثم قام إلى الصلاة». كما أن وقت السحور يمتد إلى ما قبل بداية وقت الإمساك، بدخول وقت صلاة الفجر، لكن الفصل بين التسحر وبين الصلاة بفاصل يسير، هو الأفضل ليتسنى للصائم الاستعداد للصلاة، وليكون له من ذلك الوقت تناول الشراب، والذكر والاستغفار وقراءة القرآن، وقد سئل أنس: زيد ابن ثابت عن مقدار الوقت الذي كان ما بين انتهاء أكل السحور، وبين ابتداء أول وقت الشروع في الصلاة، فقال له زيد بن ثابت: «قدر خمسين آية» كما جاء ذلك في الحديث: «عن أنس عن زيد بن ثابت رضي الله عنه قال: تسحرنا مع النبي ﷺ ثم قام إلى الصلاة قلت: كم كان بين الأذان والسحور؟ قال: قدر خمسين آية». فقول زيد ابن ثابت: «قدر خمسين آية» أي: متوسطة لا طويلة ولا قصيرة لا سريعة ولا بطيئة، وهو تقدير الوقت في تلك الحال، وذلك لتقريب مقدار الوقت، قال المهلب وغيره: فيه تقدير الأوقات بأعمال البدن، وكانت العرب تقدر الأوقات بالأعمال كقوله: قدر حلب شاة، وقدر نحر جزور، فعدل زيد بن ثابت عن ذلك إلى التقدير بالقراءة؛ إشارة إلى أن ذلك الوقت كان وقت العبادة بالتلاوة. وقال ابن أبي جمرة: فيه إشارة إلى أن أوقاتهم كانت مستغرقة بالعبادة. قال ابن حجر: «قال ابن أبي جمرة: كان ﷺ ينظر ما هو الأرفق بأمته فيفعله؛ لأنه لو لم يتسحر لاتبعوه فيشق على بعضهم، ولو تسحر في جوف الليل لشق أيضا على بعضهم ممن يغلب عليه النوم فقد يفضي إلى ترك الصبح أو يحتاج إلى المجاهدة بالسهر. وقال فيه أيضا تقوية على الصيام لعموم الاحتياج إلى الطعام ولو ترك لشق على بعضهم ولا سيما من كان صفراويا فقد يغشى عليه فيفضي إلى الإفطار في رمضان. قال: وفي الحديث تأنيس الفاضل أصحابه بالمؤاكلة، وجواز المشي بالليل للحاجة؛ لأن زيد بن ثابت ما كان يبيت مع النبي ﷺ. وفيه الاجتماع على السحور، وفيه حسن الأدب في العبارة لقوله: «تسحرنا مع رسول الله ﷺ»، ولم يقل نحن ورسول الله ﷺ لما يشعر لفظ المعية بالتبعية».
والفصل بين آخر وقت التسحر وبين وقت صلاة الفجر بقدر خمسين آية هو الأفضل؛ لخبر الصحيحين، أما آخر وقت السحور فيمتد إلى طلوع الفجر الثاني؛ كما يدل على ذلك حديث: «إن بلالا يؤذن بليل، فكلوا واشربوا حتى يؤذن ابن أم مكتوم». وحديث: «لا يمنعكم سحوركم أذان بلال». وقد ورد في الصحيحين من حديث القاسم: «عن عائشة: أن رسول الله ﷺ قال: "لا يمنعكم أذان بلال عن سحوركم، فإنه ينادي بليل، فكلوا واشربوا حتى تسمعوا أذان ابن أم مكتوم، فإنه لا يؤذن حتى يطلع الفجر"». لفظ البخاري وعن حماد، عن إبراهيم، قال: «السحور بليل، والوتر بليل». و«عن سهل بن سعد رضي الله عنه قال: كنت أتسحر في أهلي ثم تكون سرعتي أن أدرك السجود مع رسول الله ﷺ». وعن بلال قال: «أتيت النبي ﷺ أؤذنه بالصلاة وهو يريد الصوم، فدعا بإناء فشرب، ثم ناولني فشربت، ثم خرج إلى الصلاة». وعن عامر بن مطر، قال: «أتيت عبد الله بن مسعود في داره، فأخرج فضلا من سحوره، فأكلنا معه، ثم أقيمت الصلاة فخرجنا فصلينا». وعن سالم مولى أبي حذيفة قال: «كنت أنا وأبو بكر الصديق فوق سطح واحد في رمضان، فأتيت ذات ليلة فقلت: ألا تأكل يا خليفة رسول الله صلى الله عليه وسلم؟ فأومأ بيده أن كف، ثم أتيته مرة أخرى، فقلت له: ألا تأكل يا خليفة رسول الله؟ فأومأ بيده أن كف. ثم أتيته مرة أخرى، فقلت: ألا تأكل يا خليفة رسول الله؟ فنظر إلى الفجر ثم أومأ بيده أن كف. ثم أتيته فقلت: ألا تأكل يا خليفة رسول الله؟ قال: هات غداءك، قال: فأتيته به فأكل ثم صلى ركعتين، ثم قام إلى الصلاة».
الفصل بين السحور وبين صلاة الفجر هو الأفضل. ويدل على ذلك ما رواه أنس عن معاذ ابن جبل في الصحيحين أنه: «قدر خمسين آية»، لكن وردت روايات أخرى تدل على جواز تمديد وقت السحور إلى آخر وقته، 
قال ابن حجر في رواية أنس عن معاذ: «وقال الطبري: فيه دلالة على أن الفراغ من السحور كان قبل طلوع الفجر، فهو معارض لقول حذيفة «هو النهار إلا أن الشمس لم تطلع». انتهى. والجواب: أن لا معارضة بل تحمل على اختلاف الحال، فليس في رواية واحد منهما ما يشعر بالمواظبة، فتكون قصة حذيفة سابقة، وكونه من مسند زيد بن ثابت أو من مسند أنس». «عن عاصم عن زر عن حذيفة قال: كان النبي صلى الله عليه وسلم يتسحر وما أرى مواقع النبل. قال: قلت: أبعد الصبح؟ قال: هو الصبح إلا أنه لم تطلع الشمس». قال ابن  كثير: وهو حديث تفرد به عاصم بن أبي النجود، قاله النسائي، وحمله على أن المراد قرب النهار، كما قال تعالى: ﴿فإذا بلغن أجلهن فأمسكوهن بمعروف أو فارقوهن بمعروف﴾. أي: قاربن انقضاء العدة، فإما إمساك أو ترك للفراق، وهذا الذي قاله هو المتعين حمل الحديث عليه: أنهم تسحروا ولم يتيقنوا طلوع الفجر، حتى أن بعضهم ظن طلوعه وبعضهم لم يتحقق ذلك. وحكى أبو جعفر ابن جرير في تفسيره، عن بعضهم: أنه إنما يجب الإمساك من طلوع الشمس كما يجوز الإفطار بغروبها. قلت: وهذا القول ما أظن أحدا من أهل العلم يستقر له قدم عليه، لمخالفته نص القرآن في قوله: ﴿وكلوا واشربوا حتى يتبين لكم الخيط الأبيض من الخيط الأسود من الفجر ثم أتموا الصيام إلى الليل﴾

### تعجيل الإفطار

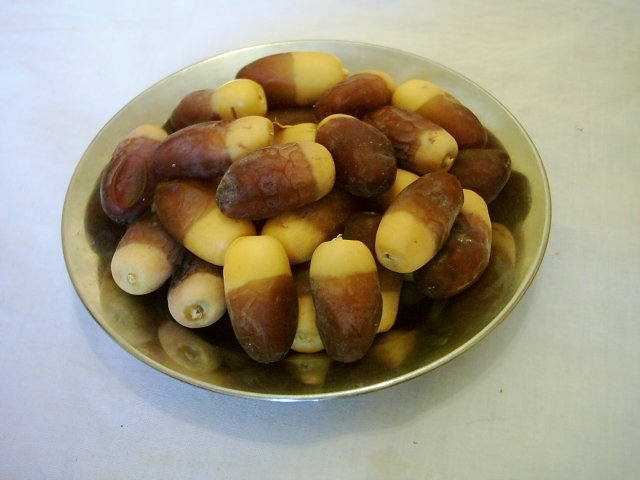
رطب متوسط النضج

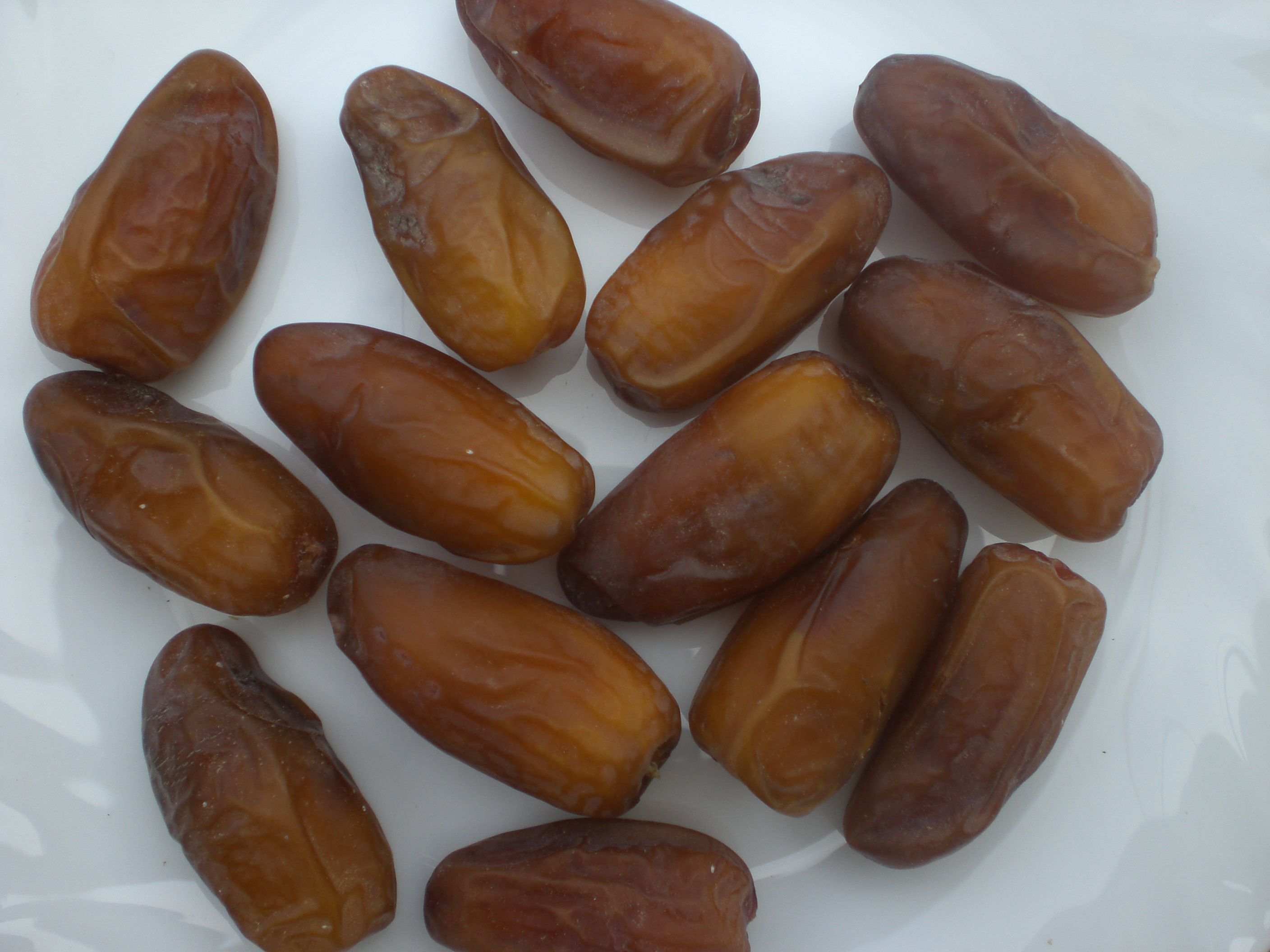
رطب كامل النضج

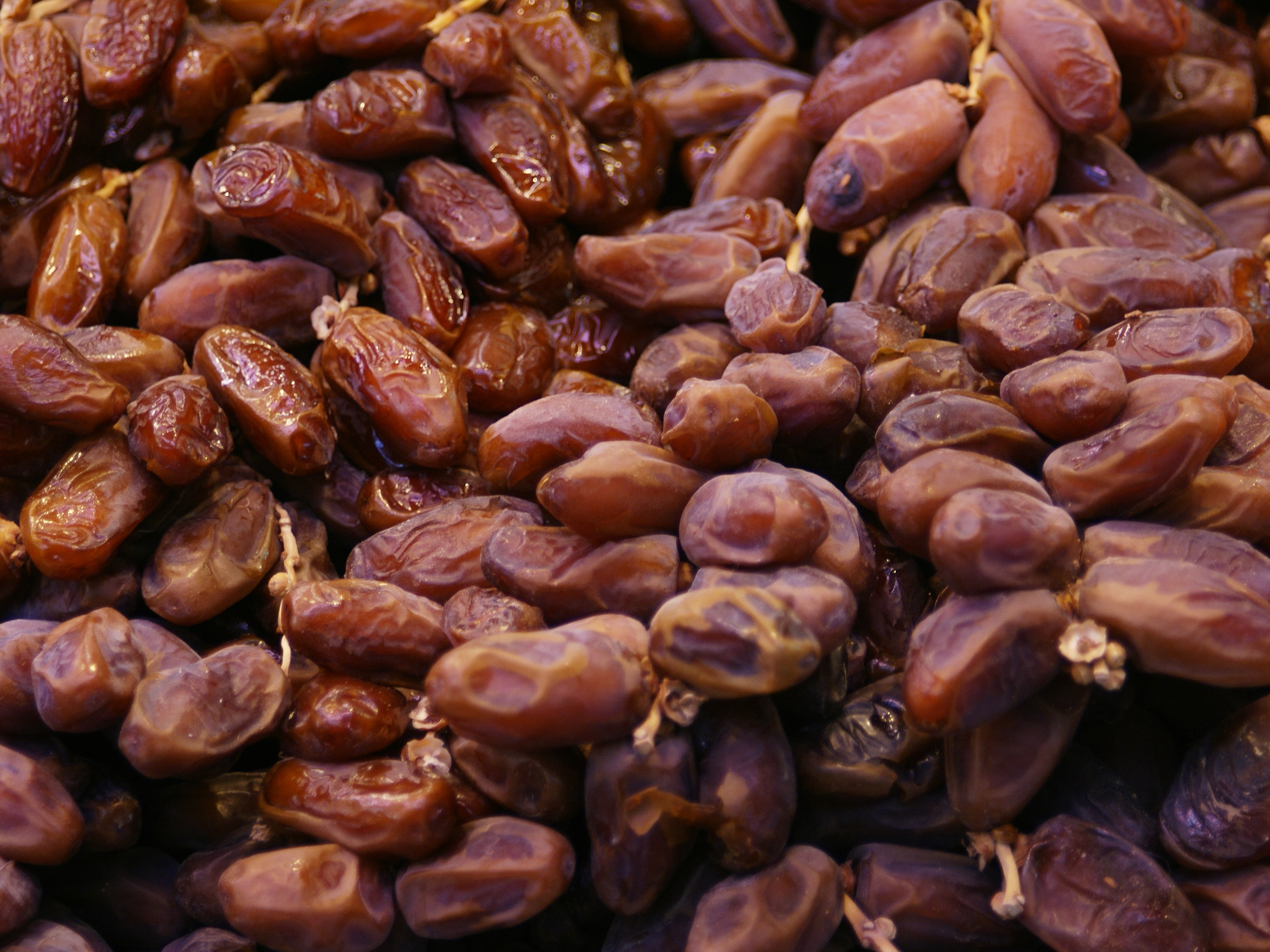
تمر

من مستحبات الصوم تعجيل الفطر عند بداية دخول وقت صلاة المغرب، أي: أنه يستحب للصائم المبادرة بالإفطار في أول الوقت ولا يؤخره، ويدل عليه من السنة حديث: "عن سهل بن سعد أن رسول الله ﷺ قال: «لا يزال الناس بخير ما عجلوا الفطر»". قال ابن حجر: قال ابن عبد البر: أحاديث تعجيل الإفطار وتأخير السحور صحاح متواترة. وعند عبد الرزاق وغيره بإسناد صحيح عن عمرو بن ميمون الأودي قال: «كان أصحاب محمد ﷺ أسرع الناس إفطارا وأبطأهم سحورا». ويكون ذلك بغروب الشمس، ومن كان وراء أبنية الجبال ولم يشاهد الغروب؛ فيدخل الوقت بغروب شمس أقرب الأمكنة إليه ويكون بإقبال ظلمة الليل وذهاب ضوء النهار، ويدل عليه حديث: "عن عاصم بن عمر بن الخطاب عن أبيه رضي الله عنه قال قال رسول الله ﷺ: «إذا أقبل الليل من ها هنا وأدبر النهار من ها هنا وغربت الشمس فقد أفطر الصائم»". أي: دخل وقت الفطر.
«عن عبد الله بن أبي أوفى رضي الله عنه قال سرنا مع رسول الله ﷺ وهو صائم فلما غربت الشمس قال: انزل فاجدح لنا، قال: يا رسول الله لو أمسيت، قال: انزل فاجدح لنا، قال يا رسول الله إن عليك نهارا، قال: انزل فاجدح لنا، فنزل فجدح ثم قال: «إذا رأيتم الليل أقبل من ها هنا فقد أفطر الصائم» وأشار بإصبعه قبل المشرق».
يدخل وقت صلاة المغرب بغروب الشمس؛ لحديث:
«عن سلمة بن الأكوع، أن رسول الله ﷺ كان يصلي المغرب إذا غربت الشمس وتوارت بالحجاب». وقد اتفق العلماء على أن أول وقت صلاة المغرب: غروب الشمس، ووقع الخلاف في العلامة التي يعرف بها الغروب.
ويستحب تعجيل صلاة المغرب لأول وقتها؛ لحديث: "وعن عقبة بن عامر أن النبي ﷺ قال: «لا تزال أمتي بخير، أو: على الفطرة، ما لم يؤخروا المغرب حتى تشتبك النجوم»". وعند ابن ماجه والحاكم وابن خزيمة في صحيحه بلفظ: «لا تزال أمتي على الفطرة ما لم يؤخروا المغرب حتى تشتبك النجوم». قال الشوكاني: «والحديث يدل على استحباب المبادرة بصلاة المغرب وكراهة تأخيرها إلى اشتباك النجوم». وقال أيضا: «قال النووي في شرح مسلم: إن تعجيل المغرب عقيب غروب الشمس مجمع عليه، قال: وقد حكي عن الشيعة فيه شيء لا التفات إليه ولا أصل له، وأما الأحاديث الواردة في تأخير المغرب إلى قرب سقوط الشفق فكانت لبيان جواز التأخير، وقد سبق إيضاح ذلك؛ لأنها كانت جوابا للسائل عن الوقت، وأحاديث التعجيل المذكورة في هذا الباب وغيره إخبار عن عادة رسول الله ﷺ المتكررة التي واظب عليها إلا لعذر فالاعتماد عليها».

## صوم النفل
صوم النفل أو صوم التطوع، والنفل بمعنى: الزيادة المشروعة على الفرض على وجه مخصوص، والتطوع بمعنى: ما يشرع فعله من غير إلزام، ويسمى أيضا: الصوم المندوب، أو المستحب، وهو: ما اقتضى الشرع فعله من غير إلزام. والصوم الذي اقتضى الشرع فعله إما على وجه الإلزام، وهو: صوم شهر رمضان، وكل صوم واجب بنذر أو قضاء وغيره، وإما على غير وجه إلزام وهو: صوم التطوع، وهو النوع الثاني من أنواع الصيام، وهو: ما ليس بواجب، فهو بمعنى المستحب، سواء كان مقيدا أو مطلقا، ويشمل أنواعاً متعددة، وقد شرع صوم التطوع من أجل جبر الخلل الذي يحصل في الفريضة، ومن أجل زيادة الأجر والثواب. «عن أبي سعيد الخدري رضي الله عنه قال: "قال رسول الله ﷺ: «من صام يوما في سبيل الله بَعَّدَ الله وجهه عن النار سبعين خريفا»". و"عن عبد الله بن عمرو بن العاص قال: قال رسول الله ﷺ: «إن أحب الصيام إلى الله صيام داود، وأحب الصلاة إلى الله صلاة داود، كان ينام نصف الليل ويقوم ثلثه وينام سدسه، وكان يصوم يوما ويفطر يوما»". و«عن عامر بن مسعود عن النبي ﷺ قال: الغنيمة الباردة الصوم في الشتاء».
صوم النفل أنواع، فهو إما؛ نفل مطلق، أو مقيد، فالمطلق هو المندوب فعله في الشرع من غير تقييد له بخصوصه، كمن أراد أن يصوم يوما، فله أن يصوم في غير الأقات المنهي عن صيامها. والنفل المقيد هو الذي ورد في الشرع استحبابه بخصوصه، وهو أنواع منها: صوم يوم عاشوراء، وصوم الاثنين والخميس..
والصوم من حيث هو قربة يتقرب بها العبد إلى الله، وهو إما فرض أو تطوع، فالفرض أفضل ما تقرب به العبد وفي الحديث القدسي: «وما تقرب إلي عبدي بشيء أحب إلي مما افترضته عليه»، وأما التطوع فهو زيادة في التقرب إلى الله، وفي الحديث القدسي: «ولا يزال عبدي يتقرب إلي بالنوافل حتى أحبه..».
من المنهي عنه في الشرع الإسلامي التعمق في العبادة، أي: المبالغة فيها بما يعد من قبيل التنطع. والمشروع في الإسلام هو التوسط في العبادة بمعنى الأخذ بأوسط الأمور وأعدلها وأحبها إلى الله، ومما يدل على النهي عن المبالغة في العبادة ما أخرجه البخاري في صحيحه قال: «حدثنا سعيد بن أبي مريم أخبرنا محمد بن جعفر أخبرنا حميد بن أبي حميد الطويل أنه سمع أنس بن مالك رضي الله عنه يقول: «جاء ثلاثة رهط إلى بيوت أزواج النبي ﷺ يسألون عن عبادة النبي ﷺ فلما أخبروا كأنهم تَقَالُّوهَا فقالوا: وأين نحن من النبي ﷺ قد غفر له ما تقدم من ذنبه وما تأخر، قال أحدهم: أما أنا فإني أصلي الليل أبدا، وقال آخر: أنا أصوم الدهر ولا أفطر، وقال آخر: أنا أعتزل النساء فلا أتزوج أبدا، فجاء رسول الله ﷺ إليهم فقال: أنتم الذين قلتم كذا وكذا أما والله إني لأخشاكم لله وأتقاكم له لكني أصوم وأفطر وأصلي وأرقد وأتزوج النساء فمن رغب عن سنتي فليس مني». في هذا الحديث دليل النهي عن التعمق في العبادة، حيث أنه يطلب الفرض وما يشرع معه من النوافل، والتعمق بمعنى التنطع أو التشدد الذي يخالف الشرع، وتظهر صورته في وصل الصيام وصوم الدهر. وسبب النهي عن المبالغة في العبادة أنه مما يؤدي إلى ترك الواجبات، كما أن ملازمة الاقتصار على الفرائض وترك التنفل يفضي إلى إيثار البطالة وعدم النشاط إلى العبادة وخير الأمور الوسط. كما أن الأخذ بالتشديد في العبادة يفضي إلى الملل القاطع لأصلها. ومعنى: «كأنهم تقالوها»: بتشديد اللام المضمومة أي: رأى كل منهم أنها قليلة، وتأولوا ذلك بأن من علم أن الله قد غفر له ما تقدم من ذنبه وما تأخر لا يحتاج إلى مزيد من العمل، وأن من لم يعلم بحصول ذلك له يحتاج إلى المبالغة في العبادة عسى أن يحصل له ذلك. 
وقد بين في الحديث أنه لا يلزم منه حصوله، وأشار إلى هذا بأنه أشدهم خشية وذلك بالنسبة لمقام العبودية في جانب الربوبية، وأشار في حديث عائشة والمغيرة في صلاة الليل إلى معنى آخر بقوله: «أفلا أكون عبدا شكورا». وأن العلم بالله ومعرفة ما يجب من حقه أعظم قدرا من مجرد العبادة البدنية. وقوله: «أما والله إني لأخشاكم لله وأتقاكم له»، قال ابن حجر: فيه إشارة إلى رد ما بنوا عليه أمرهم من أن المغفور له لا يحتاج إلى مزيد في العبادة بخلاف غيره، فأعلمهم أنه مع كونه يبالغ في التشديد في العبادة أخشى لله وأتقى من الذين يشددون، وإنما كان كذلك لأن المشدد لا يأمن من الملل بخلاف المقتصد فإنه أمكن لاستمراره وخير العمل ما داوم عليه صاحبه، وقد أرشد إلى ذلك في قوله في الحديث الآخر: «المنبت لا أرضا قطع ولا ظهرا أبقى».
قوله: «فمن رغب عن سنتي فليس مني»: لا يستلزم الخروج عن الملة لمجرد المبالغة في العبادة، والسنة هنا بمعنى: الطريقة لا التي تقابل الفرض، والرغبة عن الشيء الإعراض عنه إلى غيره، قال ابن حجر: «والمراد من ترك طريقتي وأخذ بطريقة غيري فليس مني، ولمح بذلك إلى طريق الرهبانية فإنهم الذين ابتدعوا التشديد كما وصفهم الله تعالى وقد عابهم بأنهم ما وفوه بما التزموه، وطريقة النبي ﷺ الحنيفية السمحة فيفطر ليتقوى على الصوم وينام ليتقوى على القيام ويتزوج لكسر الشهوة وإعفاف النفس وتكثير النسل». وفي كلامه: أن في هذا الحديث دلالة على تقديم الحمد والثناء على الله عند إلقاء مسائل العلم وبيان الأحكام للمكلفين وإزالة الشبهة عن المجتهدين وأن المباحات قد تنقلب بالقصد إلى الكراهة والاستحباب.

### الفطر في صوم النفل
صوم النفل هو الزائد عن الفرض بمعنى أن الصائم المتطوع متلبس بعبادة غير واجبة عليه، والصوم من حيث هو عبادة اقتضى الشرع فعلها إما على جهة الإلزام وهو الصوم المفروض وهو صوم شهر رمضان، وما وجب مثل صوم النذر والقضاء، فالصوم المفروض لا يجوز قطعه إلا لعذر شرعي، وأما صوم النفل فهناك اعتبارات متعلقة به، فمن حيث هو عبادة متطوع بها، والعبادة المتطوع بها غير لازمة في ابتداء الشروع فيها، أما إذا شرع فيها ثم أراد قطعها؛ فإما أن يكون بعذر أو بغير عذر، فإن كان بعذر؛ فقطعها جائز بسبب العذر، وهذا بخلاف الحج فإنه وإن كان نفلا فلا يقطعه إلا إن كان لعذر فيتحلل بعمل عمرة فيستثنى من ذلك، وإن كان قطع النافلة بعد الشروع فيها لغير عذر؛ فهناك اعتباران أحدهما: أن قطع للعبادة إبطال للعمل، وقد قال الله تعالى: ﴿ولا تبطلوا أعمالكم﴾، والمتطوع قد ألزم نفسه فلا يبطل عمله بعد الشروع فيه، وثانيهما: أن المتطوع بالنافلة غير ملزم بها أصلا فلو قطعها فذلك جائز، ومما يدل عليه حديث: «الصائم المتطوع أمير نفسه إن شاء صام وإن شاء أفطر». وعن جعدة عن جدته أم هانئ: «أن رسول الله ﷺ دخل عليها فدعى بشراب فشرب ثم ناولها فشربت فقالت: يا رسول الله أما إني كنت صائمة فقال رسول الله ﷺ: الصائم المتطوع أمين نفسه إن شاء صام وإن شاء أفطر». قال: «والعمل عليه عند بعض أهل العلم من أصحاب النبي ﷺ وغيرهم أن الصائم المتطوع إذا أفطر فلا قضاء عليه إلا أن يحب أن يقضيه وهو قول سفيان الثوري وأحمد وإسحق والشافعي». قال في شرح سنن الترمذي: قوله: «أمين نفسه» بالنون قال في المجمع معناه: أنه إذا كان أمين نفسه فله أن يتصرف في أمانة نفسه على ما يشاء. ومعنى أمير نفسه أنه أمير لنفسه بعد دخوله في الصوم إن شاء صام أي أتم صومه، وإن شاء أفطر؟ إما بعذر أو بغيره.
«عن عون بن أبي جحيفة عن أبيه قال: «آخى النبي ﷺ بين سلمان وأبي الدرداء، فزار سلمان أبا الدرداء، فرأى أم الدرداء متبذلة فقال لها: ما شأنك قالت: أخوك أبو الدرداء ليس له حاجة في الدنيا، فجاء أبو الدرداء فصنع له طعاما فقال: كل فإني صائم، قال: ما أنا بآكل حتى تأكل فأكل، فلما كان الليل ذهب أبو الدرداء يقوم فقال: نم فنام ثم ذهب يقوم فقال: نم فلما كان آخر الليل قال سلمان: قم الآن قال: فصليا فقال له سلمان: "إن لربك عليك حقا ولنفسك عليك حقا ولأهلك عليك حقا فأعط كل ذي حق حقه" فأتى النبي ﷺ فذكر ذلك له فقال النبي ﷺ: «صدق سلمان». (أبو جحيفة وهب السوائي يقال وهب الخير)».
قال ابن حجر: ووقع في التكلف للضيف حديث سلمان «نهانا رسول الله ﷺ أن نتكلف للضيف»، أخرجه أحمد والحاكم، وفيه قصة سلمان مع ضيفه حيث طلب منه زيادة على ما قدم له فرهن مطهرته بسبب ذلك، ثم قال الرجل لما فرغ: «الحمد لله الذي قنعنا بما رزقنا». فقال له سلمان: «لو قنعت ما كانت مطهرتي مرهونة».
ومن دخل في صوم تصوع أو صلاة تطوع استحب له إتمامهما، وهو قول الشافعي، وأيضا هو قول الشافعية، كما حكاه النووي في المجموع وأضاف أنه لو أبطلهما بعذر أو بغير عذر جاز له ذلك، لكن يكره إبطالهما بغير عذر، لقوله تعالى: ﴿ولا تبطلوا أعمالكم﴾، أما الخروج منه بعذر فلا يكره، ولا قضاء عليه، ويستحب له قضاءه سواء كان بعذر أو بغير عذر. وعند الحنفية: وجوب الصوم بالشروع ووجوب القضاء بالإفساد، بمعنى أن صوم النفل بعد الشروع فيه يصير واجبا، وإفساده يوجب القضاء.
وذكر ابن قدامة في المغني في كلامه على المتن في قوله: «ومن دخل في صيام تطوع فخرج منه فلا قضاء عليه، وإن قضاه فحسن» أنه يستحب إتمام صوم النفل بعد الشروع فيه، وأن من دخل في صيام تطوع استحب له إتمامه ولم يجب، فإن خرج منه فلا قضاء عليه. ونقل عن ابن عمر وابن عباس أنهما أصبحا صائمين ثم أفطرا وقال ابن عمر: لا بأس به، ما لم يكن نذرا أو قضاء رمضان، وقال ابن عباس: إذا صام الرجل تطوعا ثم شاء أن يقطعه قطعه وإذا دخل في صلاة تطوعا ثم شاء أن يقطعها قطعها وقال ابن مسعود: متى أصبحت تريد الصوم فأنت على آخر النظرين إن شئت صمت وإن شئت أفطرت هذا مذهب أحمد والثوري والشافعي وإسحاق. وقال النخعي وأبو حنيفة ومالك: يلزم بالشروع فيه ولا يخرج منه إلا بعذر، فإن خرج قضى. وعن مالك: لا قضاء عليه.
واستدل القائلون بوجوب القضاء بما ورد عن عائشة أنها قالت: «أصبحت أنا وحفصة صائمتين متطوعتين، فأهدي لنا حيس فأفطرنا، ثم سألنا رسول الله ﷺ فقال: "اقضيا يوما مكانه"»، ولأنها عبادة تلزم بالنذر فلزمت بالشروع فيها كالحج والعمرة. واستدل القائلون بعدم وجوب القضاء بما روى مسلم وأبو داود والنسائي عن عائشة قالت: «دخل علي رسول الله ﷺ يوما فقال: هل عندكم شيء؟ فقلت: لا. قال: فإني صائم. ثم مر بعد ذلك اليوم وقد أهدي إلي حيس فخبأت له منه، وكان يحب الحيس قلت: يا رسول الله إنه أهدي لنا حيس، فخبأت لك منه قال: أدنيه، أما إني قد أصبحت وأنا صائم، فأكل منه ثم قال لنا: إنما مثل صوم التطوع مثل الرجل يخرج من ماله الصدقة، فإن شاء أمضاها وإن شاء حبسها» هذا لفظ رواية النسائي وهو أتم من غيره
وروت أم هانئ قالت: «دخلت على رسول الله ﷺ فأتي بشراب، فناولنيه فشربت منه، ثم قلت: يا رسول الله، لقد أفطرت وكنت صائمة، فقال لها: أكنت تقضين شيئا؟ قالت: لا، قال: فلا يضرك إن كان تطوعاً». وفي لفظ قالت: «قلت: إني صائمة فقال رسول الله ﷺ: إن المتطوع أمير نفسه، فإن شئت فصومي، وإن شئت فأفطري». ولأن كل صوم لو أتمه كان تطوعا إذا خرج منه لم يجب قضاؤه، كما لو اعتقد أنه من رمضان فبان من شعبان أو من شوال.

## أنواع صوم التطوع

### صوم شهر المحرم
شهر المحرم الحرام مستحب، وهو من أنواع صوم النفل، الذي ثبث في الحديث استحباب صيامه وبيان فضله، فعن أبي هريرة قال: "سئل رسول الله ﷺ، أي الصلاة أفضل بعد المكتوبة؟ قال: «الصلاة في جوف الليل» قيل: ثم أي الصيام أفضل بعد رمضان؟ قال: «شهر الله الذي تدعونه المحرم»". رواه أحمد، ومسلم، وأبو داود. وفي رواية: «عن أبي هريرة قال: "سئل رسول الله ﷺ: أي الصلاة أفضل بعد المكتوبة؟ قال: «الصلاة في جوف الليل»، قال: فأي الصيام أفضل بعد رمضان؟ قال: «شهر الله المحرم»". رواه الجماعة إلا البخاري ولابن ماجه منه فضل الصوم فقط».

### صوم عاشوراء
صوم يوم عاشوراء هو يوم العاشر من المحرم، وهو من الصوم المشروع في الإسلام في مراحل التشريع، فقد كان الناس في الجاهلية يصومونه، ولما هاجر المسلمون إلى المدينة وجدوا اليهود أيضا يصومونه، وقد أمر المسلمون بصيامه، قبل أن يفرض عليهم صوم شهر رمضان، فلما فرض عليهم صوم شهر رمضان، لم يبق طلب الإتيان به شرعا كما كان في السابق، وهو بعد فرض صوم رمضان مستحب بإجماع أهل العلم. وفي الحديث: «عن ابن عمر رضى الله تعالى عنهما قال صام النبي ﷺ عاشوراء وأمر بصيامه، فلما فرض رمضان ترك وكان عبد الله لا يصومه إلا أن يوافق صومه». و«عن عائشة رضى الله تعالى عنها أن قريشا كانت تصوم يوم عاشوراء في الجاهلية ثم أمر رسول الله ﷺ بصيامه حتى فرض رمضان، وقال رسول الله ﷺ: من شاء فليصمه ومن شاء أفطر».
عن معاوية قال: «سمعت رسول الله ﷺ يقول لهذا اليوم: هذا يوم عاشوراء ولم يكتب الله عليكم صيامه وأنا صائم فمن أحب منكم أن يصوم فليصم ومن أحب منكم أن يفطر فليفطر». قال النووي: «هذا كله من كلام النبي ﷺ هكذا جاء مبينا في رواية النسائي». وعن معاوية بن أبي سفيان قال: "سمعت رسول الله ﷺ يقول: «إن هذا يوم عاشوراء، ولم يكتب عليكم صيامه، وأنا صائم، فمن شاء صام، ومن شاء فليفطر»"، متفق عليه. و"عن ابن عباس رضي الله عنهما قال: قدم النبي ﷺ المدينة فرأى اليهود تصوم عاشوراء فقال: «ما هذا؟» قالوا: يوم صالح، نجى الله فيه موسى وبني إسرائيل من عدوهم، فصامه موسى، فقال ﷺ: «أنا أحق بموسى منكم»، فصامه وأمر بصيامه". متفق عليه. و"عن أبي موسى الأشعري رضي الله عنه قال: كان يوم عاشوراء، تعظمه اليهود، وتتخذه عيدا، فقال رسول الله ﷺ: «صوموه أنتم»". متفق عليه. و"عن ابن عباس رضي الله عنهما قال: لما صام رسول الله ﷺ يوم عاشوراء، وأمر بصيامه، قالوا يا رسول الله: إنه يوم تعظمه اليهود والنصارى..فقال: «إذا كان العام المقبل -إن شاء الله- صمنا اليوم التاسع»، قال: فلم يأت العام المقبل، حتى توفي رسول الله ﷺ". رواه مسلم، وأبو داود. وفي لفظ: "قال رسول الله صلى الله عليه وسلم: «لئن بقيت إلى قابل لأصومن التاسع»، يعني مع يوم عاشوراء". رواه أحمد ومسلم. وقد ذكر العلماء في صيامه ثلاث كيفيات أحدها: صوم يوم العاشر من المحرم فقط، وثانيها: صوم يوم التاسع والعاشر، وثالثها: صوم ثلاثة أيام: التاسع، والعاشر، والحادي عشر.

### صوم ست من شوال
من أنواع صوم النفل صيام ستة أيام من شهر شوال، وشهر شوال هو الشهر العاشر في ترتيب شهور السنة الهلالية، ويقع بعد شهر رمضان، ويستحب صيام ستة أيام منه سواء كانت متوالية أو متفرقة، باستثناء أول يوم من شوال الذي هو يوم عيد الفطر، فلا يجوز الصيام فيه حيث أنه يحرم صيام يومي العيد الفطر والأضحى. ويدل على استحباب صيام الست من شوال: ما أخرجه مسلم في صحيحه: "عن أبي أيوب الأنصاري رضي الله عنه أنه حدثه أن رسول الله ﷺ قال: «من صام رمضان ثم أتبعه ستا من شوال كان كصيام الدهر»". وفي رواية: «من صام رمضان ثم أتبعه ستا من شوال فكأنما صام الدهر».

### صوم يوم عرفة لغير الحاج

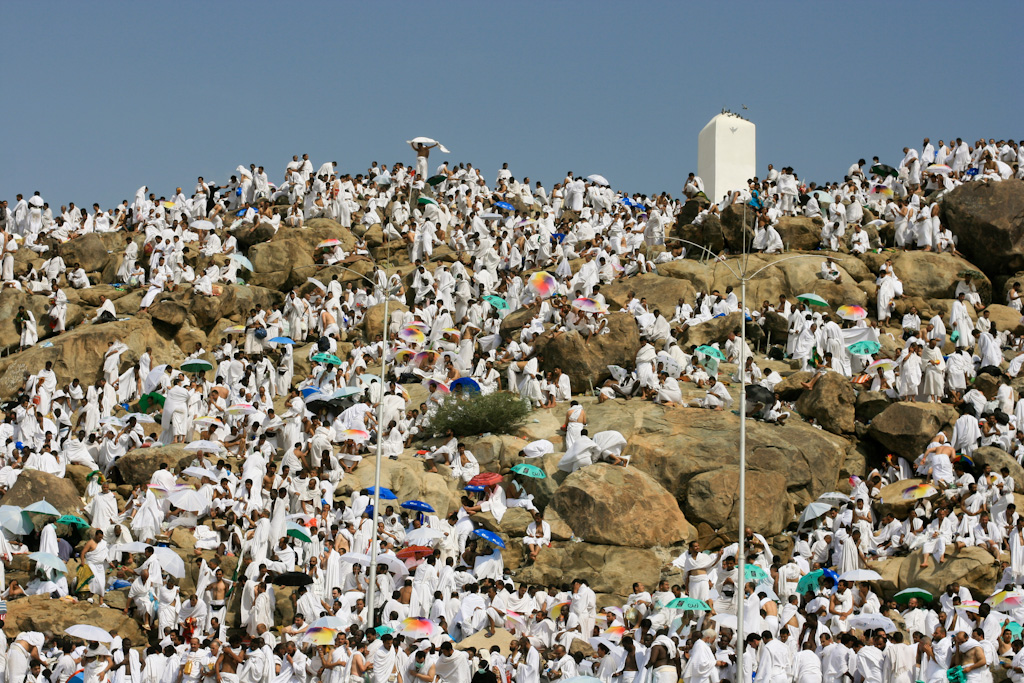
وقوف الحجاج على جبل عرفة يوم التاسع من ذي الحجة

يوم عرفة وهو أحد أيام العشر من ذي الحجة، وهو يوم التاسع من ذي الحجة، ويستحب صيامه لما ورد في الحديث: «صيام يوم عرفة يكفر سنتين سنة قبلها وسنة بعدها»، ولكن هذا الاستحباب لغير من كان حاجا، فلا يستحب له صيامه؛ لأنه يكون في حال اشتغاله بالوقوف بعرفة، حيث أن الصيام حينذ يضعفه عن الذكر والعبادة في ذلك اليوم، وقد ورد النهي عن صيامه بحديث: عن أبي هريرة قال: «نهى رسول الله ﷺ عن صوم يوم عرفة بعرفات». رواه أحمد وأبو داود والنسائي، وابن ماجه. قال الترمذي، قد استحب أهل العلم، صيام يوم عرفة إلا بعرفة. وعن أم الفضل: «أنهم شكوا في صوم رسول الله ﷺ يوم عرفة، فأرسلت إليه بلبن، فشرب، وهو يخطب الناس بعرفة». متفق عليه. وفي سنن أبي داود عن عكرمة قال: «كنا عند أبي هريرة في بيته فحدثنا أن رسول الله ﷺ نهى عن صوم يوم عرفة بعرفة». وظاهر حديث أبي هريرة هذا: أنه لا يجوز صومه بعرفات، والأصل في النهي أنه للتحريم، لكن حمله العلماء على الكراهة من غير تحريم، والأصل في صوم يوم عرفة أنه مستحب إلا للحاج حيث أن الصيام يضعفه عن اغتنام وقت الوقوف بعرفة، ويجمع بين الأحاديث بأن صوم هذا اليوم مستحب لكل أحد مكروه لمن كان بعرفات حاجا. قال الخطابي: هذا نهي استحباب لا نهي إيجاب، فإنما نهى المحرم عن ذلك خوفا عليه أن يضعف عن الدعاء والابتهال في ذلك المقام، فأما من وجد قوة لا يخاف معها ضعفا فصوم ذلك اليوم أفضل له إن شاء الله وقد قال ﷺ: «صيام يوم عرفة يكفر سنتين سنة قبلها وسنة بعدها» ذكره في عون المعبود. 
وفي هذا دلالة على استحباب صوم يوم عرفة لغير الحاج،
وأما صيام الحاج يوم عرفة ففيه خلاف، فقد روي عن عثمان بن أبي العاص وابن الزبير أنهما كانا يصومانه، وقال أحمد بن حنبل: إن قدر على أن يصوم صام، وإن أفطر فذلك يوم يحتاج فيه إلى قوة، وكان إسحاق يستحب صومه للحاج، وكان عطاء يقول: أصوم في الشتاء ولا أصوم في الصيف، وكان مالك وسفيان الثوري يختاران الإفطار للحاج وكذلك الشافعي. وروي عن ابن عمر رضي الله عنهما أنه قال: «لم يصمه النبي ﷺ ولا أبو بكر ولا عمر ولا عثمان ولا أصومه أنا». انتهى كلامه. وفي صحيح البخاري: «عن أم الفضل بنت الحارث أن ناسا تماروا عندها يوم عرفة في صوم النبي ﷺ فقال بعضهم هو صائم وقال بعضهم ليس بصائم فأرسلت إليه بقدح لبن وهو واقف على بعيره فشربه». وفي رواية للبخاري أيضا: «عن ميمونة رضي الله عنها أن الناس شَكُّوا في صيام النبي ﷺ يوم عرفة فأرسلت إليه بِحِلَابٍ وهو واقف في الموقف فشرب منه والناس ينظرون». قال الشوكاني: واعلم أن ظاهر حديث أبي قتادة عند مسلم وأصحاب السنن مرفوعا صوم يوم عرفة يكفر سنتين ماضية ومستقبلة الحديث أنه يستحب صوم يوم عرفة مطلقا، وظاهر حديث عقبة بن عامر عند أهل السنن غير ابن ماجه يوم عرفة ويوم النحر وأيام التشريق عيدنا أهل الإسلام الحديث أنه يكره صومه مطلقا لجعله قريبا في الذكر ليوم النحر وأيام التشريق، وتعليل ذلك أنها عيد وأنها أيام أكل وشرب. وسبب كراهية صيام يوم عرفة للحاج أنه ربما كان مؤديا إلى الضعف عن الدعاء والذكر يوم عرفة هنالك وعن القيام بأعمال الحج. وقيل: بل لأنه يوم عيد لأهل الموقف لاجتماعهم فيه، ويؤيده حديث أبي قتادة. وفي حديث أبي هريرة هذا التصرح بالنهي عن صومه مطلقا. ومما يدل على عدم استحباب صومه للحاج: ما أخرجه أبو داود في سننه «عن أم الفضل بنت الحارث أن ناسا تماروا عندها يوم عرفة في صوم رسول الله ﷺ فقال بعضهم هو صائم وقال بعضهم ليس بصائم فأرسلت إليه بقدح لبن وهو واقف على بعيره بعرفة فشرب». قال المنذري: وأخرجه البخاري ومسلم.

### صوم الاثنين والخميس
من أنواع صوم النفل صوم يومي الاثنين والخميس، وهو الصوم المستحب في الأسبوع، وهو أن يتحرى مريد التطوع بالصوم الصيام في كل اثنين وخميس من الأسبوع، وفي الحديث: عن عائشة قالت: «إن النبي ﷺ كان يتحرى صيام الإثنين والخميس». وثبت في مشروعية استحباب صيامهما دليل الترغيب وهو أن يومي الاثنين والخميس تعرض فيهما الأعمال، ووجه ذلك: أن الصوم عمل فيستحب للمسلم الصوم فيهما ليعرض عمله وهو صائم، ويدل على هذا حديث: عن أبي هريرة: "أن النبي ﷺ قال: «تعرض الأعمال كل إثنين وخميس فأحب أن يعرض عملي وأنا صائم»". كما ورد أيضا في صوم يوم الاثنين حديث: عن أبي قتادة: "أن النبي ﷺ سئل عن صوم يوم الاثنين فقال: «ذلك يوم ولدت فيه، وأنزل علي فيه»". ولمسلم بلفظ: "عن أبي قتادة الأنصاري رضي الله عنه: أن رسول الله صلى الله عليه وسلم سئل عن صوم الاثنين فقال: «فيه ولدت وفيه أنزل علي»". وفي هذا دليل استحباب صوم يومي الاثنين والخميس؛ لأنهما يومان تعرض فيهما الأعمال، وقوله في الحديث: قال: «ذلك يوم ولدت فيه وأنزل علي فيه»، ويوم الاثنين هو اليوم الذي كانت ولادته فيه، وهو أيضا اليوم الذي أنزل الله فيه عليه الوحي.

### صوم ثلاثة أيام من كل شهر
من الصوم المستحب صوم ثلاثة أيام من كل شهر، ويدل عليه حديث: «عن أبي هريرة رضي الله عنه قال: أوصاني خليلي ﷺ بثلاث: صيام ثلاثة أيام من كل شهر، وركعتي الضحى، وأن أوتر قبل أن أنام». قال ابن دقيق العيد: فيه دليل على تأكيد هذه الأمور بالقصد إلى الوصية بها، وصيام ثلاثة أيام قد وردت علته في الحديث، وهو تحصيل أجر الشهر، باعتبار أن الحسنة بعشر أمثالها، وقد ذكرنا ما فيه، ورأى من يرى أن ذلك أجر بلا تضعيف، ليحصل الفرق بين صوم الشهر تقديرا، وبين صومه تحقيقا. وفي الحديث دليل على استحباب صيام ثلاثة أيام من كل شهر، واستحباب صلاة الضحى. وعن أبي ذر قال: «أمرنا رسول الله ﷺ أن نصوم من الشهر ثلاثة أيام البيض: ثلاث عشرة وأربع عشرة وخمس عشرة».

### صوم يوم وفطر يوم
من أنواع صوم النفل صوم يوم وإفطار يوم، هو صوم نبي الله داود عليه السلام، وهو مستحب لمن يريد التطوع بالصوم في جميع أيام العام، باستثناء صوم شهر رمضان، والأيام المنهي عن صومها، وهذا النوع من الصوم لمن رغب في المزيد من التنفل بالصوم ووجد في نفسه قدرة عليه من غير تضييع الحقوق والواجبات، وأما الزيادة على هذا فهو منهي عنه. ويدل على هذا حديث: «عن عبد الله بن عمرو رضي الله عنهما عن النبي ﷺ قال: صم من الشهر ثلاثة أيام قال: أطيق أكثر من ذلك، فما زال حتى قال: صم يوما وأفطر يوما، فقال: اقرء القرآن في كل شهر، قال إني أطيق أكثر فما زال حتى قال في ثلاث». وعن أبي سلمة بن عبد الرحمن، عن عبد الله بن عمرو قال، "قال لي رسول الله ﷺ: «لقد أخبرت أنك تقوم الليل وتصوم النهار»، قال: قلت: يا رسول الله نعم، قال: «فصم، وافطر وصل ونم، فإن لجسدك عليك حقا، وإن لزوجك عليك حقا، وإن لزورك عليك حقا، وإن بحسبك أن تصوم من كل شهر ثلاثة أيام» قال: فشددت فشدد علي قال: فقلت، يا رسول الله إني أجده قوة قال: «فصم من كل جمعة ثلاثة أيام» قال: فشددت فشدد علي قال فقلت: يا رسول الله إني أجد قوة قال: «صم صوم نبي الله داود، ولا تزد عليه»، قلت: يا رسول الله وما كان صيام داود عليه الصلاة والسلام؟ قال: «كان يصوم يوما، ويفطر يوما»". و«عن عبد الله بن عمرو بن العاص قال: قال رسول الله ﷺ: إن أحب الصيام إلى الله صيام داود، وأحب الصلاة إلى الله صلاة داود، كان ينام نصف الليل ويقوم ثلثه وينام سدسه، وكان يصوم يوما ويفطر يوما».

## معرض الصور

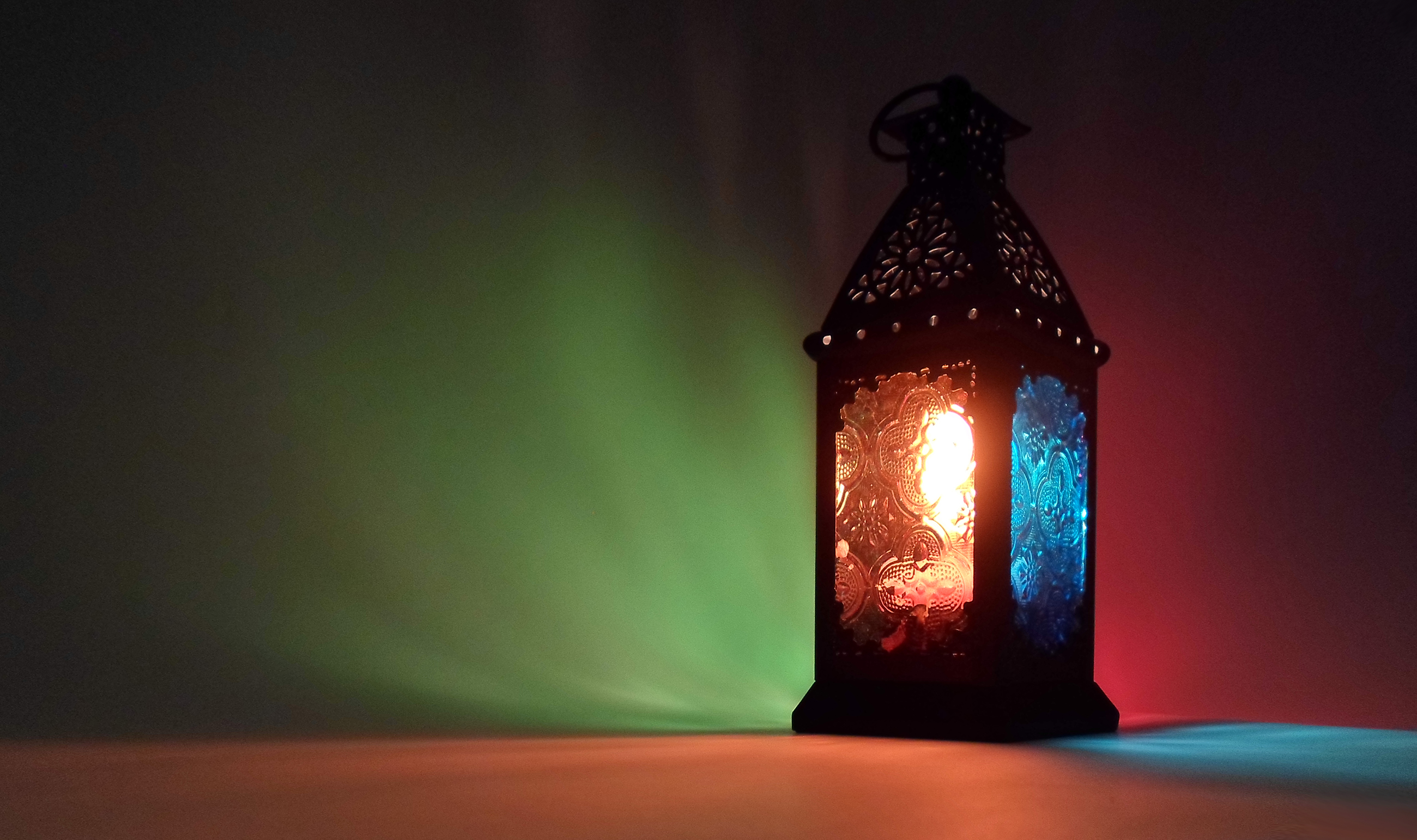
فانوس رمضان في مصر
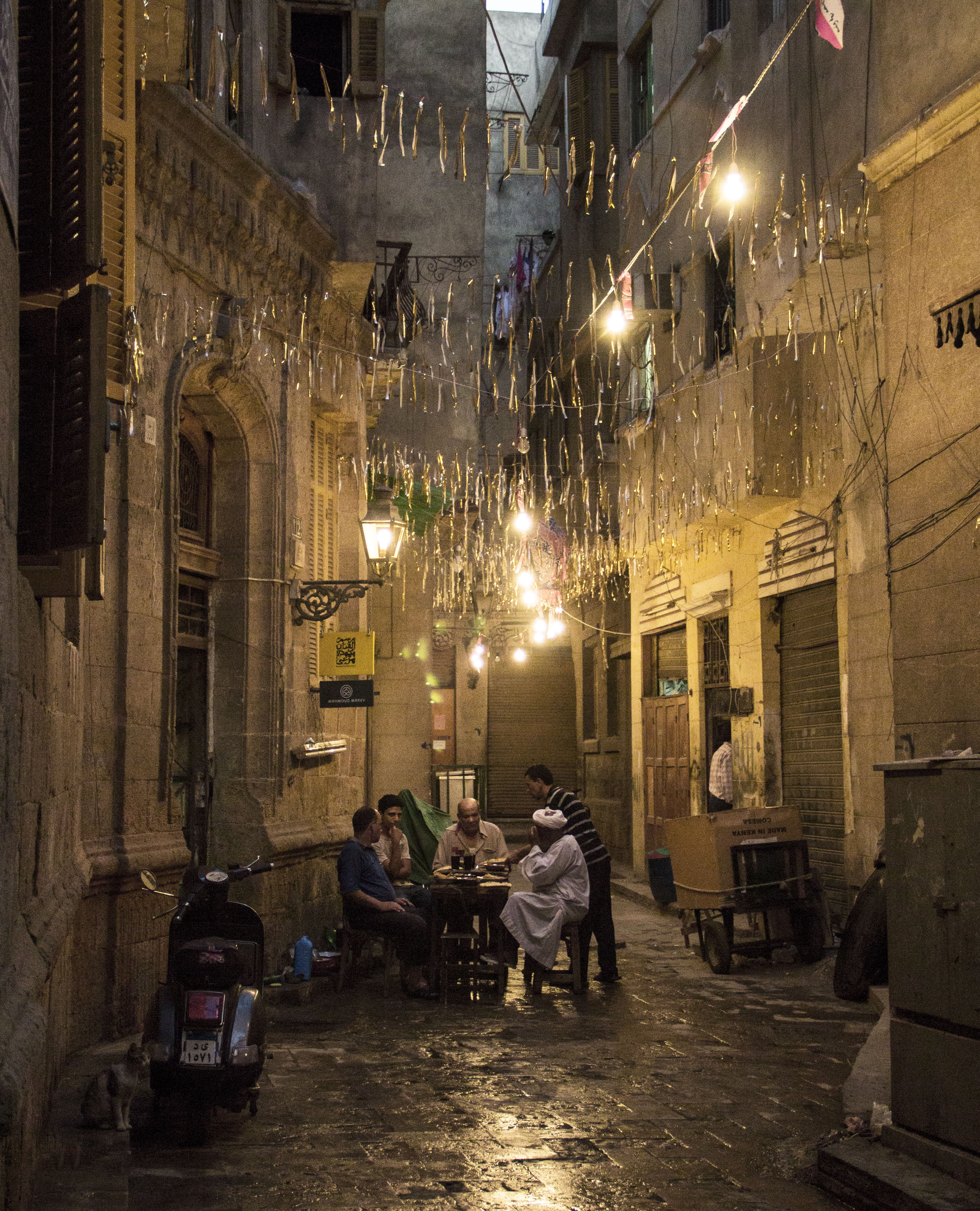
مظاهر رمضان في القاهرة، مصر
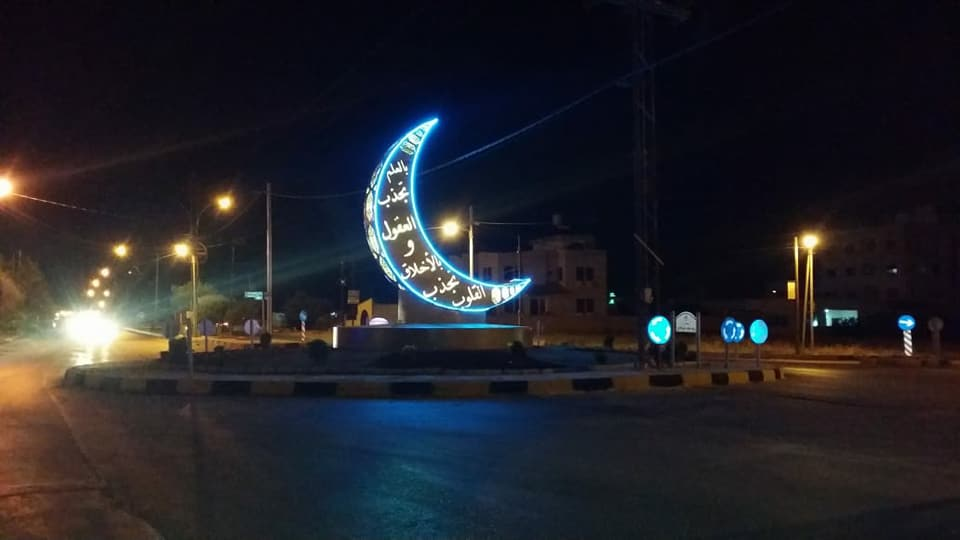
مظاهر رمضان في الأردن
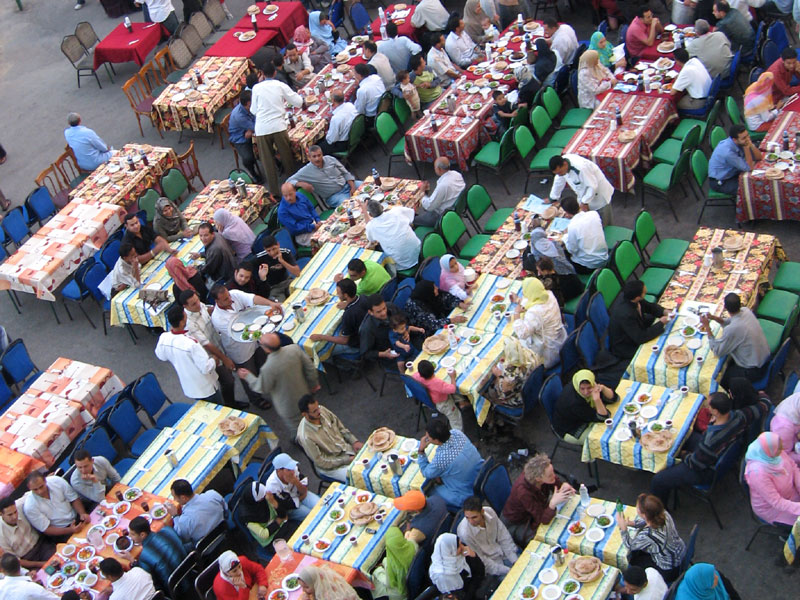
إفطار جماعي في القاهرة، مصر
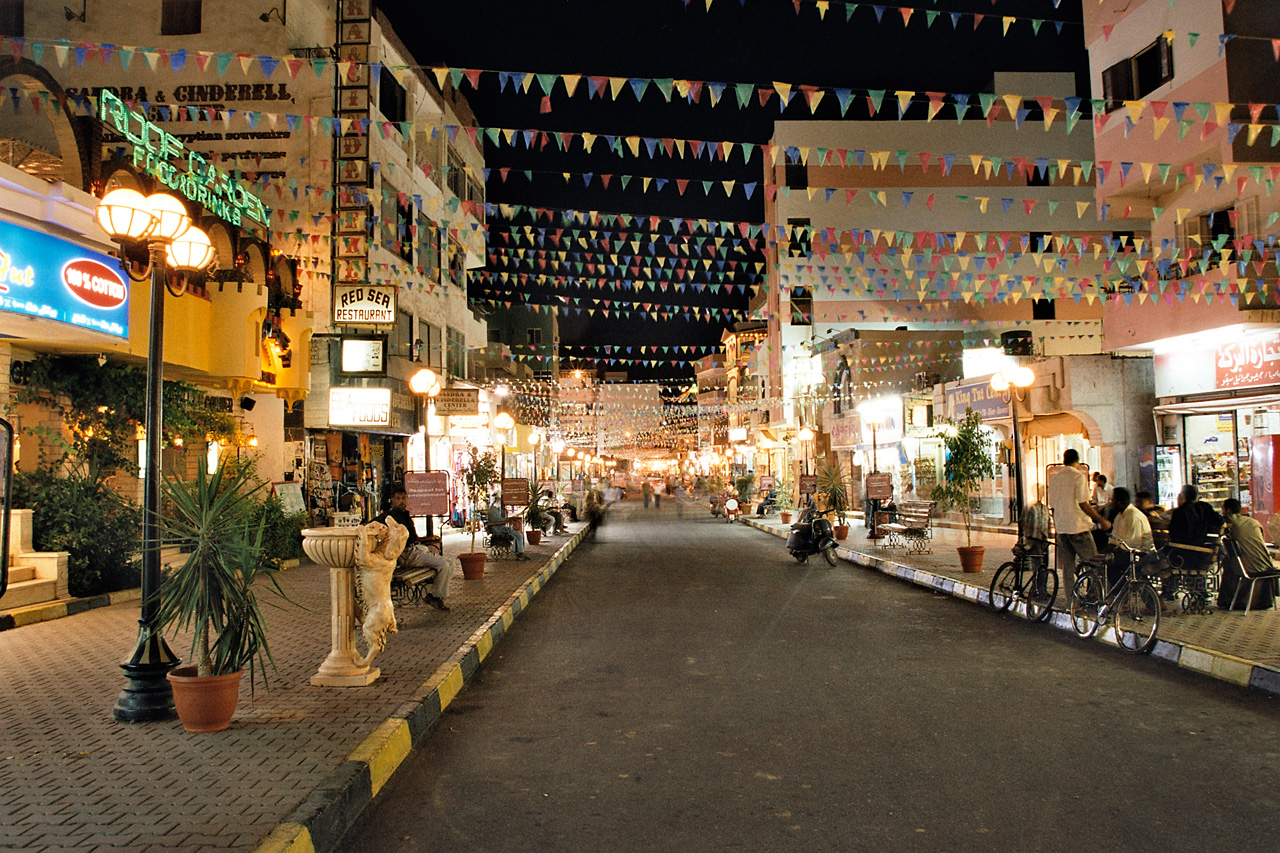
مظاهر رمضان في الغردقة، مصر
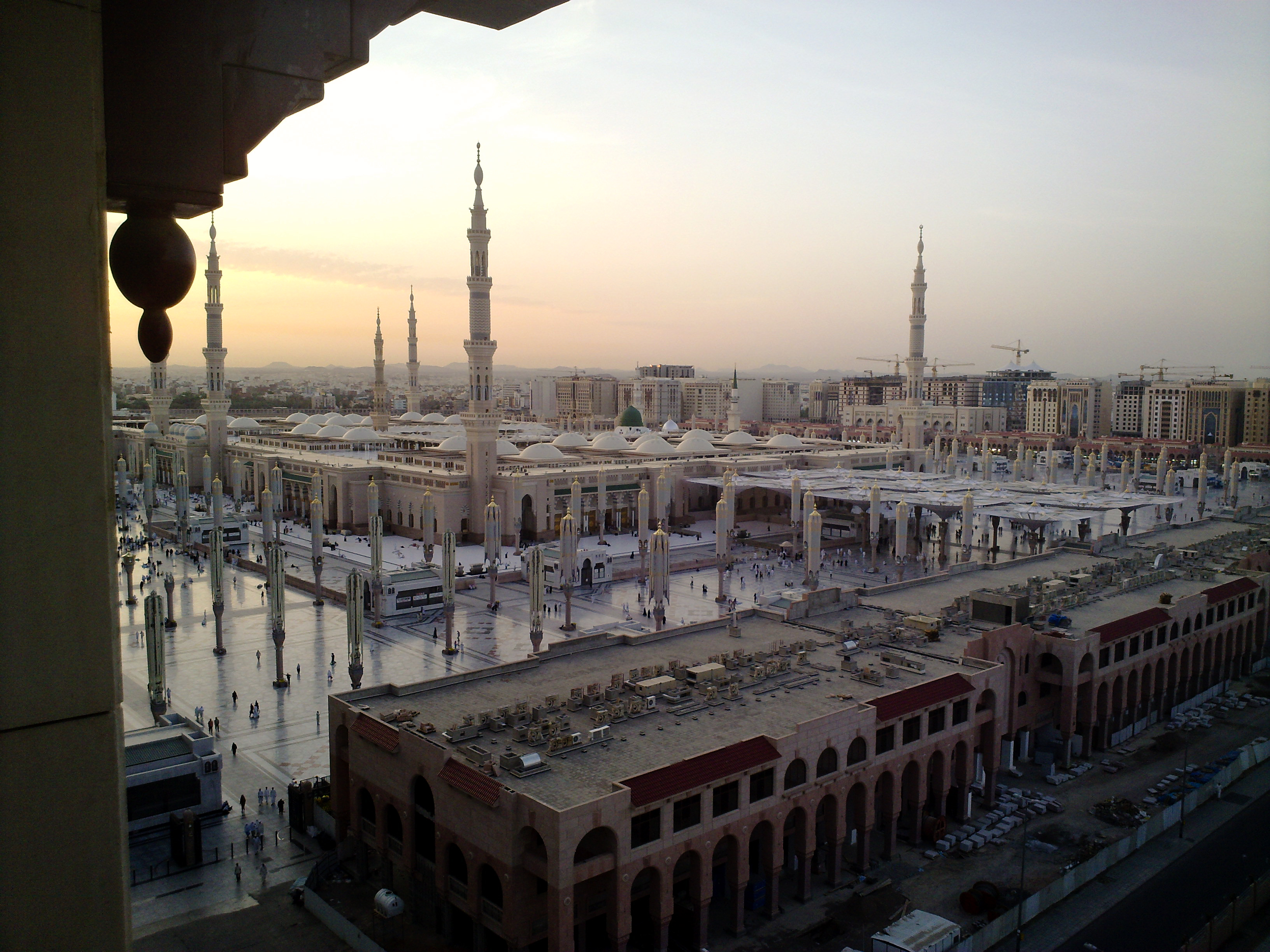
المدينة المنورة
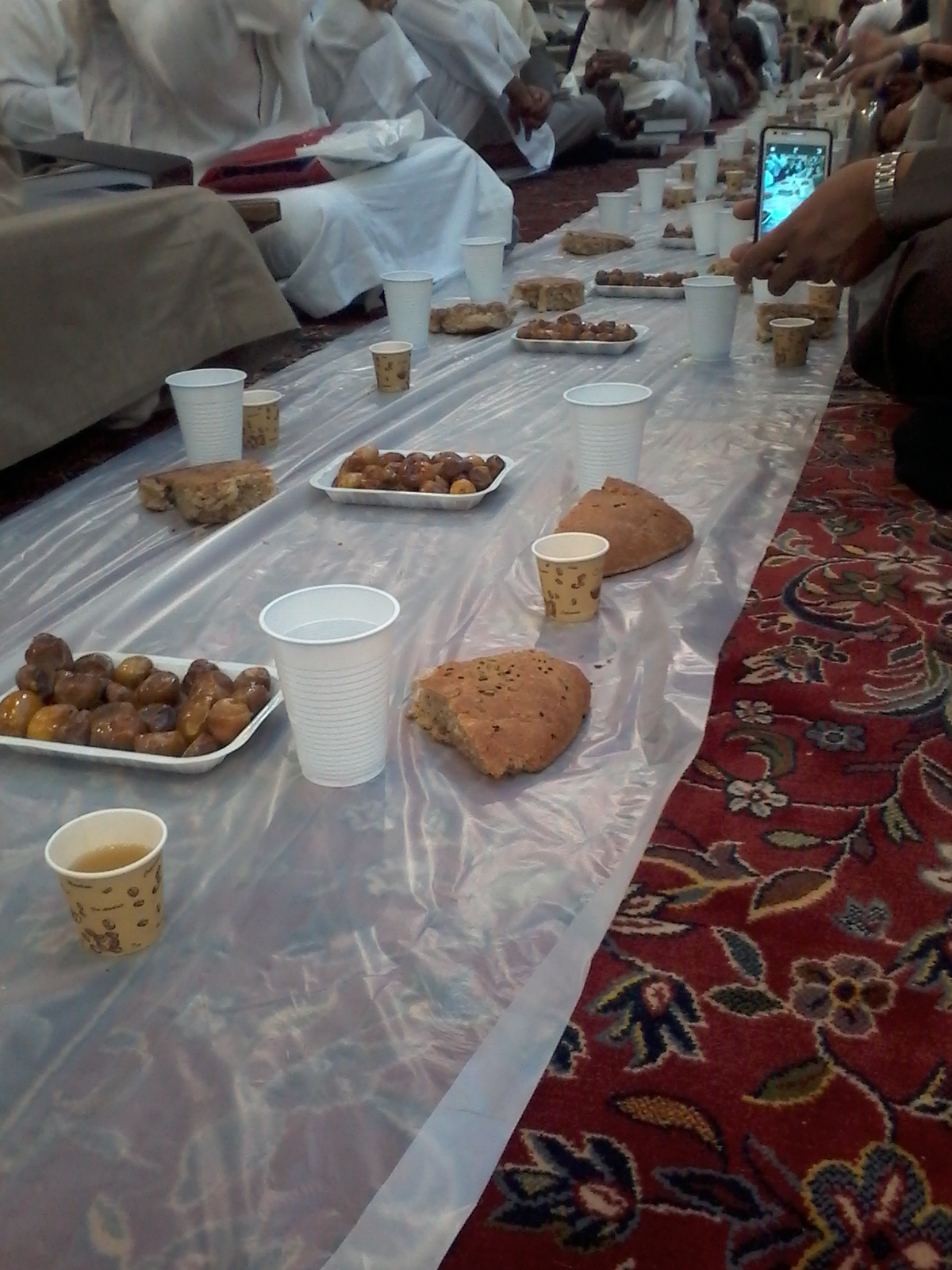
إفطار جماعي بالمسجد النبوي
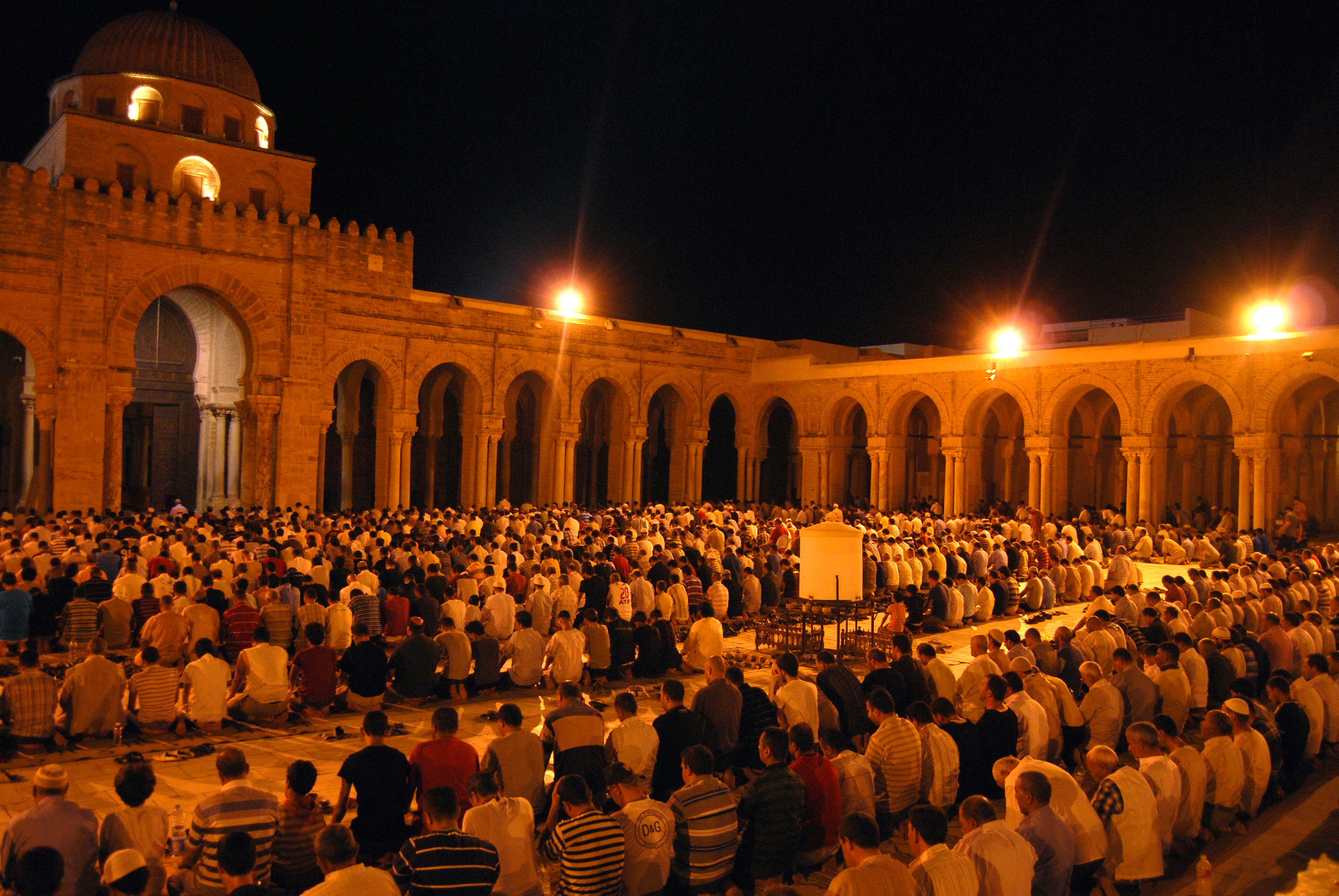
صلاة التراويح في الجامع الكبير في القيروان. رمضان 2012
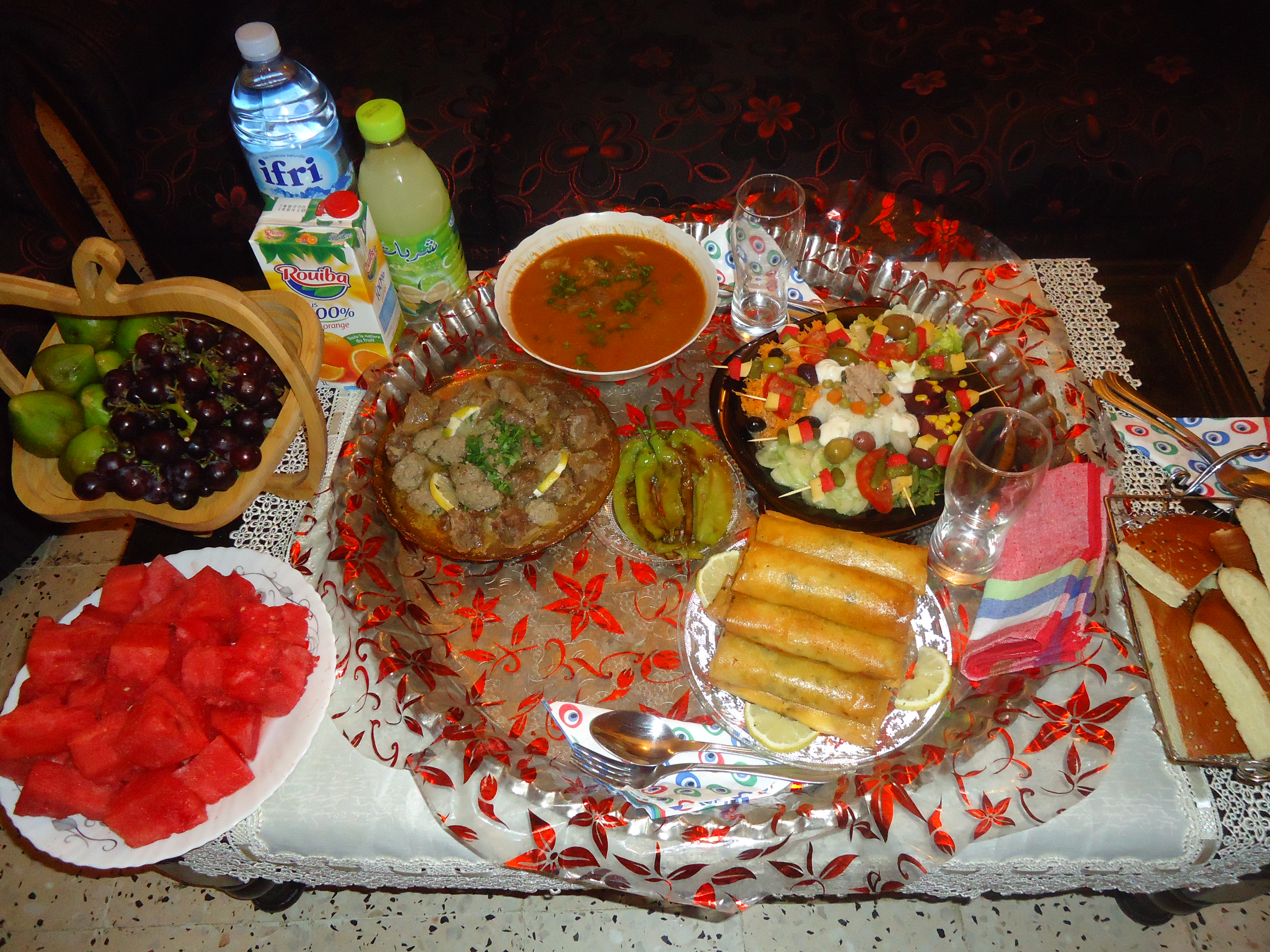
إفطار رمضان في الجزائر
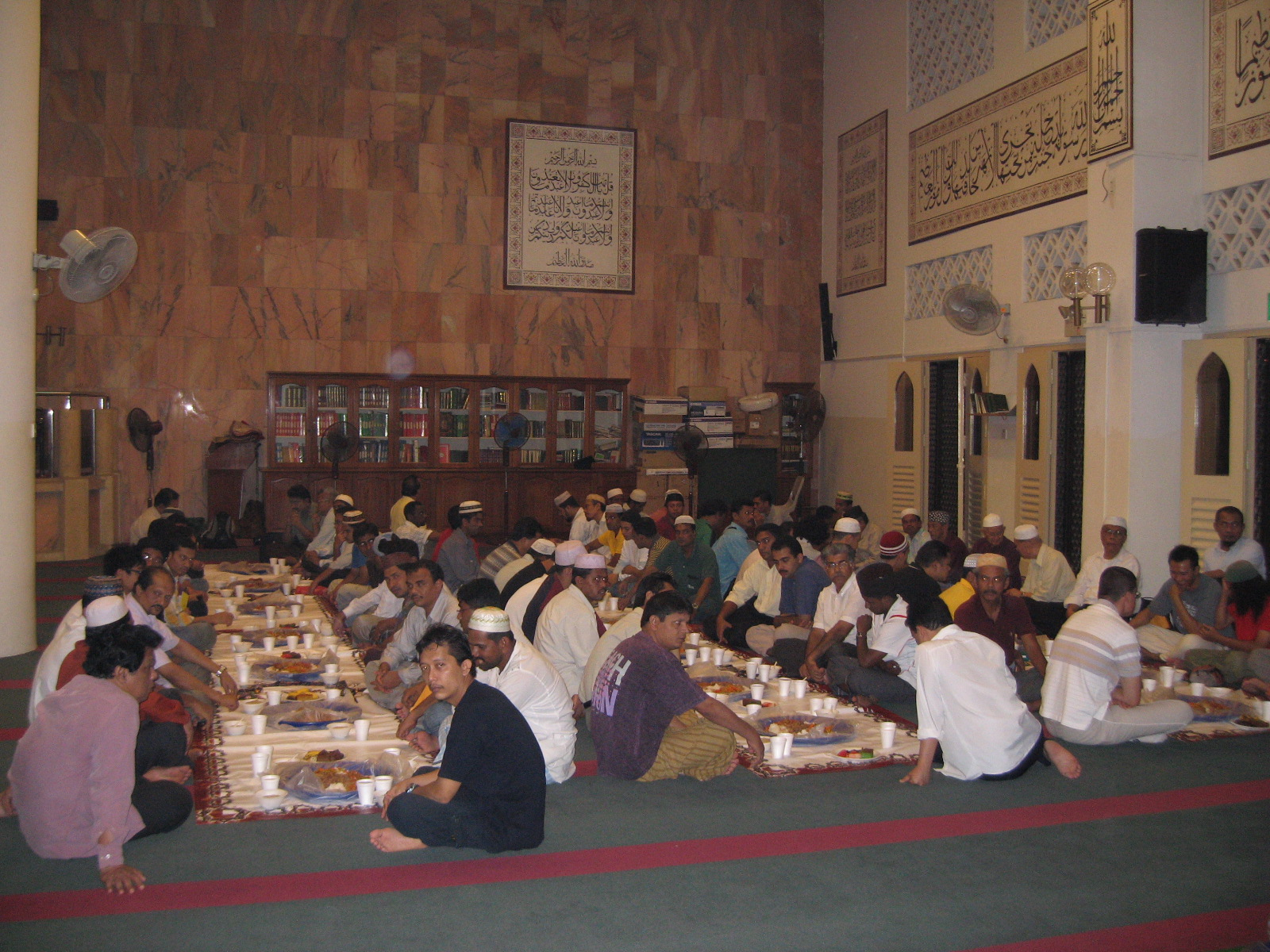
إفطار جماعي في رمضان
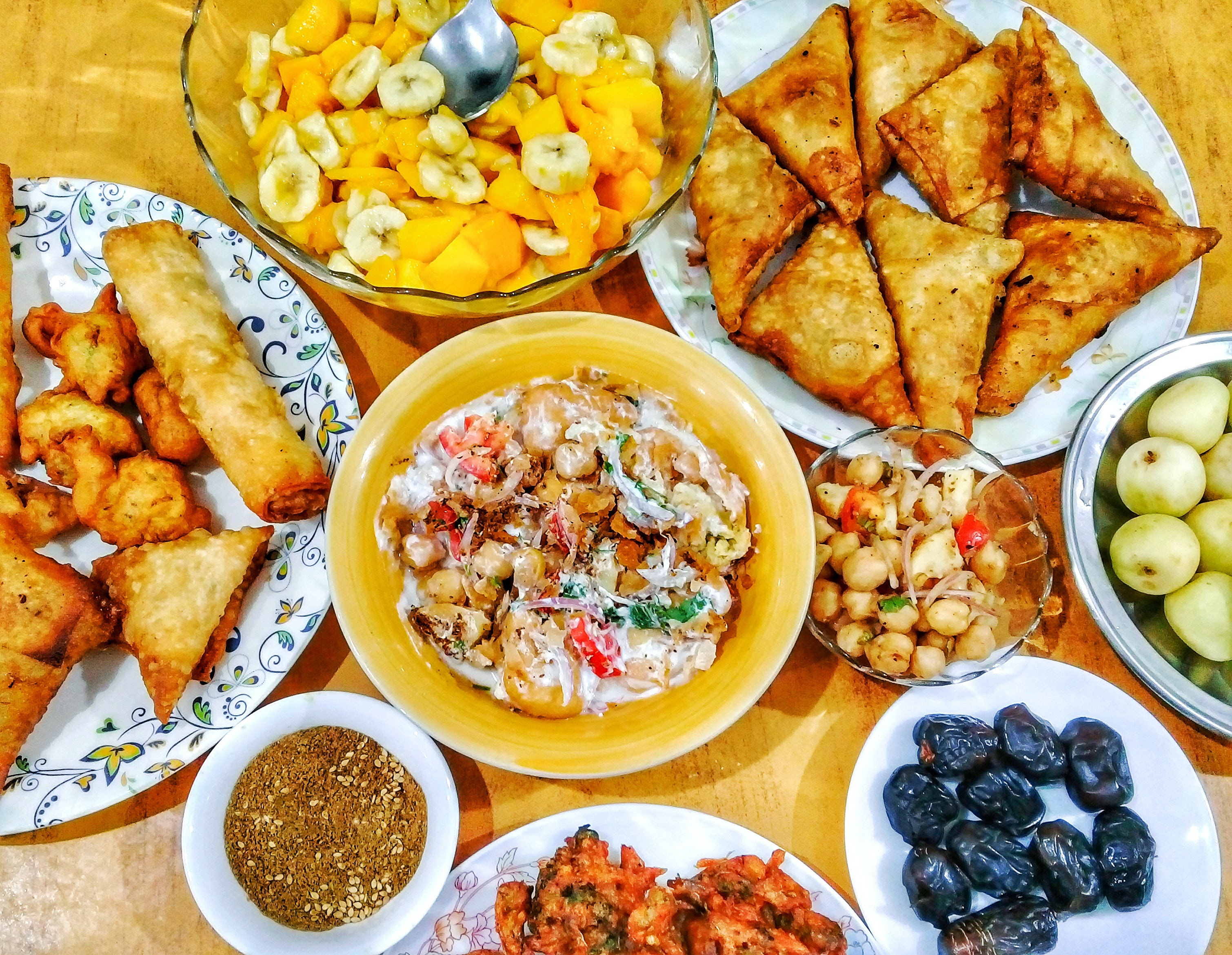
إفطار رمضان

## الملاحظات
1. ↑  من الأدلة على وجوب اتباع السنة والأخذ بها قول الله تعالى: ﴿مَنْ يُطِعِ الرَّسُولَ فَقَدْ أَطَاعَ اللَّهَ﴾ [النساء:80] ... الآية وقال الله تعالى: ﴿وَمَا آتَاكُمُ الرَّسُولُ فَخُذُوهُ وَمَا نَهَاكُمْ عَنْهُ فَانْتَهُوا﴾ [الحشر:7] وقال تعالى: ﴿فَلْيَحْذَرِ الَّذِينَ يُخَالِفُونَ عَنْ أَمْرِهِ أَنْ تُصِيبَهُمْ فِتْنَةٌ أَوْ يُصِيبَهُمْ عَذَابٌ أَلِيمٌ ۝٦٣﴾ [النور:63] وقال تعالى: ﴿وَأَطِيعُوا اللَّهَ وَأَطِيعُوا الرَّسُولَ﴾ [المائدة:92] وقال تعالى: ﴿وَمَنْ يُشَاقِقِ الرَّسُولَ مِنْ بَعْدِ مَا تَبَيَّنَ لَهُ الْهُدَى وَيَتَّبِعْ غَيْرَ سَبِيلِ الْمُؤْمِنِينَ نُوَلِّهِ مَا تَوَلَّى وَنُصْلِهِ جَهَنَّمَ وَسَاءَتْ مَصِيرًا ۝١١٥﴾ [النساء:115] وقال تعالى: ﴿يَا أَيُّهَا الَّذِينَ آمَنُوا أَطِيعُوا اللَّهَ وَأَطِيعُوا الرَّسُولَ وَأُولِي الْأَمْرِ مِنْكُمْ فَإِنْ تَنَازَعْتُمْ فِي شَيْءٍ فَرُدُّوهُ إِلَى اللَّهِ وَالرَّسُولِ إِنْ كُنْتُمْ تُؤْمِنُونَ بِاللَّهِ وَالْيَوْمِ الْآخِرِ ذَلِكَ خَيْرٌ وَأَحْسَنُ تَأْوِيلًا ۝٥٩﴾ [النساء:59]، وقال تعالى: ﴿وَإِذَا جَاءَهُمْ أَمْرٌ مِنَ الْأَمْنِ أَوِ الْخَوْفِ أَذَاعُوا بِهِ وَلَوْ رَدُّوهُ إِلَى الرَّسُولِ وَإِلَى أُولِي الْأَمْرِ مِنْهُمْ لَعَلِمَهُ الَّذِينَ يَسْتَنْبِطُونَهُ مِنْهُمْ وَلَوْلَا فَضْلُ اللَّهِ عَلَيْكُمْ وَرَحْمَتُهُ لَاتَّبَعْتُمُ الشَّيْطَانَ إِلَّا قَلِيلًا ۝٨٣﴾ [النساء:83]، وقال تعالى: ﴿إِنَّمَا كَانَ قَوْلَ الْمُؤْمِنِينَ إِذَا دُعُوا إِلَى اللَّهِ وَرَسُولِهِ لِيَحْكُمَ بَيْنَهُمْ أَنْ يَقُولُوا سَمِعْنَا وَأَطَعْنَا﴾ [النور:51]، وقال الله تعالى: ﴿وَمَا كَانَ لِمُؤْمِنٍ وَلَا مُؤْمِنَةٍ إِذَا قَضَى اللَّهُ وَرَسُولُهُ أَمْرًا أَنْ يَكُونَ لَهُمُ الْخِيَرَةُ مِنْ أَمْرِهِمْ وَمَنْ يَعْصِ اللَّهَ وَرَسُولَهُ فَقَدْ ضَلَّ ضَلَالًا مُبِينًا ۝٣٦﴾ [الأحزاب:36]، والآيات في هذا كثيرة. وفي الحديث: «لا يؤمن أحدكم حتى يكون هواه تبعا لما جئت به».
2. ↑  5
3. ↑  رواه الجماعة إلا النسائي. قال الشوكاني: «والحديث يدل على أن وقت المغرب يدخل عند غروب الشمس، وهو مجمع عليه، وأن المسارعة بالصلاة في أول وقتها مشروعة».
4. ↑  ذكر الشوكاني أن وقت صلاة المغرب يدخل بغروب الشمس بالإجماع، وإنما وقع الخلاف في العلامة الدالة على ذلك على ثلاثة أقول فقيل: بسقوط قرص الشمس بكماله، وهذا إنما يتم في الصحراء، وأما في العمران فلا.
وقيل: برؤية الكوكب الليلي، وبه قالت القاسمية، واحتجوا بقوله: «حتى يطلع الشاهد» النجم. أخرجه مسلم والنسائي من حديث أبي بصرة.
وقيل: بل بالإظلام، وإليه ذهب زيد بن علي وأبو حنيفة والشافعي وأحمد بن عيسى وعبد الله بن موسى والإمام يحيى. 
واستدلوا بحديث: «إذا أقبل الليل من ههنا وأدبر النهار من ههنا فقد أفطر الصائم». متفق عليه من حديث ابن عمر وعبد الله بن أبي أوفى. ولما في حديث جبريل من رواية ابن عباس بلفظ: «فصلى بي حين وجبت الشمس وأفطر الصائم». ولحديث الباب وغير ذلك.

وأجاب صاحب البحر عن هذه الأدلة بأنها مطلقة، وحديث "حتى يطلع الشاهد" مقيد، ورد بأنه ليس من المطلق والمقيد أن يكون طلوع الشاهد أحد أمارات غروب الشمس، على أنه قد قيل: إن قوله والشاهد النجم مدرج فإن صح ذلك لم يبعد أن يكون المراد بالشاهد ظلمة الليل ويؤيد ذلك حديث السائب بن يزيد عند أحمد والطبراني مرفوعا بلفظ: «لا تزال أمتي على الفطرة ما صلوا المغرب قبل طلوع النجم». وحديث أبي أيوب مرفوعا: «بادروا بصلاة المغرب قبل طلوع النجم». وحديث أنس ورافع بن خديج قال: «كنا نصلي مع النبي ﷺ ثم نرمي فيرى أحدنا موقع نبله».انتهى ملخصا من نيل الأوطار للشوكاني، الجزء الثاني، كتاب الصلاة: أبواب المواقيت: باب وقت صلاة المغرب، صفحة رقم: (6).

## وصلات خارجية
- كتاب الاختيار لتعليل المختار.
- كتاب المبدع في شرح المقنع.